# Prudnik
Prudnikⓘ (antes Prądnik, Królewskie Miasto Prudnik; em alemão: Neustadtⓘ, Neustadt in Oberschlesien, Neustadt an der Prudnik; em tcheco/checo: Prudník; em silesiano: Prudnik, Prōmnik; em latim: Prudnicium) é um município no sudoeste da Polônia, localizado na voivodia de Opole, no condado de Prudnik e é a sede da comuna urbano-rural de Prudnik e da Eurorregião de Pradziad. Historicamente, está localizado na Alta Silésia, na região de Prudnik, na fronteira entre as montanhas Opawskie e a depressão Prudnik, que faz parte da planície da Silésia. Os rios Prudnik e Złoty Potok passam por ele.
Nos anos de 1975 a 1998, a cidade pertencia administrativamente à antiga voivodia de Opole.
Estende-se por uma área de 20,5 km², com 18 817 habitantes, segundo o censo de 31 de dezembro de 2024, com uma densidade populacional de 917 hab./km².
Uma das cidades mais antigas da Polônia, fundada pela Lei de Magdeburgo em 1279. Até o século XIV na Morávia, depois nos Ducados da Silésia. O local de inúmeras batalhas e escaramuças devido à sua localização fronteiriça. Do século XVI ao XVIII, foi o centro econômico e político mais importante da Alta Silésia e o ponto de encontro do sejmik do Ducado de Opole e Racibórz. Prudnik desenvolveu-se como um centro comercial, artesanal, turístico e industrial com ênfase na indústria têxtil. A partir de 1945 nas fronteiras da Polônia. Novos conjuntos habitacionais, indústrias e infraestrutura turística foram construídos.

## Localização

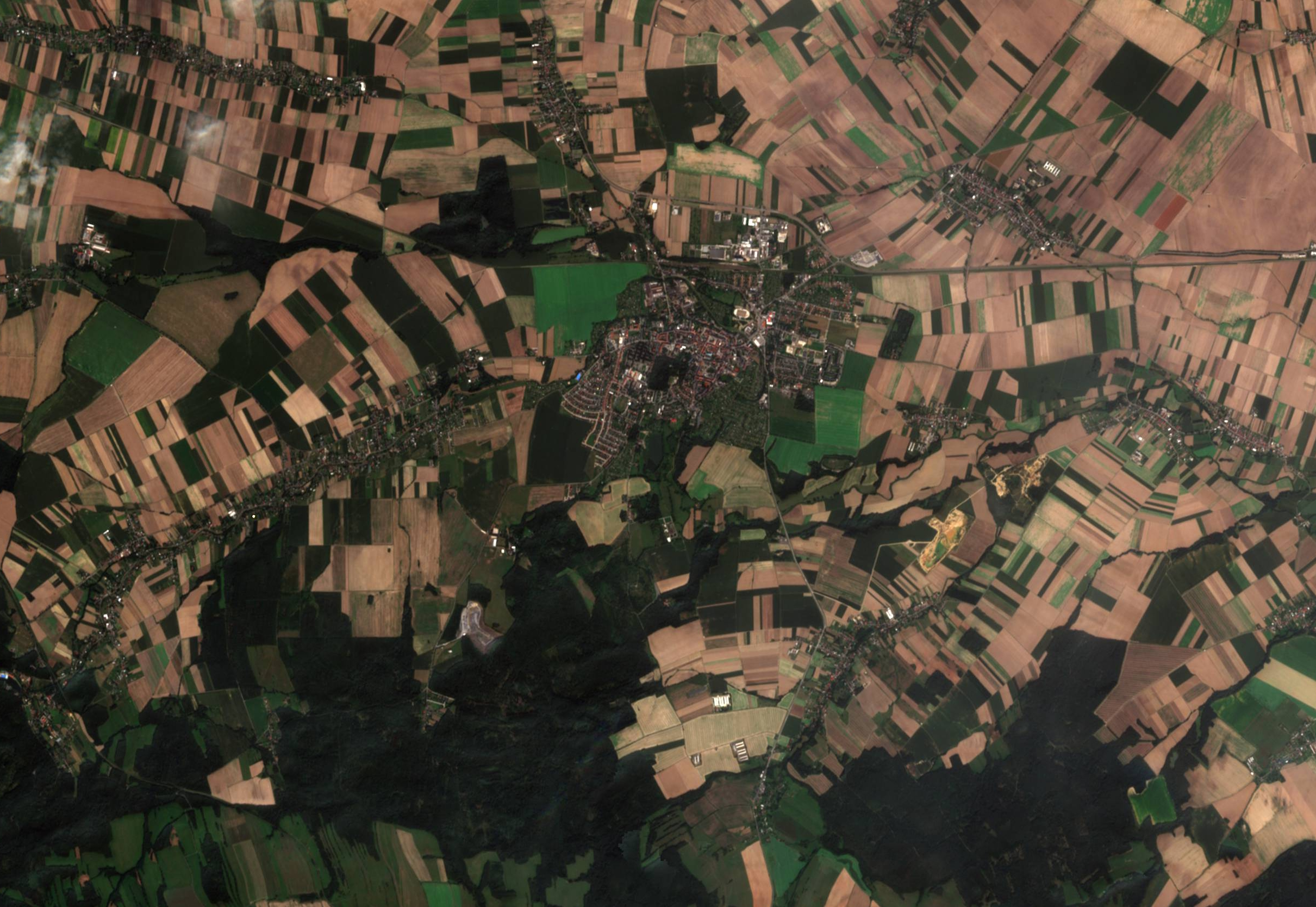
Imagem de satélite de Prudnik e dos arredores da cidade (agosto de 2024)

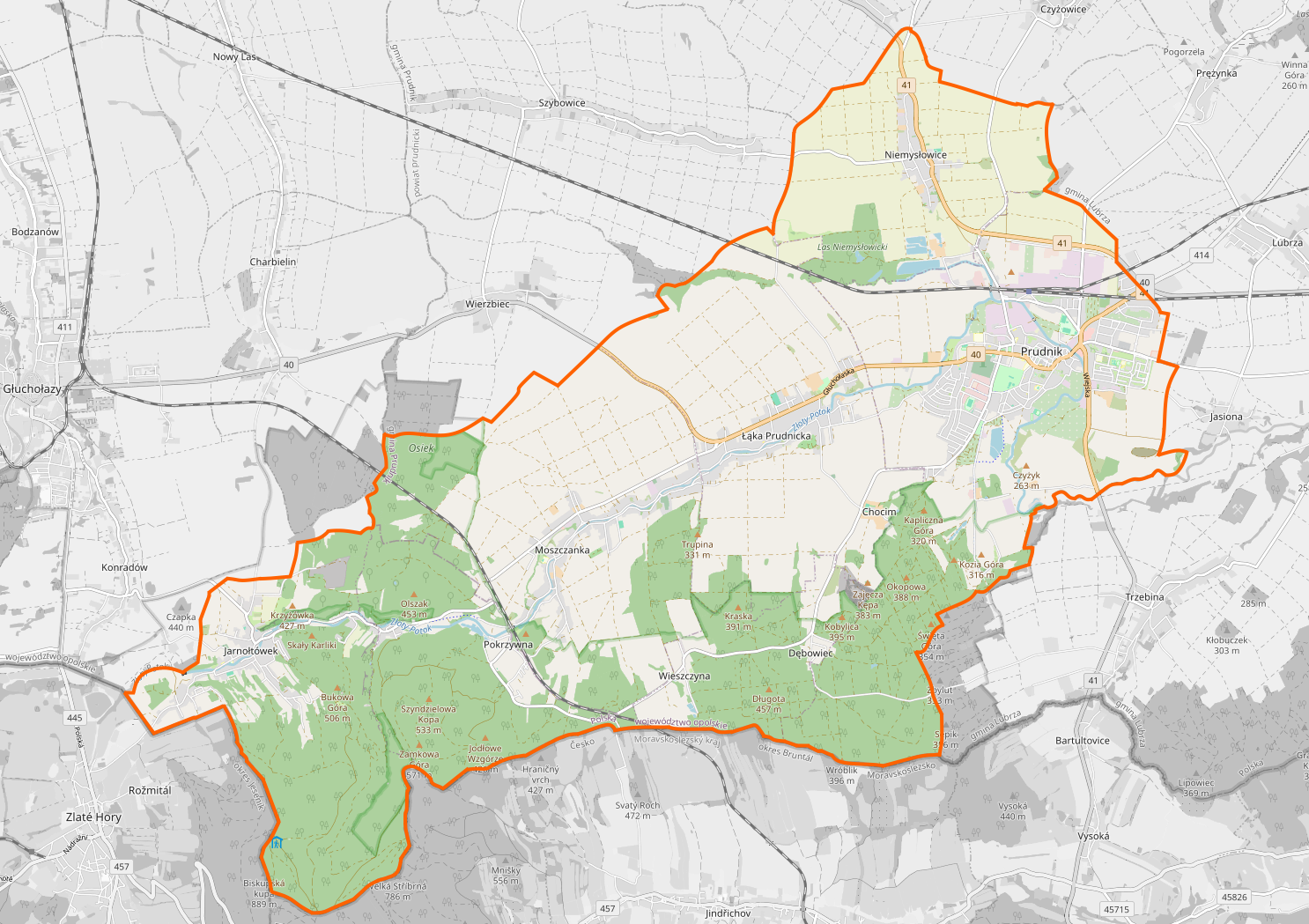
Mapa da aglomeração de Prudnik

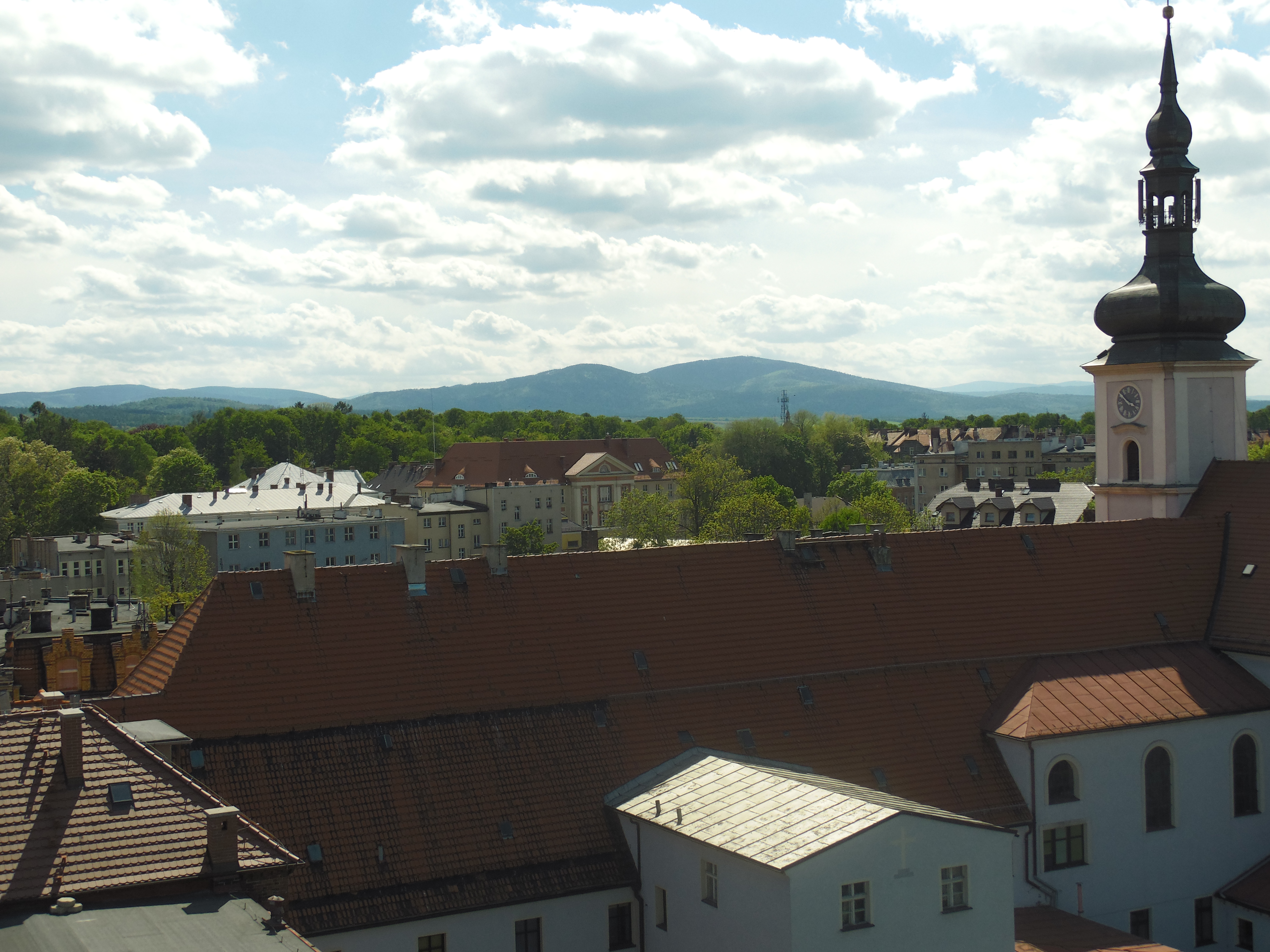
Vista do maciço de Biskupia Kopa a partir da Torre Wok

Prudnik está localizada na parte sudoeste da Polônia. A cidade fica a 50 km de Opole, 86 km de Ostrava, 107 km de Breslávia, 115 km de Katowice, 263 km de Praga, 284 km de Bratislava, 289 km de Viena e 356 km de Varsóvia.
Administrativamente, Prudnik está localizada na parte sul da voivodia de Opole, no condado de Prudnik, comuna de Prudnik. Sua área administrativa é diretamente adjacente à República Tcheca, ao sul. Do norte, a cidade faz fronteira com as sołectwa de Niemysłowice, do oeste com Łąka Prudnicka e Dębowiec, enquanto do leste faz fronteira com a comuna de Lubrza — as sołectwa de Trzebina, Jasiona, Lubrza, Prężynka. A cidade é a parte central da aglomeração de Prudnik, que também inclui os vilarejos de: Chocim, Dębowiec, Jarnołtówek, Łąka Prudnicka, Moszczanka, Niemysłowice, Pokrzywna, Wieszczyna.
Prudnik está localizada na fronteira entre a planície da Silésia e a parte nordeste das montanhas Opawskie (Sudetos Orientais). Segundo a divisão físico-geográfica de 2017 do Dr. Krzysztof Badora, a área de Prudnik está localizada em quatro microrregiões: vale de Prudnik, depressão de Prudnik, sopé de Głuchołasko-Prudnickie e colinas Długockie.
Historicamente, Prudnik pertencia originalmente à Morávia como parte de um enclave de bispos moravianos, enquanto, desde sua incorporação ao Ducado de Niemodlin em 1337, encontra-se na histórica Alta Silésia. A cidade é o principal centro da região conhecida como Terra de Prudnik, que, além de Prudnik, também inclui as cidades de Biała, Głogówek e Strzeleczki. A Terra de Prudnik é caracterizada por vilarejos habitados por povos autóctones: alemães e silesianos, que usam o dialeto Prudnik, uma variante do dialeto silesiano, bem como pelos imigrantes (ou seja, repatriados da antiga região polonesa das fronteiras orientais e colonos de outras partes da Polônia, principalmente da terra da Cracóvia), que se estabeleceram na área de Prudnik após 1945.

### Divisão administrativa
Segundo o Registro Oficial Nacional da Divisão Territorial do País, os distritos de Prudnik são:
- Górka
- Kolonia Karola Miarki
- Lipno (Lipy)
- Młyn Czyżyka

Também existem conjuntos habitacionais na cidade:
- Jasionowe Wzgórze
- Tysiąclecia
- Wyszyńskiego
- Zacisze

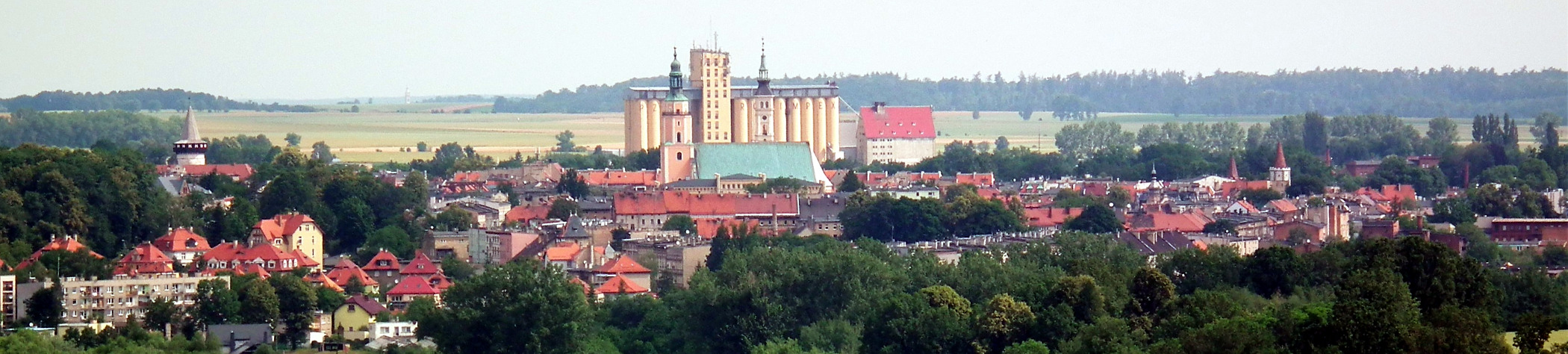
Prudnik vista da torre de observação na colina do mosteiro

## Meio ambiente
Os rios Prudnik e Złoty Potok atravessam a cidade. Sua área administrativa inclui um complexo florestal próximo, chamado Floresta Prudnicki. Há colinas nos limites administrativos da cidade: Czyżykowa Góra, Kapliczna Góra, Kozia Góra, Okopowa, Szubieniczna Góra, Święta Góra, Wróblik. Prudnik está localizada a uma altitude de cerca de 265 m acima do nível do mar. O ponto mais alto da cidade fica a 403 m acima do nível do mar e o mais baixo a 238 m.

### Clima

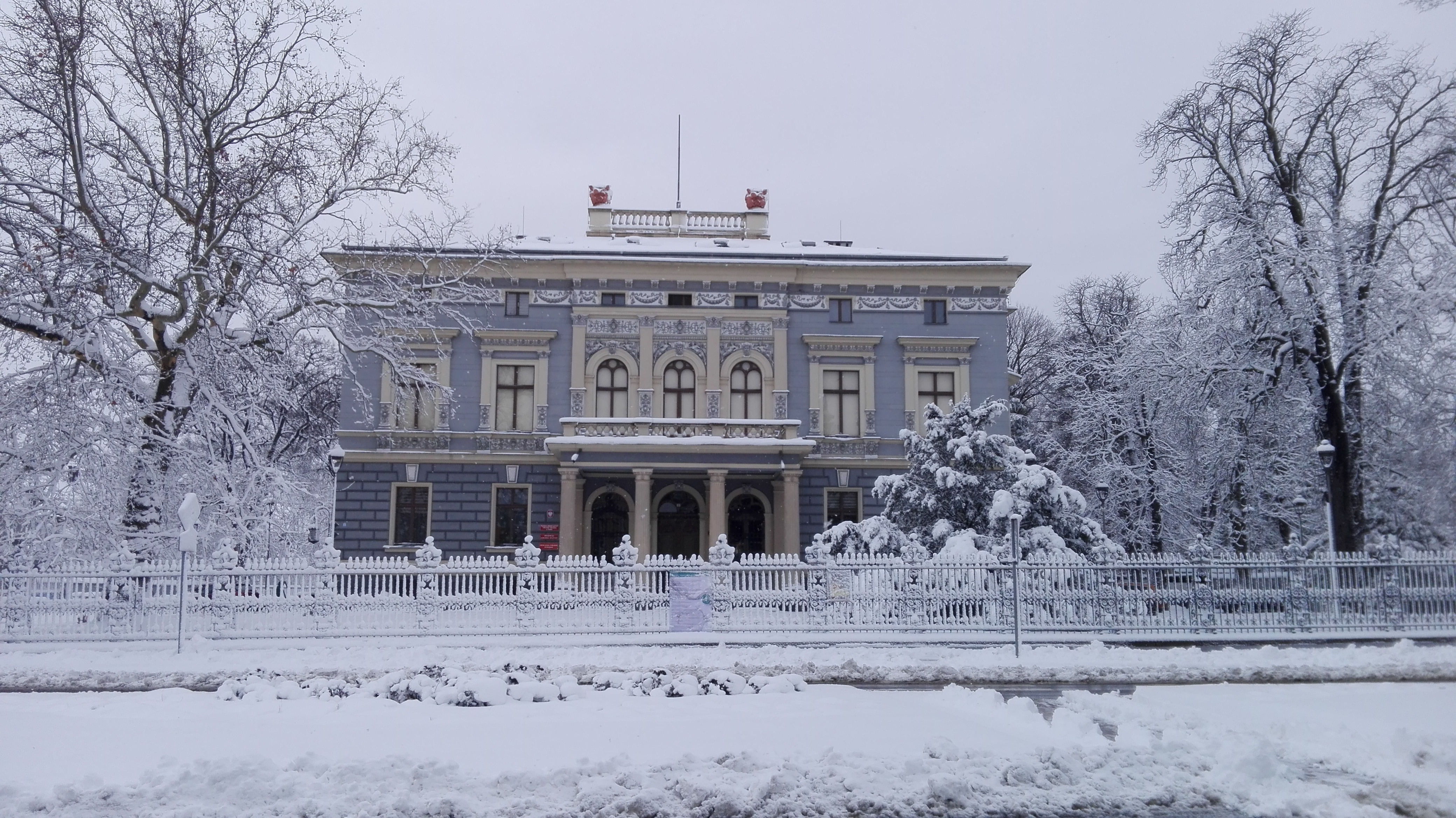
Mansão da família Fränkel no período de inverno

O clima de Prudnik é influenciado por sua proximidade com as montanhas Opawskie. Conforme a classificação climática de Köppen-Geiger, Prudnik situa-se na zona Cfb − clima temperado oceânico. Na cidade de Prudnik, a temperatura média anual é de 8,9° C. Nesta área, a precipitação média anual é de 930 mm. Está localizada no Hemisfério Norte. Os meses de verão são: junho, julho, agosto, setembro. O mês mais seco é fevereiro, com 46 mm de precipitação. O mês mais quente do ano é julho, com temperatura média de 18,9 °C. A temperatura média mais baixa do ano ocorre em janeiro e é de aproximadamente -1,7 °C.
Com média de 133 mm, a maior precipitação ocorre no mês de julho. A diferença de precipitação entre o mês mais seco e o mais úmido é de 87 mm. A variação de temperatura durante o ano é de 20,6 °C. O mês com a maior umidade relativa é novembro (83%). O mês com a menor umidade relativa é abril (69%). O mês com o maior número de dias de chuva é julho (11 dias) e o de menor número é fevereiro (8 dias).
Na noite de 31 de dezembro para 1 de janeiro de 2023, o recorde polonês de alta temperatura do ar em janeiro foi registrado em Prudnik — 18,9 °C.
| Dados climatológicos para Prudnik | Dados climatológicos para Prudnik | Dados climatológicos para Prudnik | Dados climatológicos para Prudnik | Dados climatológicos para Prudnik | Dados climatológicos para Prudnik | Dados climatológicos para Prudnik | Dados climatológicos para Prudnik | Dados climatológicos para Prudnik | Dados climatológicos para Prudnik | Dados climatológicos para Prudnik | Dados climatológicos para Prudnik | Dados climatológicos para Prudnik | Dados climatológicos para Prudnik |
| Mês | Jan                               | Fev                               | Mar                               | Abr                               | Mai                               | Jun                               | Jul                               | Ago                               | Set                               | Out                               | Nov                               | Dez                               | Ano                               |
| --- | --------------------------------- | --------------------------------- | --------------------------------- | --------------------------------- | --------------------------------- | --------------------------------- | --------------------------------- | --------------------------------- | --------------------------------- | --------------------------------- | --------------------------------- | --------------------------------- | --------------------------------- |
| Temperatura máxima média (°C) | 0,7                               | 2,4                               | 7,1                               | 13,4                              | 17,7                              | 20,8                              | 22,9                              | 22,9                              | 18,1                              | 12,8                              | 7,5                               | 2,5                               | 12,4                              |
| Temperatura média (°C) | −1,7                              | −0,6                              | 3,2                               | 8,8                               | 13,5                              | 16,9                              | 18,9                              | 18,7                              | 14,2                              | 9,5                               | 5,0                               | 0,2                               | 8,9                               |
| Temperatura mínima média (°C) | −4,4                              | −3,7                              | −0,7                              | 3,9                               | 8,7                               | 12,3                              | 14,3                              | 14,1                              | 10,3                              | 6,3                               | 2,6                               | −2,2                              | 5,1                               |
| Precipitação (mm) | 53                                | 46                                | 62                                | 69                                | 99                                | 114                               | 133                               | 99                                | 87                                | 58                                | 56                                | 54                                | 930                               |
| Dias com chuva | 9                                 | 8                                 | 10                                | 9                                 | 11                                | 11                                | 11                                | 10                                | 9                                 | 8                                 | 8                                 | 9                                 | 113                               |
| Umidade relativa (%) | 83                                | 81                                | 76                                | 69                                | 71                                | 71                                | 71                                | 70                                | 74                                | 79                                | 83                                | 82                                | 75,8                              |
| Insolação (h) | 3,0                               | 4,0                               | 5,6                               | 8,3                               | 9,4                               | 10,1                              | 10,6                              | 10,0                              | 7,1                               | 5,0                               | 3,5                               | 3,0                               | 79,6                              |
| Fonte: Climate-Data.org Dados: 1991−2021: temperatura mínima (°C), temperatura máxima (°C), precipitação (mm), umidade, dias chuvosos. Dados: 1999−2019: horas de sol |                                   |                                   |                                   |                                   |                                   |                                   |                                   |                                   |                                   |                                   |                                   |                                   |                                   |

### Recursos hídricos

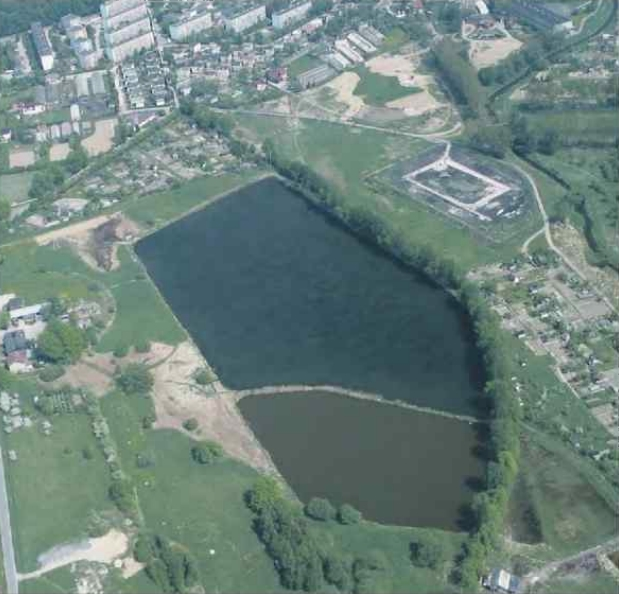
Lagoa na rua Poniatowskiego

Prudnik está localizada na bacia do rio Óder. O maior curso de água que atravessa a cidade é o rio Prudnik, um afluente do Osobłoga. É um dos principais rios das montanhas Opawskie e marcava a fronteira entre a Silésia e a Morávia na Idade Média. Na periferia noroeste da cidade, o rio Prudnik deságua em seu maior afluente, o Złoty Potok. Na parte norte da cidade, o córrego Lubrzanka tem sua nascente, enquanto na Floresta Prudnicki há nascentes do Graniczny Potok e do rio Trzebinka.

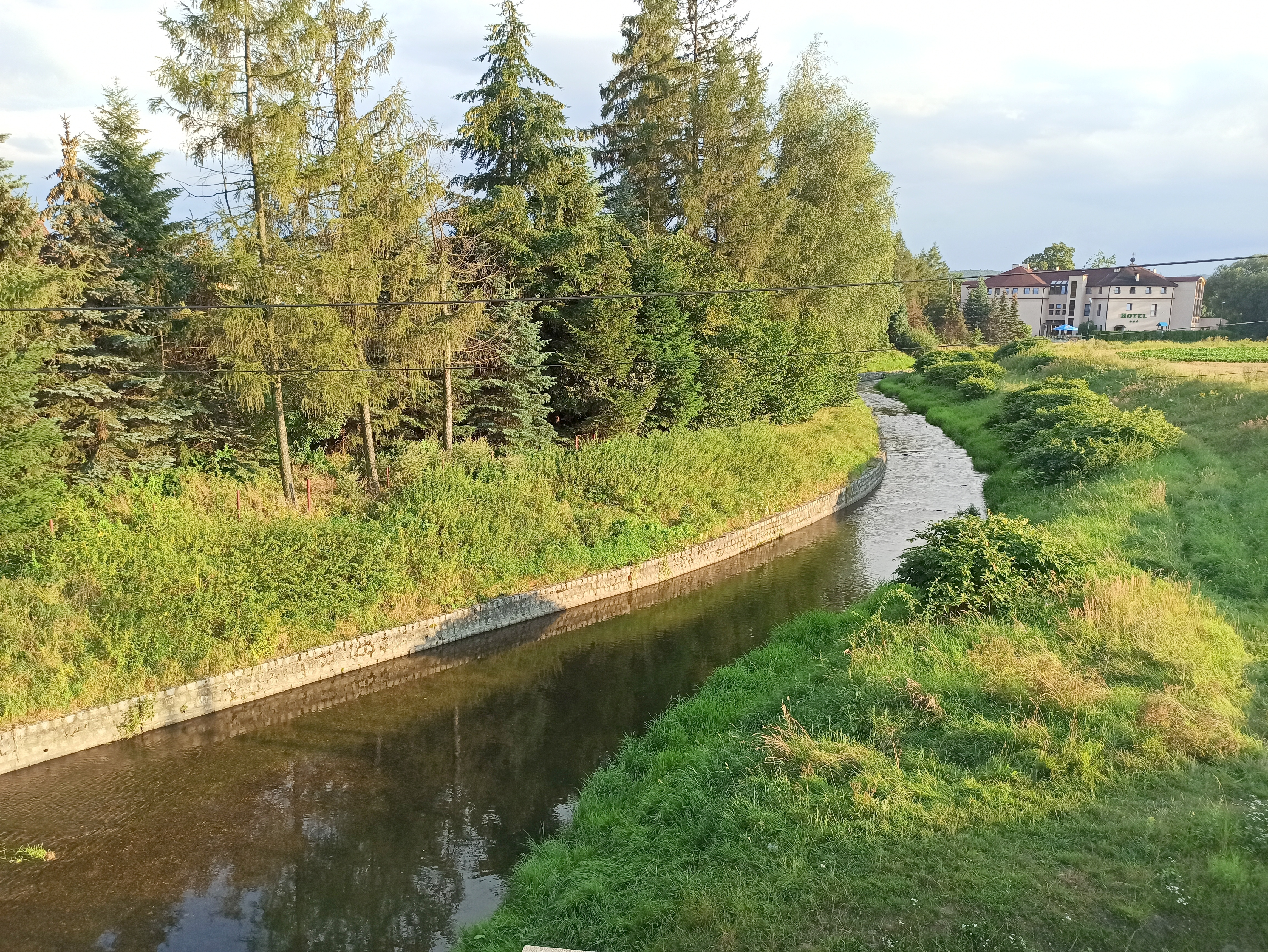
Rio Złoty Potok próximo ao conjunto habitacional Zacisze

A maior massa de água na área de Prudnik é a lagoa na rua Poniatowskiego, em Lipy. A água da lagoa vem da chamada “Fonte Sagrada”. Também em Lipy há cinco lagoas menores, chamadas de lagoas de contenção. Elas possibilitam manter a água no ambiente natural local por mais tempo. Logo após a fronteira norte da cidade está a lagoa Nemyslovice.
A Supervisão de Água de Prudnik, subordinada ao Conselho Regional de Gestão de Água em Gliwice da Companhia Estatal de Gestão de Água Wody Polskie, tem sua sede na prefeitura (Praça 1). A área de operação da Supervisão de Água de Prudnik abrange a totalidade ou parte das comunas de Prudnik, Lubrza, Biała, Głogówek, Strzeleczki, Krapkowice, Walce, Głuchołazy, Korfantów, Głubczyce, e sua área é de 738,87 km². A Supervisão de Água Prudnik administra, entre outras coisas, o reservatório de controle de enchentes em Jarnołtówek.

### Vegetação urbana

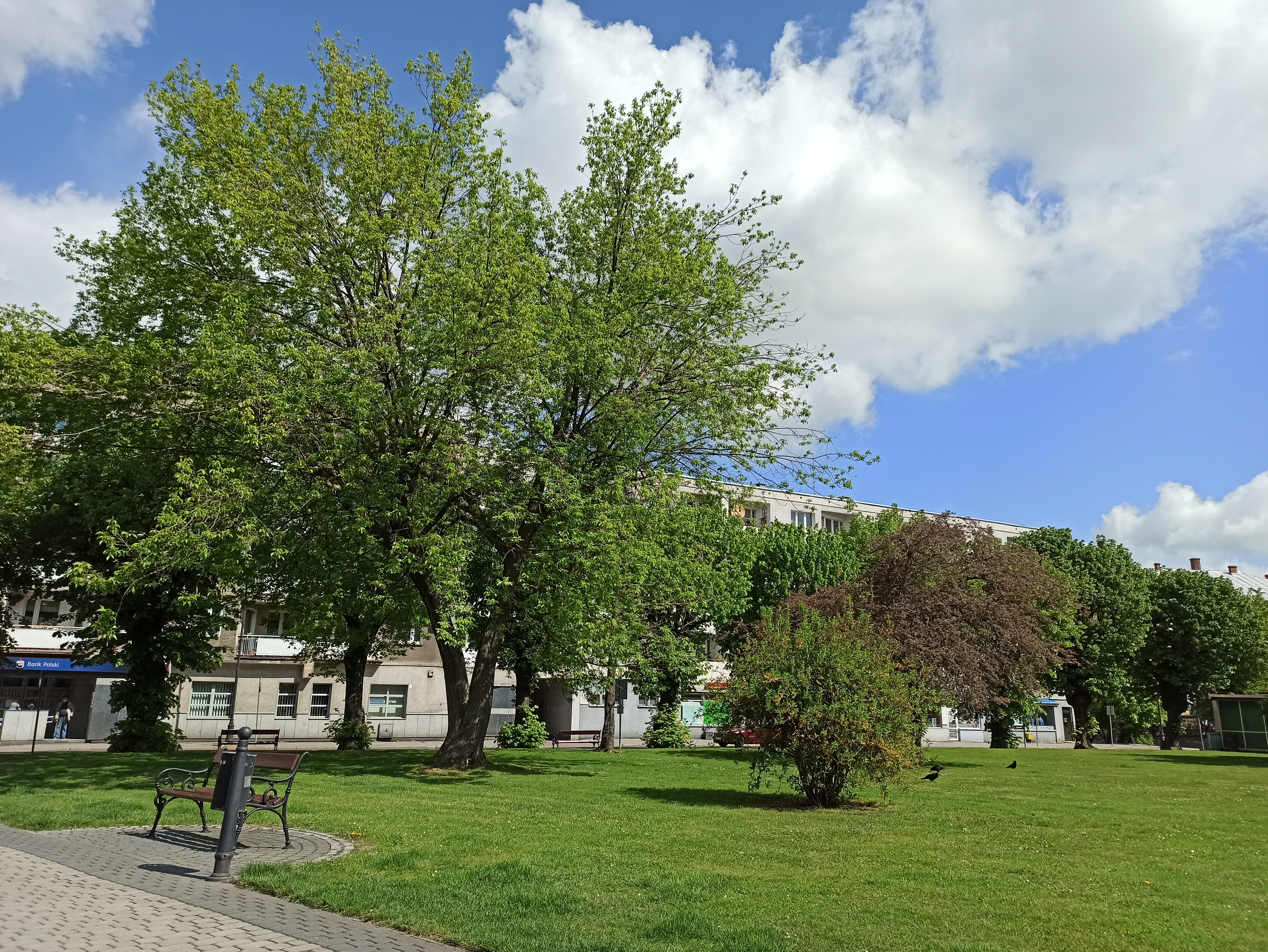
Praça Wolności

Há quatro parques em Prudnik. O Parque da Cidade, com uma área de 11,5 ha, está localizado próximo ao centro da cidade. Ao sul dele está o Parque da Fonte Sagrada, menor, conhecido popularmente como “bosque dos macacos”. Dois parques menores estão localizados perto do Hospital do Condado e da Escola de ensino médio II.
Outras áreas verdes urbanas incluem: uma praça na rua Armii Krajowej, a praça Wolności, uma praça na rua Jagiellońska, uma área verde no cruzamento das ruas Kolejowa e Powstańców Śląskich, uma área próxima ao ginásio de esportes da Escola secundária geral I, uma praça em frente ao Centro de Bem-Estar Social, uma área verde na praça Zamkowy, uma praça em frente ao cemitério municipal, a praça Szarych Szeregów, uma praça no Escritório de Trabalho do Condado, áreas verdes na parte de trás da rua Ratuszowa, uma praça próxima aos edifícios residenciais em frente aos pavilhões comerciais na rua Kościuszki, uma praça no cruzamento das ruas Kolejowa e Nyska, uma área verde em frente ao Centro Cultural Prudnik, bem como áreas verdes próximas às instituições educacionais locais.
Há um jardim da cidade, o Jardim do Loteamento Familiar T. Kościuszko, dividido em 12 setores com uma área total de 61,9106 ha: “Karola Miarki”, “Wiejska”, “Za ściekami”, “Za szpitalem”, “Za młyn”, “Nadzieja”, “Skarbów”, “Powstańców Śląskich”, “XXX-lecia”, “Słoneczny”, “Za rzeźnią”, “Aleja Miła”. Há jardins de loteamentos em toda a cidade.

Parques em Prudnik
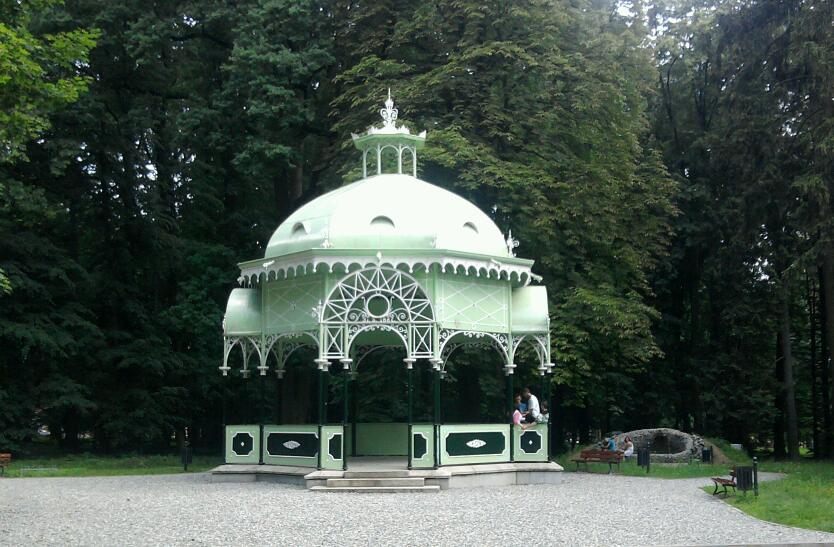
Parque da cidade
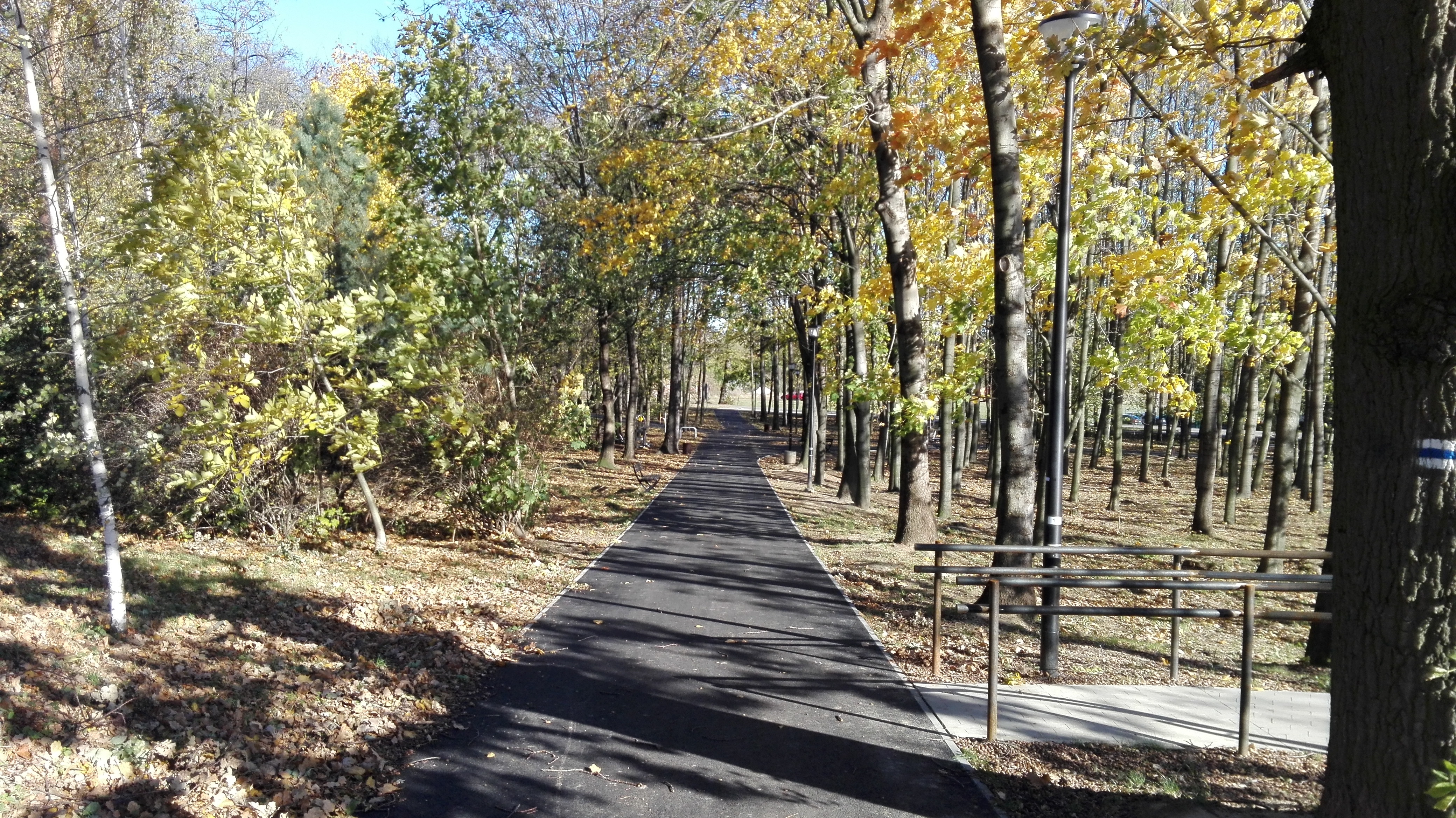
Parque da Fonte Sagrada
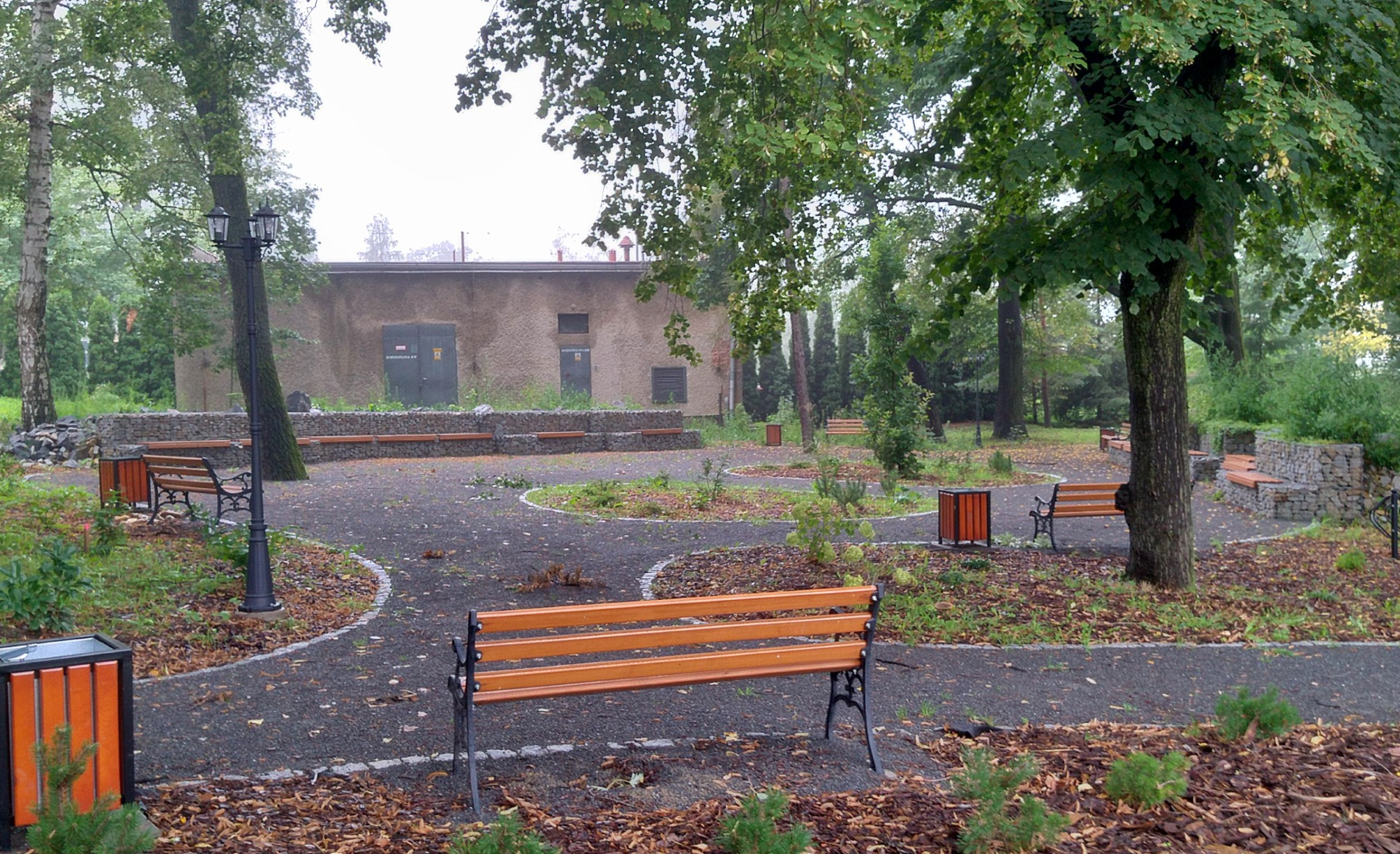
Jardins do hospital
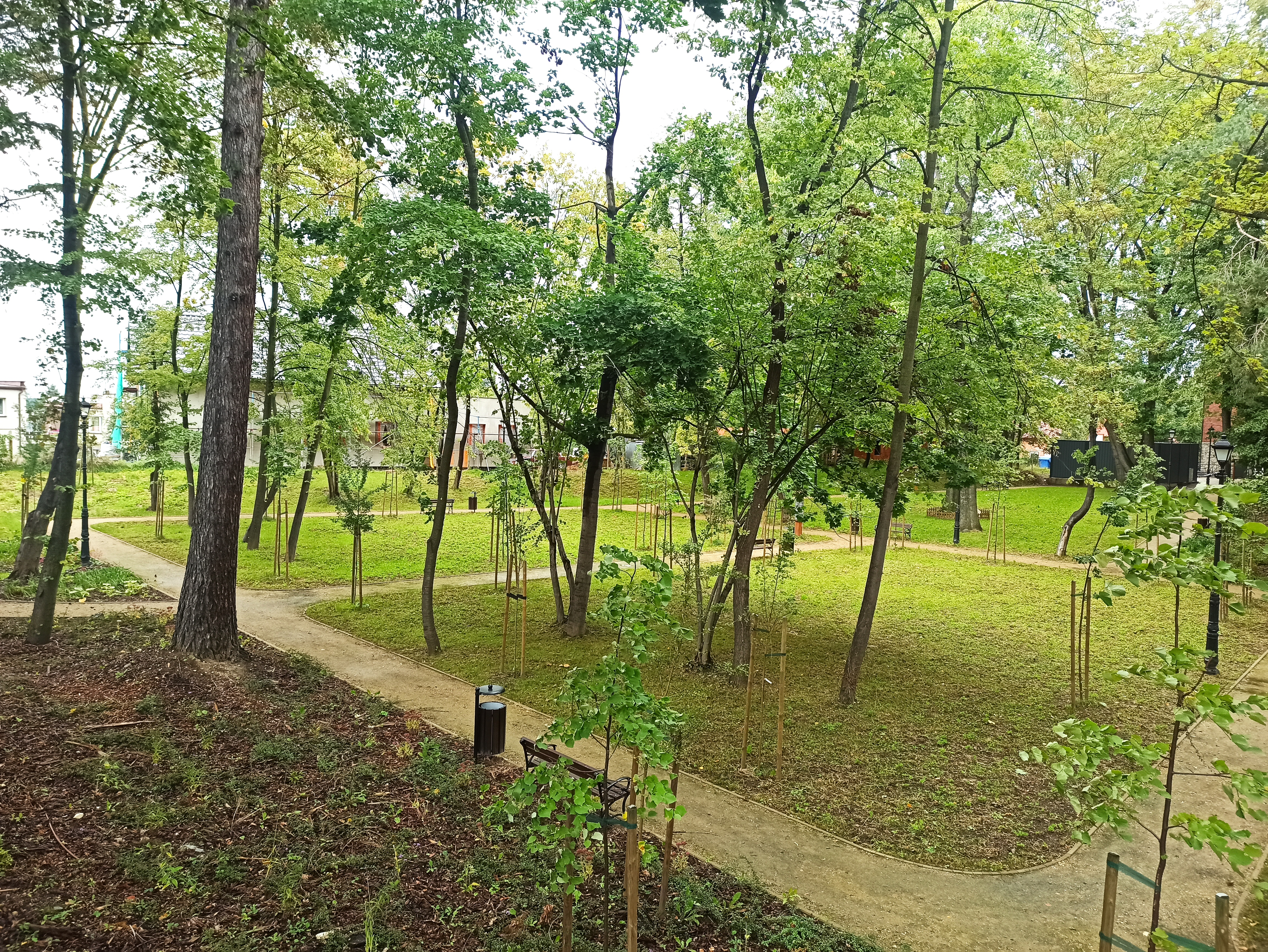
Parque da escola secundária

### Conservação da natureza

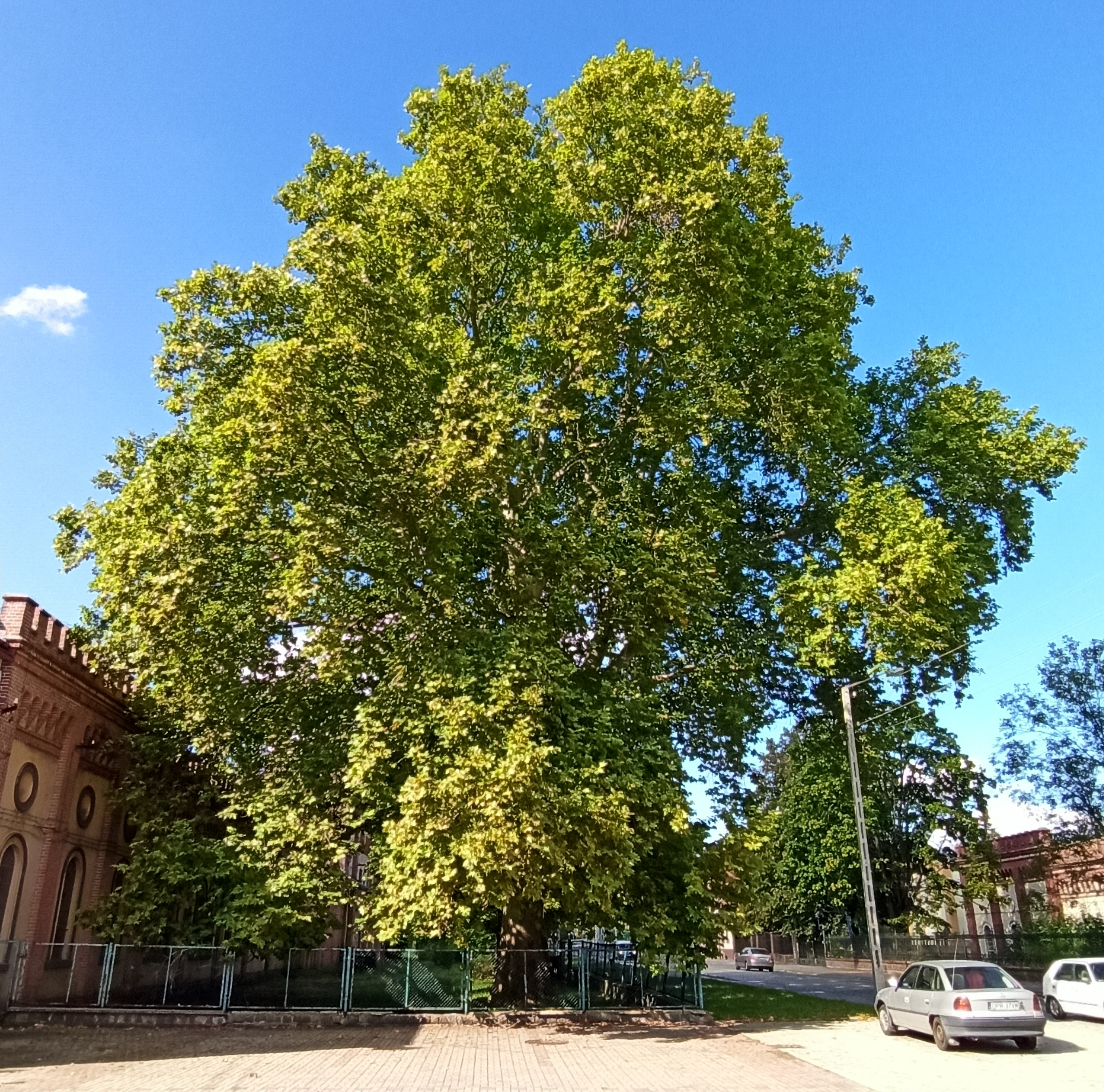
Plátano-de-sombra “Samuel”

A Floresta Prudnicki, localizada nos limites administrativos do sul da cidade, pertence à área do Parque Paisagístico das Montanhas Opawskie, que inclui as encostas norte das Montanhas Opawskie e seus contrafortes ao norte. É também uma área da Área de Proteção Especial Natura 2000 das Montanhas Opawskie. Há uma proposta para proteger os prados perto de Kucharski Glade, na borda da Floresta Prudnicki, onde seria criada uma reserva natural chamada Prados do Derramamento de Sangue.
Há 10 monumentos naturais em Prudnik. O primeiro deles — dois carvalhos-vermelhos na estrada para Chocim — foi instituído em 1956. O terceiro monumento natural nos limites da cidade foi instituído em 1963 com um abeto-de-Douglas perto de Debowiec, na Floresta de Prudnik. Em 2016, o plátano-de-sombra “Samuel” na rua Nyska e o carvalho-vermelho “Karol” entre a rua Reja e o complexo de loteamentos foram considerados monumentos. Os próximos objetos foram reconhecidos como monumentos em 2021, os carvalhos-vermelhos “Grzegorz” e “Kazimierz” no parque da Escola secundária II. Em 2022, o carvalho-americano “Franciszek”, o bordo-da-Noruega “Jan” e o pinheiro-larício “Wanda”, todos no parque do Hospital do Condado, foram reconhecidos como monumentos naturais.
A cidade é a sede do Distrito Florestal de Prudnik. Ele cobre uma área de dezessete comunas nos condados de Prudnik, Brzeg, Nysa, Kędzierzyn-Koźle e Głubczyce. Em termos de cobertura territorial (1 800 km²), é a maior inspetoria florestal da Diretoria Regional de Florestas Estatais em Katowice e uma das maiores unidades das Florestas Estatais.

## Toponímia

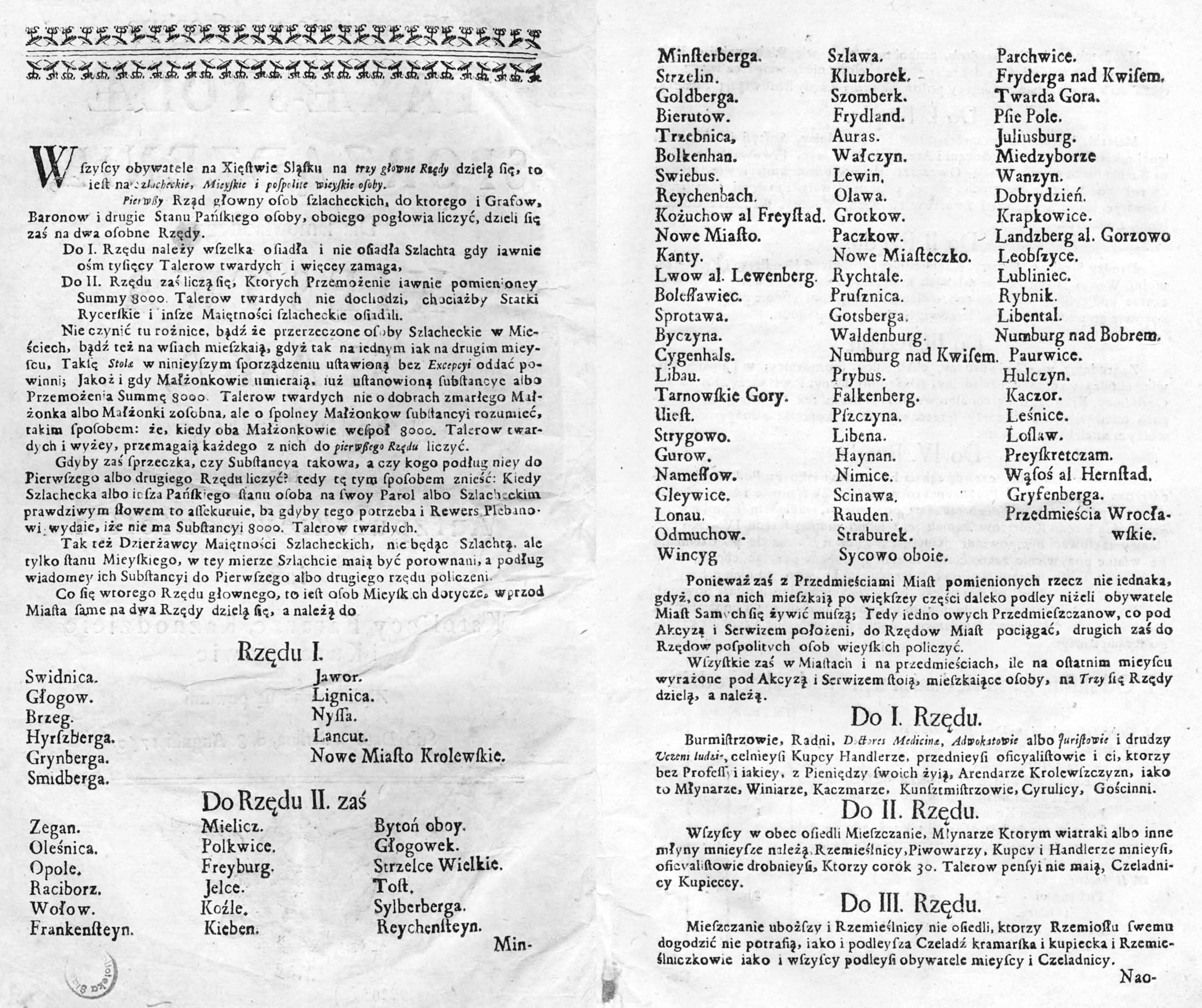
Nowe Miasto Królewskie(Nova Cidade Real), entre outros nomes de cidades da Silésia, em um documento oficial prussiano de 1750 emitido em polonês em Berlim

O nome Prudnik foi criado a partir do substantivo prąd (correnteza de rio, riacho, fluxo d'água, rapidez — cz. proud, sl. prōnd) e significa um rio com uma correnteza rápida e também um povoado situado neste rio. Desde a Idade Média, o nome do rio (afluente do rio Osobłoga) e da cidade foi escrito com u sendo o equivalente tcheco e morávio de ą (1262 Pruthenos, 1331 Prudnik). Ao lado do nome do antigo assentamento eslavo (Prudnik), surgiu o nome Neustadt, provavelmente já no último quarto do século XIII. Desde então, os dois nomes são usados em paralelo (de várias formas).
O nome alemão também foi escrito na forma latinizada de Neostadium, às vezes traduções polonesas e tchecas também foram usadas (Nowe Miasto, Nové město). O nome mais antigo também tinha uma forma latinizada (Prudnicium). Em 1613, o regionalista e historiador da Silésia Mikołaj Henel, de Prudnik, mencionou a cidade em seu trabalho sobre a geografia da Silésia intitulado Silesiographia dando seu nome em latim: Neostadium, Prudnica Em textos escritos em alemão na Silésia no período dos séculos XVI e XVIII, o nome do local (Neustadt, Polnisch Neustadt) prevaleceu. Em fontes escritas tchecas, era usado alternadamente com o nome mais antigo (Prudník, Proudník, Nejštát, Nové Město). A forma Polnisch-Neustadt foi usada em alemão até 1708, quando o adjetivo Polnisch foi abandonado por medo de que os potenciais compradores não encontrassem o caminho para esta cidade da Silésia, pois a procurariam na Polônia e um novo nome foi introduzido: Königliche Stadt Neustadt. Sua contraparte polonesa, Nowe Miasto Królewskie, foi usada, entre outros, em no decreto polonês de Frederico II para os habitantes da Silésia, emitido em 1750.

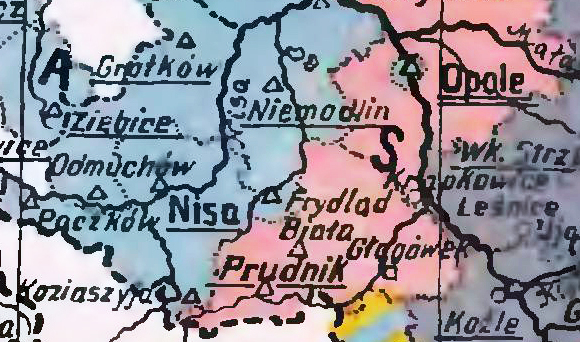
Nome Prudnik no mapa da nacionalidade polonesa de 1919

Mais tarde, nos séculos XIX e XX até 1945, o nome Neustadt in Oberschlesien foi oficialmente usado. O nome Neustadt an der Prudnik também foi usado. O nome eslavo era comumente usado por poloneses ou silesianos, o que é notado na descrição topográfica da Alta Silésia de 1865: “Der ursprünglische Stadtname “Prudnik” ist noch jetzt bei den polnischen Landbewohnern üblich”. No entanto, o nome eslavo também foi registrado em publicações oficiais na primeira metade do século XIX. Na lista alfabética de lugares da área da Silésia, publicada em 1830 em Breslávia por Johann Knie, o lugar aparece sob o nome polonês atualmente usado Prudnik e Neustadt em alemão (Prudnik, polnische Benennung der Kreistadt Neustadt). A cidade foi descrita de forma semelhante em 1837 em um estudo estatístico sobre o Estado da Prússia. O nome Prudnik também foi usado pelo escritor silesiano Józef Lompa no livro Um breve esboço da geografia da Silésia para as ciências primárias, publicado em Głogówek em 1847. Este nome também foi introduzido nas publicações na segunda metade do século XIX e no início o século XX, além da Silésia, estudos enciclopédicos, geográficos e cartográficos poloneses e tchecos. Em publicações polonesas desse período, a forma polonizada de Prądnik foi por vezes utilizada, por exemplo, no Dicionário geográfico do Reino da Polônia, ou no Pequeno Cantor, ou uma coleção de canções para escolas polonesas publicado em Prudnik em 1871. O nome Prądnik em 1945 foi usado oficialmente O nome atual foi aprovado administrativamente em 7 de maio de 1946.

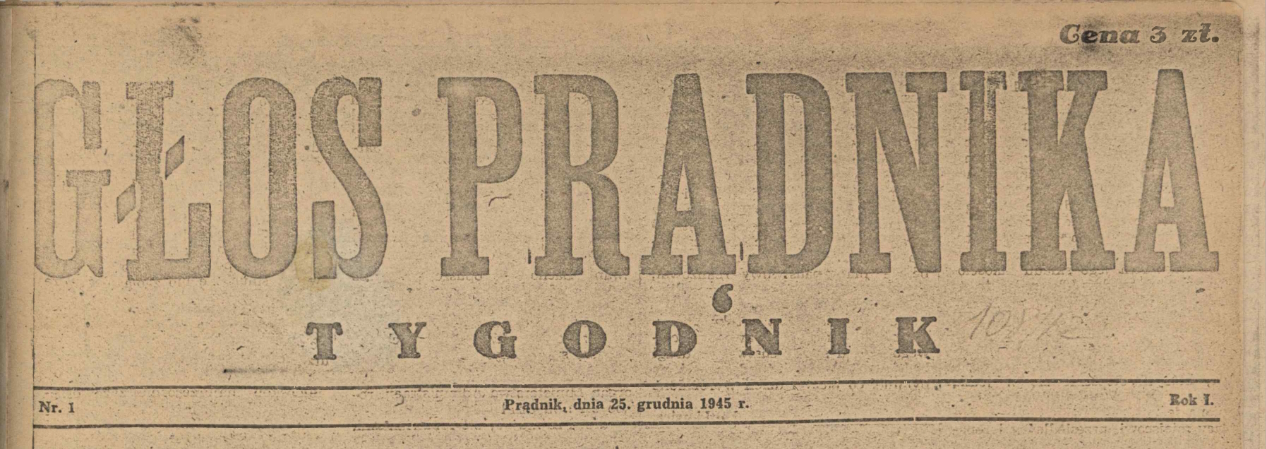
Vinheta do jornal regional “Głos Prądnika” (1945)

Nos documentos históricos, o nome da cidade foi mencionado em vários idiomas e formas: Neuenstat (1302), Stadt Neustadt (1321), dominus Novecivitatis (1321), der neuen Stadt Prudnik (1331), Praudnik oder Nova Civitas (1337), Nova Civitas (1339), Newstadt (1384), Newenstat (1388), Newnstadt prudnyk in Noua civitate Prudnik (1402), neuenstat Prudnik (1402), oppido nove civitatis alias Prawdenik (1404), Prudnik alias Nova civitas (1410), Newstadt anders Prudnik genant (1437), Prudnicze (1481), Praudnik (1489), Praudnigk (1536), Polnisch-Neustadt (1638), Neostadiensis, Neostadium Oppoliense, in Polsneustadt (1667/67), Neostadii, Neostadio (1687/88), Polnisch-Neustadt (1743), Neustadt, pohln. Prudnik (até 1708), Neustadt, P. Prudnik (1736), Neustadt, Prudnik (1845), Prudnik, Neustadt (1888).

## História

### Pré-história e antiguidade
Traços da presença humana na área da atual cidade de Prudnik, confirmados por pesquisas arqueológicas, datam da era paleolítica. Os assentamentos mais antigos próximo de Prudnik foram liderados por grupos de caçadores que exploraram os depósitos de sílex ao redor. Seus produtos encontrados são típicos da cultura acheuliana, da era interglacial. A população pré-eslava local tinha contatos comerciais com Roma, o que é documentado por moedas romanas encontradas aqui que datam de 700 a.C. – 1250 d.C. Em uma colina acima do Złoty Potok, na parte ocidental da cidade, os restos mortais de um guerreiro da tribo germânica dos vândalos, que morreu no século IV d.C., foram desenterrados.

### Idade Média

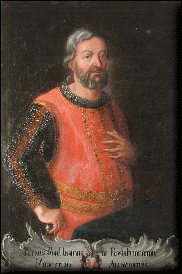
Wok de Rożemberk - o fundador de Prudnik

A área onde Prudnik foi fundada na junção das tribos eslavas dos golęszyce com a dos opolanos, pertencente ao grupo dos eslavos ocidentais. O assentamento primitivo na área da cidade atual foi chamado de Polska Wieś. Existem várias versões da história da fundação da cidade. A primeira delas, derrubada por Augustin Weltzel no século XIX, constante do Dicionário Geográfico do Reino da Polônia, diz que o castelo de madeira de Wogendrüssel foi fundado por volta do ano 1000 pelos Cavaleiros Templários, o que é claramente falso, pois a ordem não foi criada até 1118. Segundo o historiador Leo Woerl, Prudnik foi fundada na segunda metade do século X por comerciantes flamengos, o que seria comprovado pelo traçado da praça principal de Prudnik com base na unidade de medida flamenga, o chamado "cordão flamengo", no entanto, as medições com łans flamengos eram populares na fundação de muitas cidades na Silésia, e isso não é evidência da participação flamenga na fundação da cidade. A versão mais provável, aceita pela maioria dos historiadores e confirmada em documentos históricos, indica que o fundador da cidade foi o Supremo Marechal do Reino da Boêmia e governador da Estíria — o nobre tcheco Wok de Rożemberk (Woko de Rosenberch, Vol I. de Rožmberk). Nos anos de 1255 a 1259, ele fundou várias aldeias nas proximidades da atual Prudnik e na curva do rio Prudnik — um castelo gótico, controlando o tráfego na rota comercial de Nysa a Opava. Prudnik era a fortaleza mais setentrional do Reino da Boêmia.

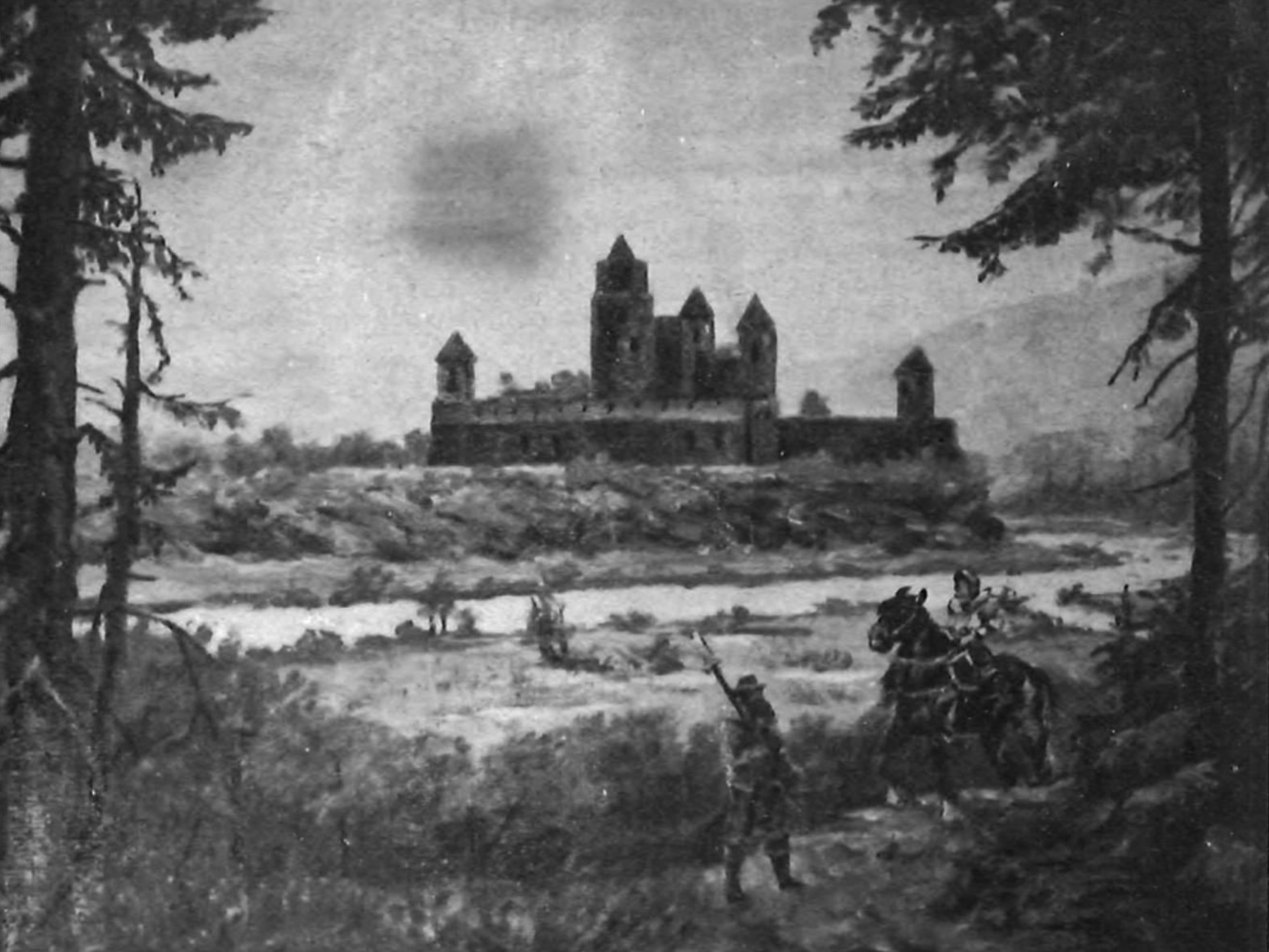
Castelo de Prudnik em 1260, desenho de W. Schreiber

O filho de Wok, Henryk de Rożemberk, por volta de 1279 recebeu os privilégios de Prudnik, pela lei alemã das cidades. O único vestígio da cidade original é a Torre Wok. A maioria dos edifícios restantes foi incendiada, enquanto os edifícios mais duráveis foram demolidos e reconstruídos ao longo dos séculos. Após a morte de Henryk de Rożemberk, o cavaleiro Jaksa de Szybowice tornou-se o proprietário de Prudnik. Até 1337, a cidade estava nas fronteiras da Morávia tcheca e do Ducado de Opava, o último senhor da Morávia foi Albrecht de Fulštejn. Em 1337, o rei tcheco, João da Boêmia, comprou as terras de Prudnik dele e as entregou com a cidade ao príncipe de Niemodlin, Boleslau, o Velho. Prudnik permaneceu na coroa tcheca, tornou-se uma propriedade hereditária dos Piastas de Opole, vassalos do governante tcheco. Eles governaram Prudnik até a morte de João II, o Bom, em 1532, quando a linhagem de Opole foi extinta.
Em 1373, uma epidemia de peste irrompeu na cidade. Apenas alguns habitantes que se esconderam nas montanhas próximas sobreviveram. Após retornarem a Prudnik, eles incendiaram a maioria dos edifícios e começaram a reconstruir a cidade. A forma mais antiga conhecida do brasão de Prudnik é sua imagem em um selo de cera de um documento de 1399. Ele retratava uma muralha com um portão e duas torres nas laterais, entre as quais havia uma águia e uma cruz isósceles acima dela.

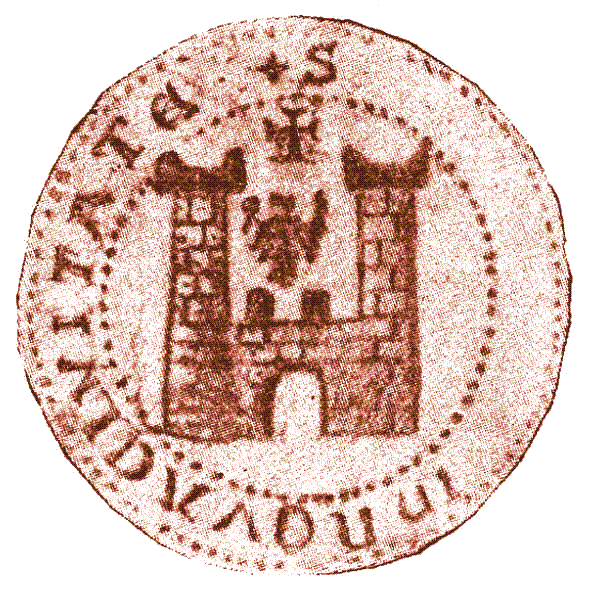
Selo de Prudnik do século XIV

O cavaleiro Maćko de Prudnik participou da Batalha de Grunwald em 15 de julho de 1410 ao lado da Coroa do Reino da Polônia.
Bernard Niemodliński e seu irmão Bolek IV assumiram Prudnik e Głogówek como herdeiros após a morte da viúva de Władysław Opolczyk. Logo o poder nesta área foi assumido pelo filho de Bolek IV, Bolko V, o Hussita (Wołoszek) — marido de Elżbieta Granowska, enteada do rei polonês Ladislau II Jagelão. O primeiro documento em que Bolko V é mencionado como senhor de Prudnik data de 6 de maio de 1425. Houve um domingo em família em Prudnik, pois Bolko V precisava do consentimento de seu tio Bernard para emitir certos atos legais. Bolko V intitulou-se como o príncipe de Głogów-Prudnik. Durante a viagem hussita à Silésia, em março de 1428, Prudnik e as aldeias vizinhas foram saqueadas e incendiadas pelos hussitas.
Os conselheiros de Prudnik não concordaram em pagar a dívida do bispo Conrado IV, o Velho, que morreu em 1447, para com a igreja colegiada em Otmuchów. Por esta razão, em 23 de março de 1464, Prudnik e as aldeias vizinhas foram excomungadas pelo Papa Pio II. O historiador Antoni Dudek afirma que a excomunhão foi cancelada no século XVI, mas nenhum documento foi divulgado da retirada da maldição da cidade, emitido pelo Papa.

### Séculos XVI a XX

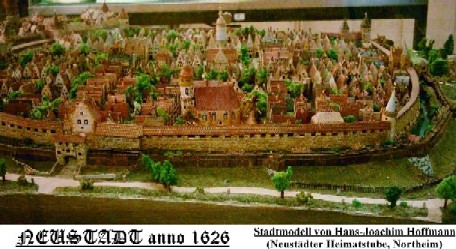
Uma maquete de Prudnik em 1626

O rei da Polônia, Sigismundo I, o Velho, em 1506 no Sejm em Prudnik, forçou uma resolução para recrutar 200 soldados de cavalaria leve. Em consequência dos acordos concluídos com Jan II, o Bom, Prudnik e todo o Ducado de Opole e Racibórz caíram nas mãos dos reis tchecos da dinastia dos Habsburgos. Eles deram o feudo de Opole, aos Vasa nos anos de 1645 a 1666. A princesa polonesa Isabel Jagelão, senhora do Ducado de Opole, influenciou as pessoas da paróquia de Prudnik e indiretamente apoiou os luteranos locais. Ela entregou o patrocínio da Câmara Municipal sobre a igreja de São Miguel Arcanjo, confirmou o novo estatuto para a guilda dos açougueiros e deu à cidade um terreno para uma pousada em Dolne Przedmieście. A cidade era propriedade do rei, tornou-se um próspero centro de artesanato e comércio. Os fabricantes de tecidos de linho de Prudnik, que exportavam seus produtos para o Reino dos Países Baixos, e os curtidores de peles eram especialmente famosos. Do século XVI ao XVIII, Prudnik, onde se estabeleceu a nobreza mais rica do Ducado de Opole e Racibórz, foi o centro econômico e político mais importante da Alta Silésia. Era também o local onde o sejmik do principado realizava as reuniões. A família nobre dos Bilicers da Silésia veio de Prudnik.

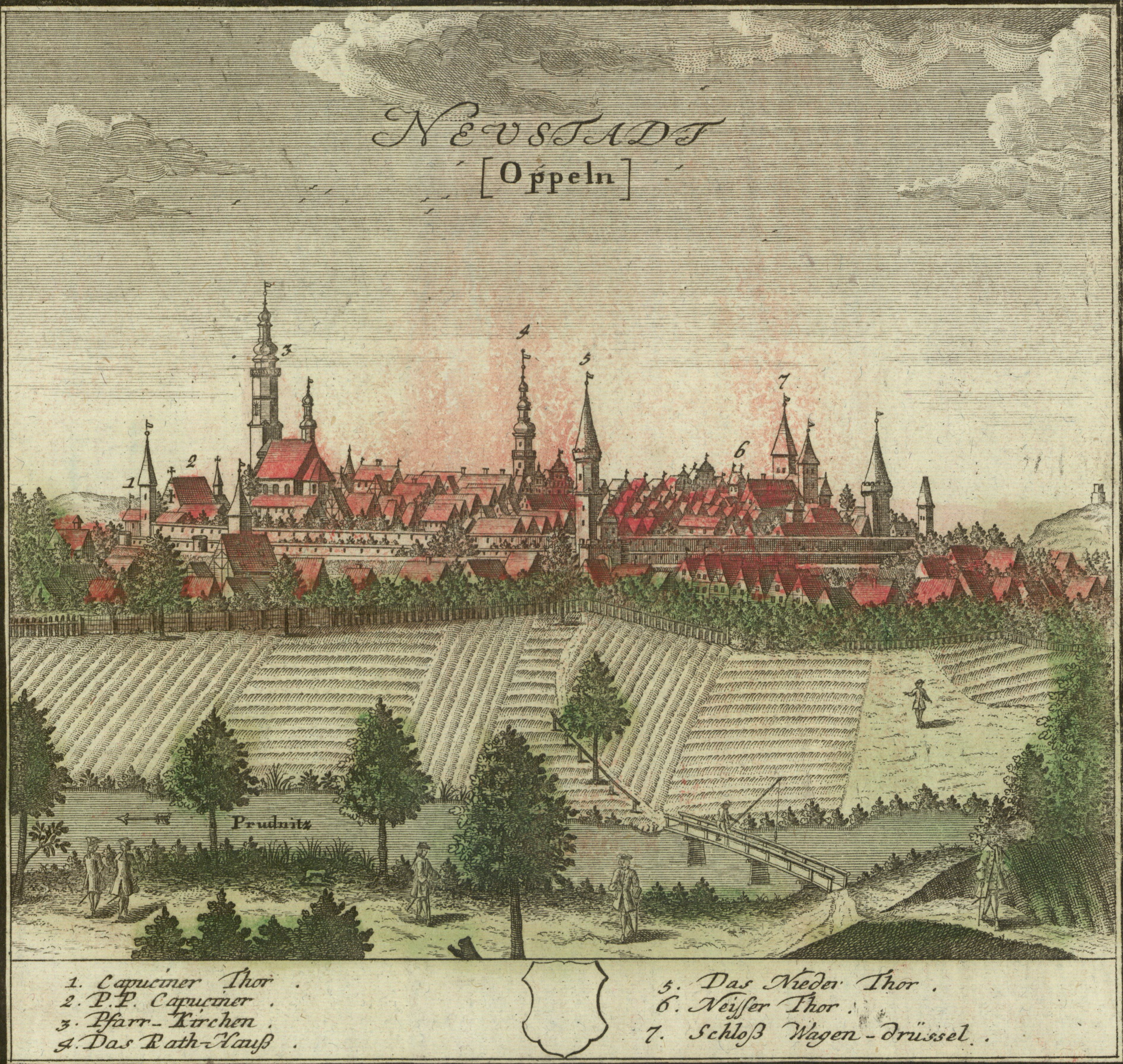
Panorama de Prudnik por Friedrich Bernhard Werner (1739)

Durante a Guerra dos Trinta Anos (1618–1648), a população de Prudnik foi dizimada. Em 1625, a área foi coberta por uma peste. Em 12 de fevereiro de 1629, por decisão do imperador Fernando II, o capitão La Mordie expulsou o clero protestante de Prudnik, e a população protestante local foi forçada a se converter ao catolicismo. Em 1642 a cidade foi capturada pelos suecos, que a saquearam e incendiaram. Após o fim da guerra, no entanto, a cidade foi rapidamente reconstruída com a ajuda do imperador Fernando III do Sacro Império Romano-Germânico e da guilda dos açougueiros da Silésia, graças à qual Prudnik e Racibórz se tornaram as maiores cidades do Ducado de Opole e Racibórz. Um julgamento por bruxaria foi realizado em Prudnik.

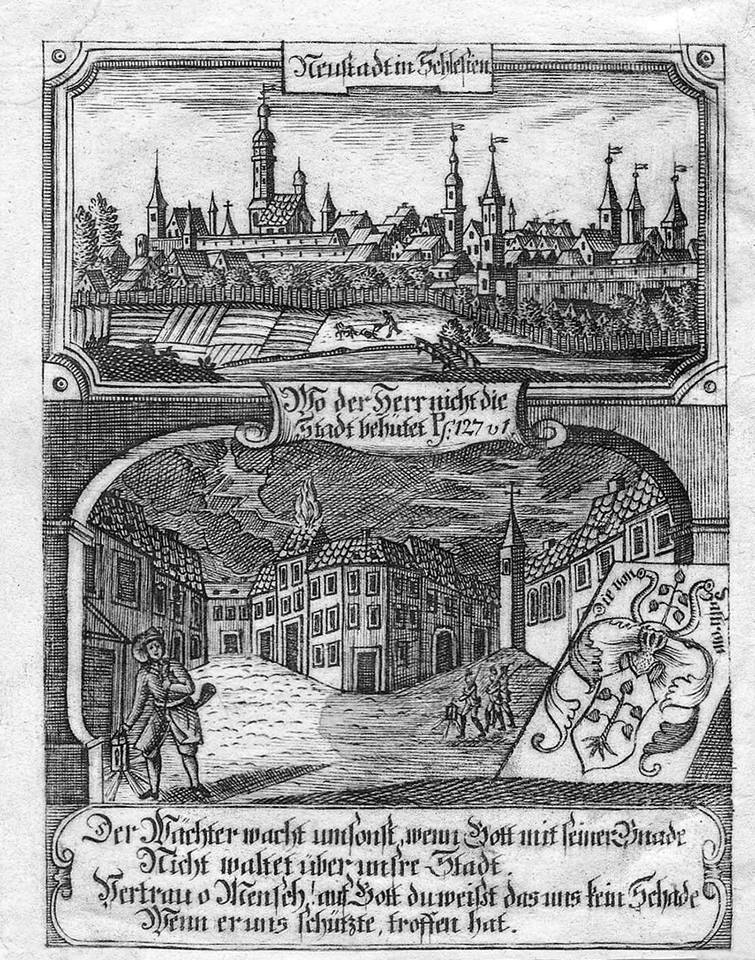
Gravura em placa de cobre de 1780 representando um incêndio na cidade

Em 21 de agosto de 1683, cerca de 3 mil carroças com munições e alimentos passaram por Prudnik em direção à Morávia, junto com parte do exército do rei João III Sobieski, que viajou com o exército para a Batalha de Viena. A localização fronteiriça de Prudnik fez com que a cidade mudasse muitas vezes sua nacionalidade durante as Guerras da Silésia. Em 30 de junho de 1761, a cidade foi visitada pelo rei Frederico II, o Grande. Em fevereiro de 1779, durante a Guerra da Sucessão Bávara, os austríacos lançaram um ataque de artilharia contra Prudnik, que incendiou quase toda a cidade. Em retaliação, os prussianos destruíram Krnov. Em agosto de 1779, o imperador José II esteve em Prudnik. Em 20 de agosto de 1788, o rei prussiano Frederico Guilherme II passou por Prudnik com sua comitiva. O rei foi instalado na prefeitura, enquanto seu filho Frederico Guilherme e o conde Brühl foram hospedados na casa de Antoni Königer, na Praça do Mercado. Foi realizado um baile com a presença do rei. O rei deixou Prudnik no dia seguinte.

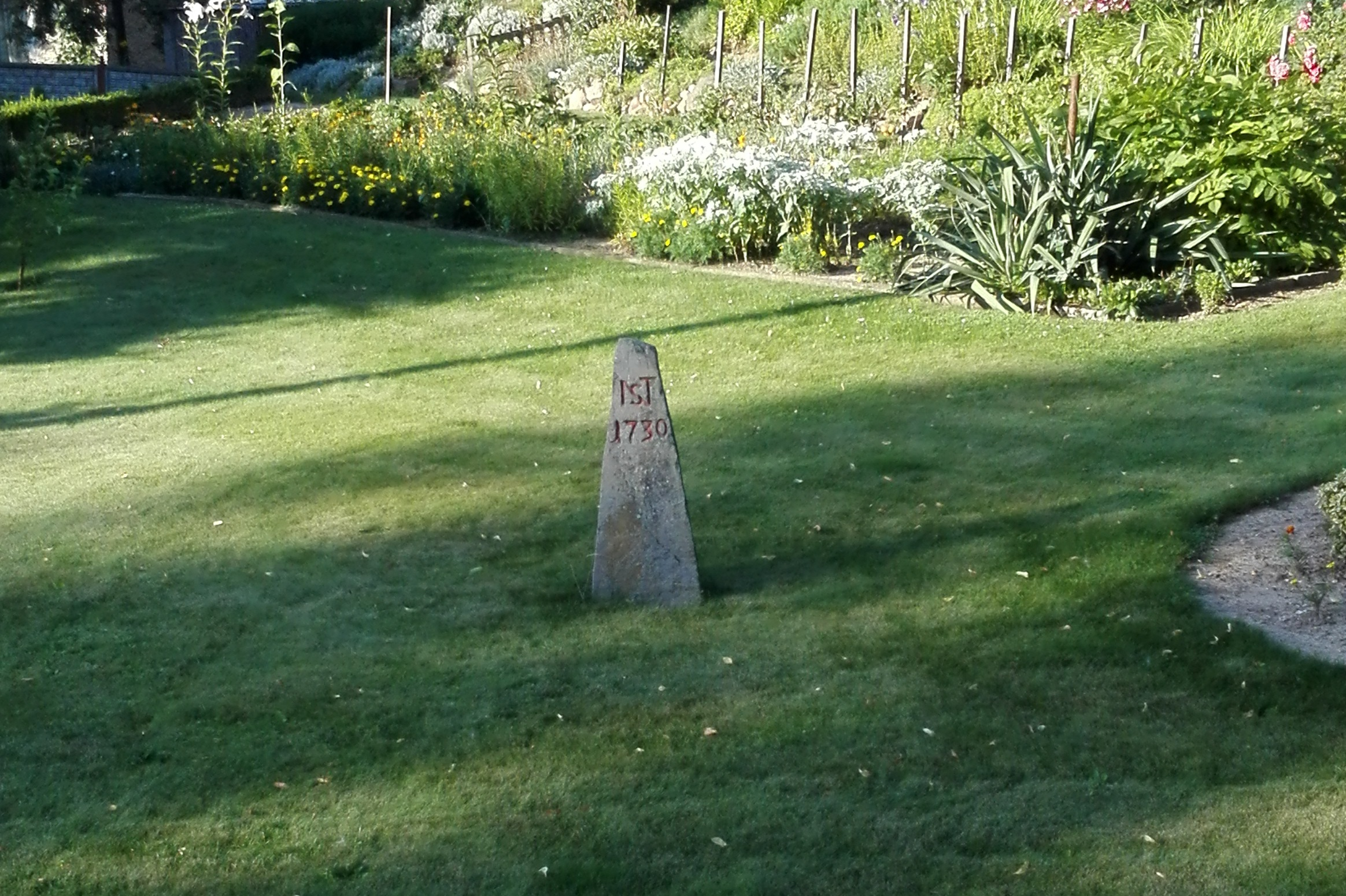
Pedra Fronteiriça da Cidade Real de Prudnik em Krzyżkowice

Em meados do século XVIII, Prudnik era considerada a cidade mais rica da Alta Silésia e sua renda era dez vezes maior que a de Opole. Isso se deveu ao fato de que 11 aldeias pertenciam à cidade na época: Czyżowice, Dębowiec, Dytmarów, Jasiona, Krzyżkowice, Lubrza, Piorunkowice, Pokrzywna, Skrzypiec, Szybowice, Wieszczyna e parte de Rudziczka. A abolição da servidão no século XIX e a independência da cidade fizeram com que a fonte de renda fosse vista no manejo florestal. Prudnik tinha uma das maiores florestas comunais da Alta Silésia (Floresta de Prudnik) com uma área de mais de mil hectares.

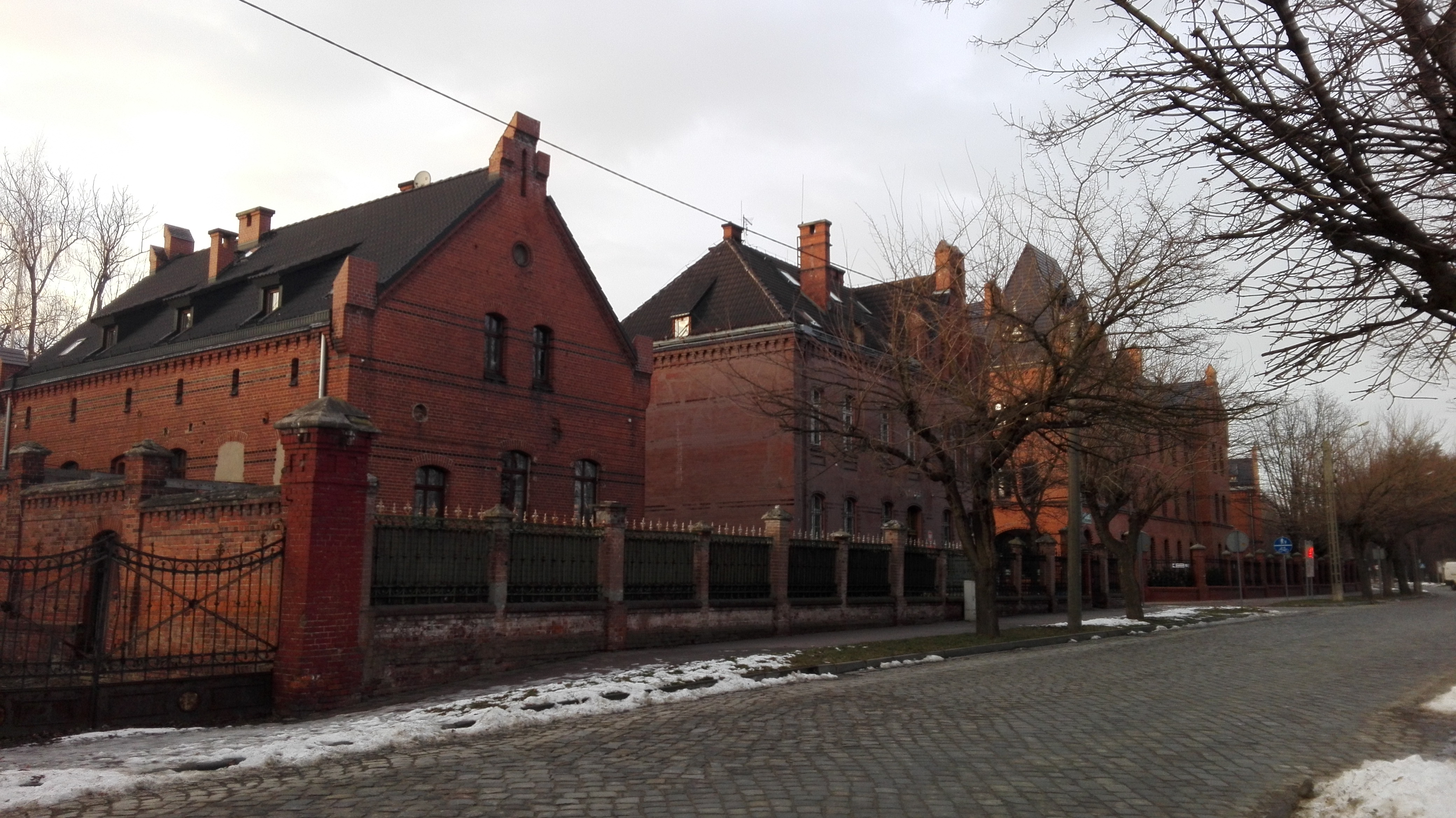
Antigo quartel, agora casas residenciais

No início do século XIX, a cidade continuou a desenvolver-se, principalmente acomodando tropas prussianas. A indústria de fiação deteriorou-se gradualmente. Durante as Guerras napoleônicas, sob o decreto do imperador francês Napoleão Bonaparte de 6 de abril de 1807, um regimento de lanceiros da Legião polaco-italiana foi formado em Prudnik por tropas polonesas retornando da Itália, reforçadas com recrutas da Grande Polônia. Nos anos de 1807–1812 Prudnik foi ocupada pelos franceses e em 1812 pelos russos. Após as guerras prussiana e napoleônica em 1816, a cidade tinha 82 330 táleres em dívida, com a renda de 14 687 táleres e as despesas de 14 238 táleres. Essa dívida durou mais ou menos até a Guerra Franco-Prussiana (1870). Em 1828 a cidade tinha cerca de 4 mil habitantes. Na cidade surgiram as primeiras fiações e tecelagens de lã, linho e seda, bem como a fábrica de damasco fundada pelo industrial judeu Samuel Fränkel (existiu até 2011 como ZPB “Frotex” S.A.). Também foram construídos olaria, cervejaria, moinhos e fábrica de vinho. Em referência às profissões mais importantes exercidas pelos habitantes da cidade, Prudnik foi denominada “a cidade dos tecelões e dos sapateiros”.

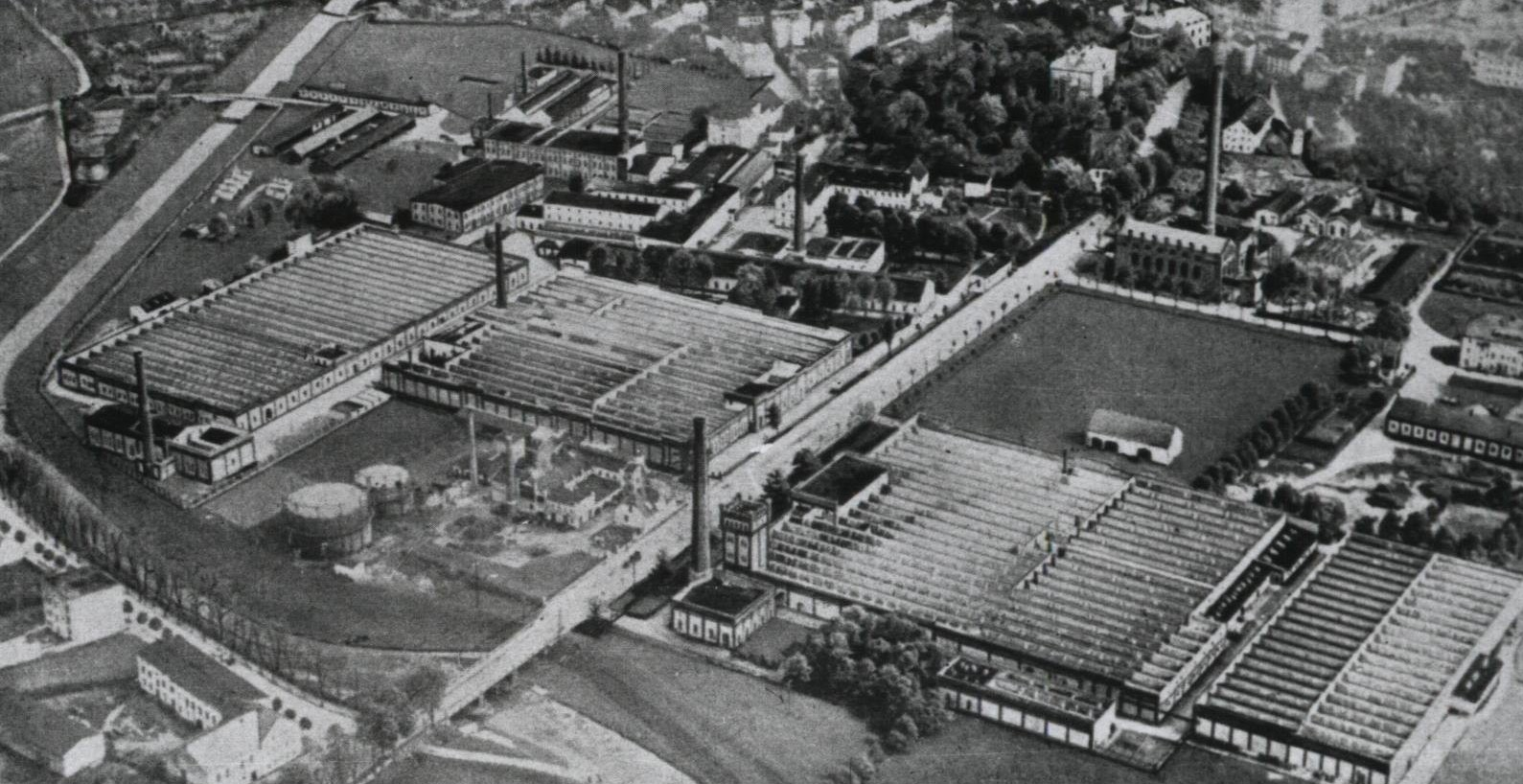
Fábrica têxtil Fränkel

Em outubro de 1831, uma epidemia de cólera começou na área de Prudnik. Uma comissão médica foi criada em Prudnik, composta por políticos, oficiais e médicos locais. A epidemia atingiu a cidade em janeiro de 1832 e durou até fevereiro do mesmo ano. Trinta e dois habitantes da cidade adoeceram, 24 dos quais morreram. A peste voltou em agosto de 1832, causando a morte de 17 moradores da cidade. Durante a terceira epidemia de cólera, de setembro de 1836 a 28 de janeiro de 1837, foram registradas 517 infecções em Prudnik e arredores, das quais 231 pessoas morreram. A cólera voltou a Prudnik em setembro e outubro de 1837, causando 46 infecções e 28 mortes.

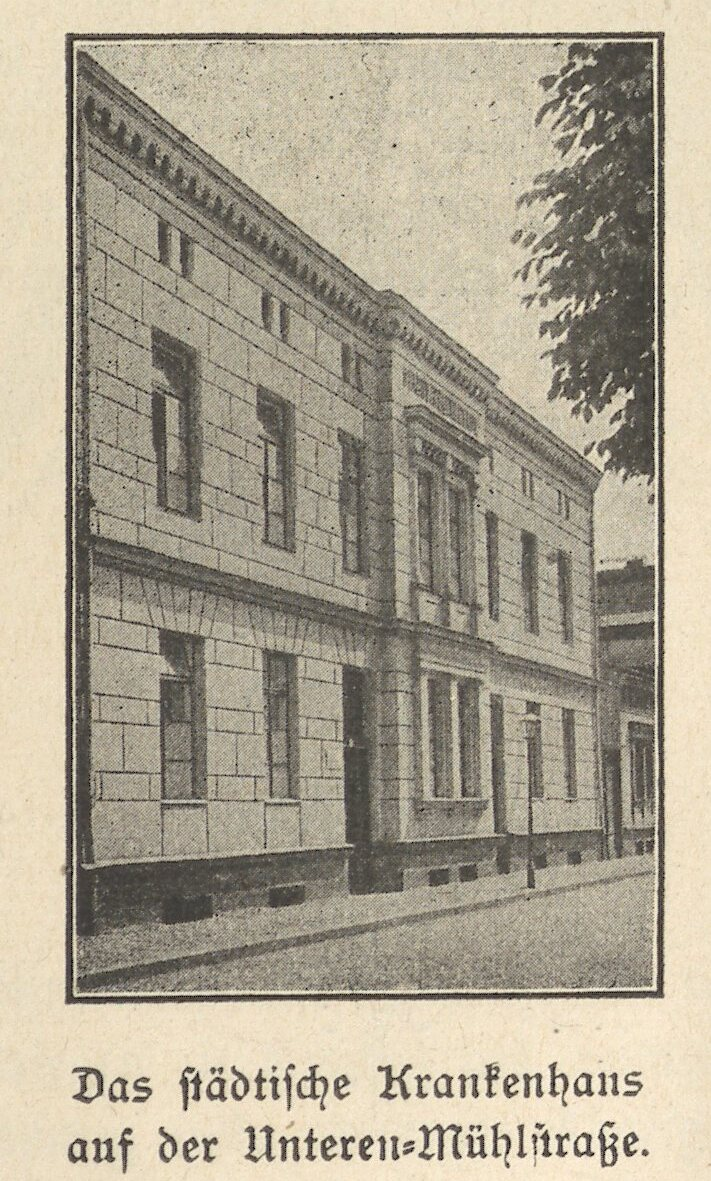
Hospital na rua Młyńska, construído em 1866

Embora Prudnik fosse um dos maiores centros industriais da Alta Silésia, nenhuma revolta de trabalhadores contra os capitalistas foi registrada na cidade, nem mesmo durante a revolta dos tecelões da Silésia em 1844 e a Primavera das Nações. Em seus preparativos para a Revolta de Janeiro, o Comitê Central Nacional designou Prudnik como ponto de contato e posto de coleta de armas. Os poloneses realizaram atividades conspiratórias na área de Prudnik. Após a eclosão da revolta, os controles na fronteira prussiano-austríaca foram reforçados, todas as pessoas que chegavam a Prudnik tinham que se apresentar à polícia, e a guarnição local foi colocada em alerta e assumiu as funções das unidades militares das cidades próximas, enviadas para a fronteira prussiano-russa. Hieronim Olszewski, Piotr Linowski e Antoni Strogiński, todos de Prudnik, participaram da Revolta de Janeiro. A epidemia de cólera na cidade durou novamente de julho a dezembro de 1849. Em 1866, as autoridades municipais construíram um hospital na rua Młyńska. Em 20 de julho do mesmo ano, outra epidemia de cólera eclodiu em Prudnik, durando até 15 de dezembro. Entre os 335 habitantes infectados da cidade, 120 morreram.

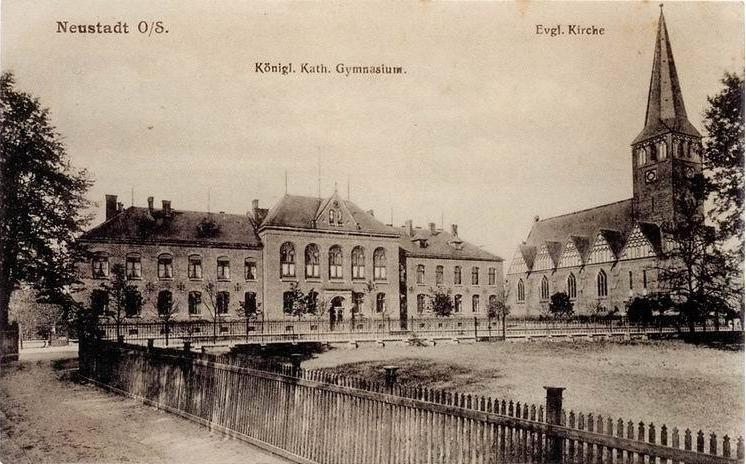
Cartão postal ilustrando o edifício que atualmente é a sede da 1ª Escola secundária geral Adam Mickiewicz

Em 1876, uma linha ferroviária foi inaugurada, conectando Prudnik com Nysa e Koźle. e, em 1896, a linha de Prudnik a Gogolin foi colocada em operação. Em janeiro de 1898, a primeira conferência da Social Democracia da Alta Silésia foi realizada aqui. No início do século XX, foram construídos em Prudnik um balneário municipal, um parque e um quartel, e Prudnik se tornou uma guarnição militar. Devido às práticas de germanização, os poloneses de Prudnik enviaram os seus filhos para fora da Silésia, para o antigo território da Polônia do Congresso, para que aprendessem a língua polonesa em paz. Até Filip Robota escreveu sobre isso na Gazeta Toruńska. Em julho de 1903, Prudnik e as cidades vizinhas foram atingidas por uma grande enchente. Um mês depois, a imperatriz Augusta foi a Głuchołazy, Jarnołtówek e Prudnik para ver as áreas danificadas durante a enchente. A sua visita resultou na construção de uma barragem em Jarnołtówek. Segundo o censo de 1 de dezembro de 1910, dos 18 864 habitantes de Prudnik, 18 072 falavam alemão, 565 polonês, 3 outra língua e 224 eram bilíngues. Durante a Primeira Guerra Mundial, um hospital de campanha militar funcionou no mosteiro da Ordem Hospitaleira de São João de Deus.

### Período entre guerras

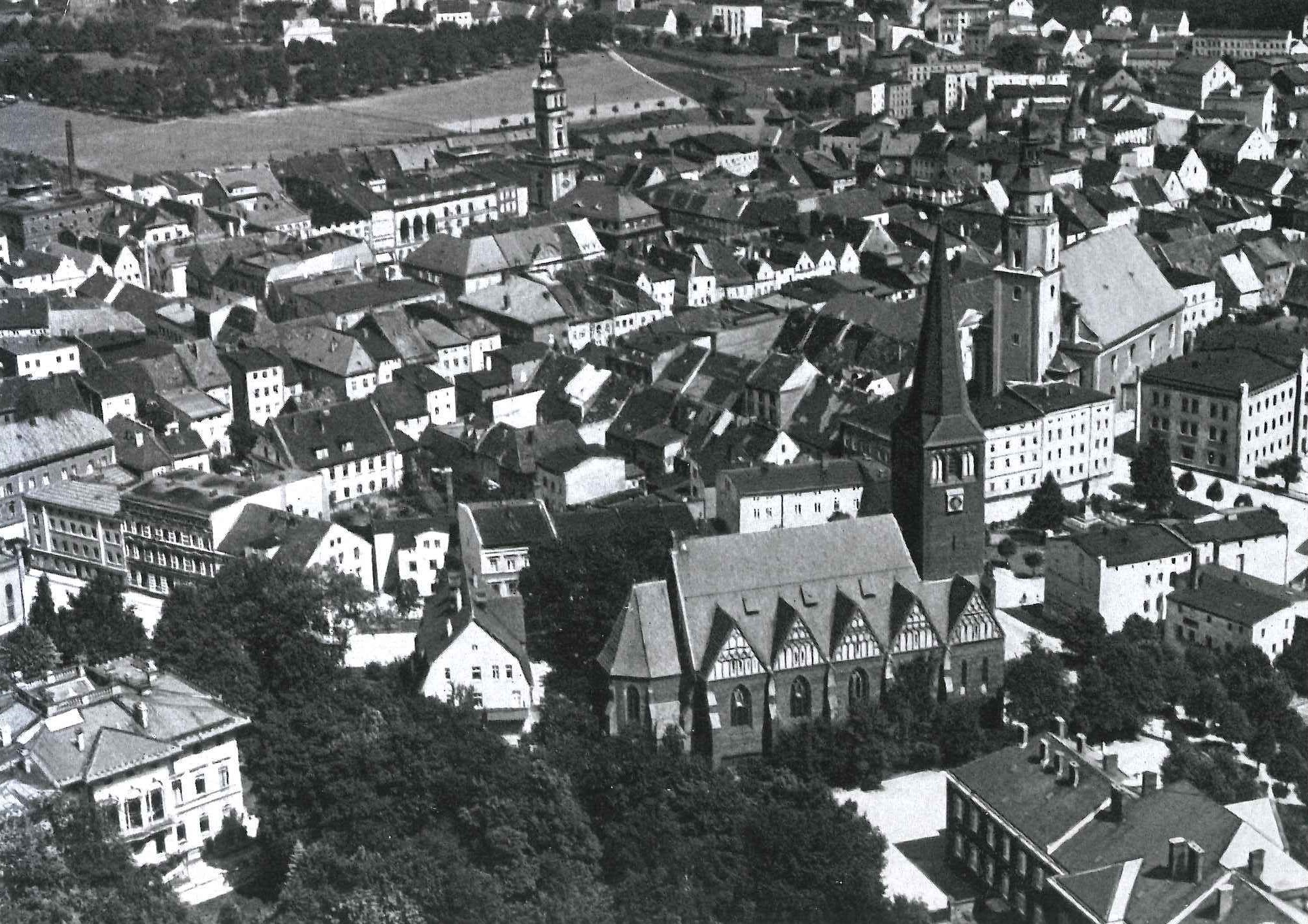
Fotografia aérea do centro de Prudnik na década de 1930

A partir de 1919, Prudnik pertenceu à recém-criada província da Alta Silésia. A província foi liquidada em 1938 e restabelecida em 18 de janeiro de 1941.

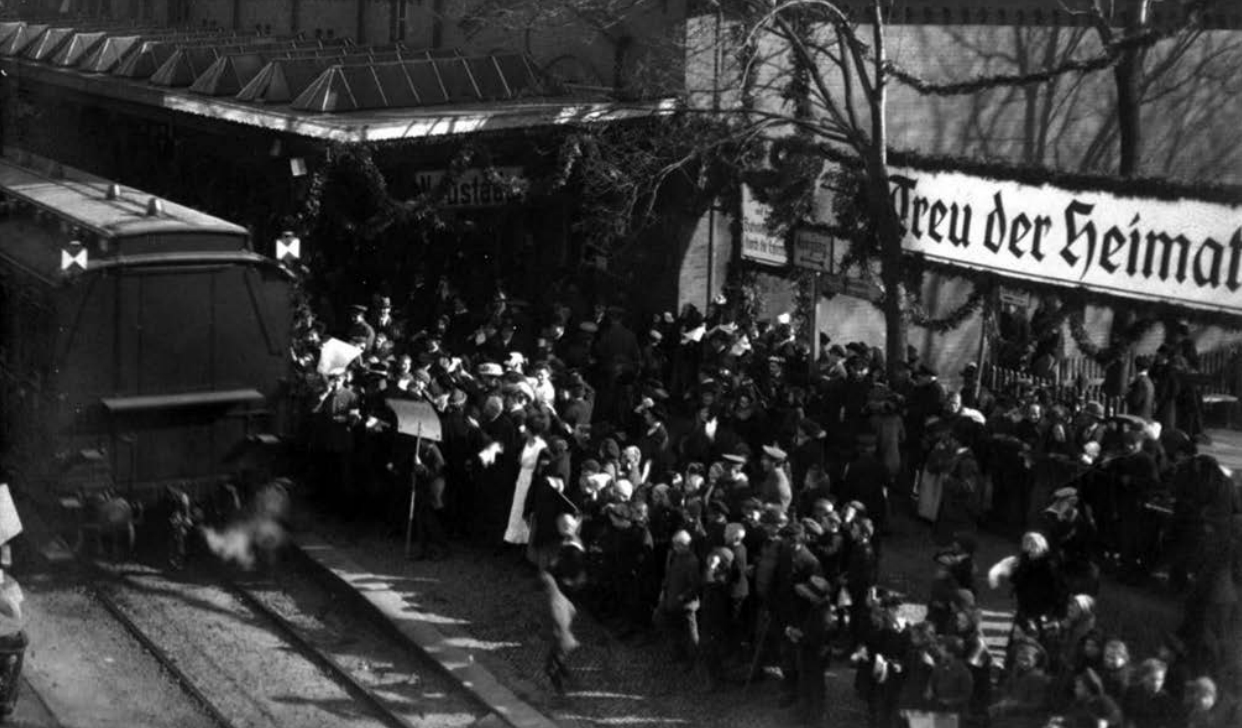
Chegada a Prudnik do trem do Plebiscito para Emigrantes da Alta Silésia

Em 1921, apenas uma parte do condado de Prudnik estava ao alcance do plebiscito na Alta Silésia. Prudnik estava fora da área do plebiscito, embora houvesse organizações polonesas aqui, incluindo a Organização Militar Polonesa da Alta Silésia, a União dos Poloneses na Alemanha e a Sociedade Escolar Católica Polonesa. Em Prudnik, um Comitê do Plebiscito polonês foi criado para o condado de Prudnik, mas com o tempo foi transferido de Prudnik para Głogówek e depois para Strzeleczki, porque suas instalações em Prudnik foram demolidas. Prudnik era uma área de concentração para milícias alemãs. Havia um armazém secreto de equipamento militar para formações paramilitares na cidade, bem como uma base de recrutamento para membros do Freikorps. Durante as Revoltas na Silésia, vários grupos insurgentes poloneses operaram em Prudnik e arredores, visando dificultar as operações militares das tropas alemãs. Durante a Terceira Revolta da Silésia, um tribunal alemão de capuz estava localizado na rua Zamkowa, em Prudnik. Os poloneses condenados pelo tribunal eram executados na Floresta Niemysłowice, nas proximidades. Os hospitais em Prudnik funcionavam como hospitais de campanha para soldados feridos e voluntários.

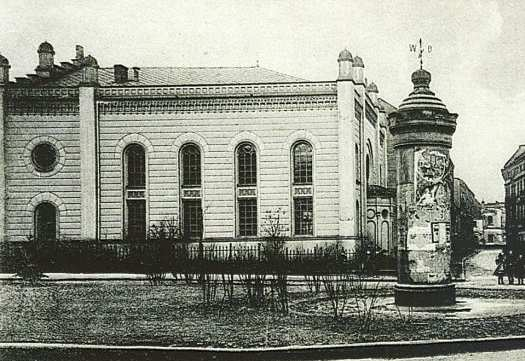
Sinagoga em Prudnik

Em um relatório secreto do Sicherheitsdienst de 1934, Prudnik foi reconhecida como um dos principais centros do movimento polonês na Alta Silésia.

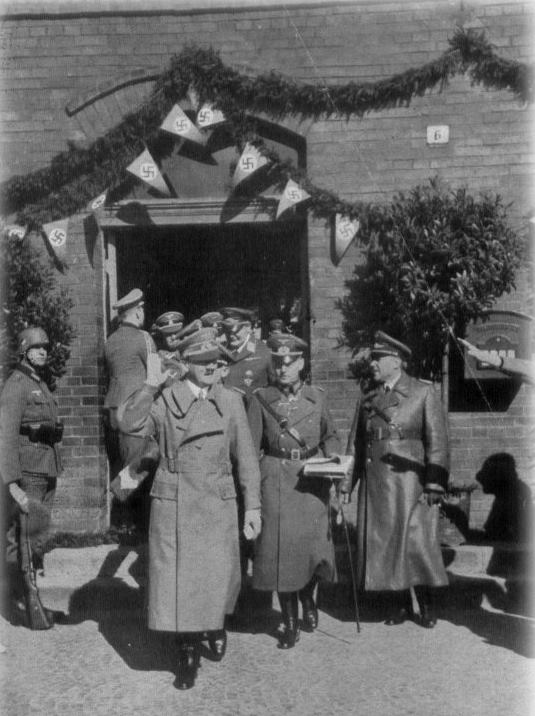
Adolf Hitler em frente à estação ferroviária de Prudnik, 1938

Na manhã de 7 de outubro de 1938, o comandante do Terceiro Reich, Adolf Hitler, chegou à cidade de trem como parte da visita à Região dos Sudetas após o Acordo de Munique. De Prudnik, ele seguiu de carro para Trzebina e depois para Krnov e Bruntál. À noite regressou a Prudnik, de onde apanhou o trem para Berlim. Hitler estava acompanhado pelo Marechal de campo Hermann Göring, Reichsführer-SS Heinrich Himmler, Coronel-general Gerd von Rundstedt, Inspetor-geral da Luftwaffe Erhard Milch, Tenente-general Hans-Jürgen Stumpff, General Hans von Salmuth, Presidente da Província da Silésia Josef Wagner e Brigadeführer Hellmut Körner. Durante a Noite dos Cristais de 9 a 10 de novembro de 1938, milícias nazistas incendiaram a sinagoga em Prudnik, construída em 1877 por iniciativa de Samuel Fränkel. Todos os homens judeus entre 20 e 60 anos foram presos na cidade. Em 1939, em agosto e setembro, a Gestapo de Prudnik chefiada por Max Kraus deu início à prisão de insurgentes poloneses e ativistas da União dos Polacos na Alemanha. Essas pessoas foram então enviadas para o campo de concentração de Buchenwald. Entre os 20 presos estavam: B. Augustyn, K. Chrząszcz, J. Dominik, F. Kwoczek, A. Sosna, W. Szpiler e outros.

### Imprensa

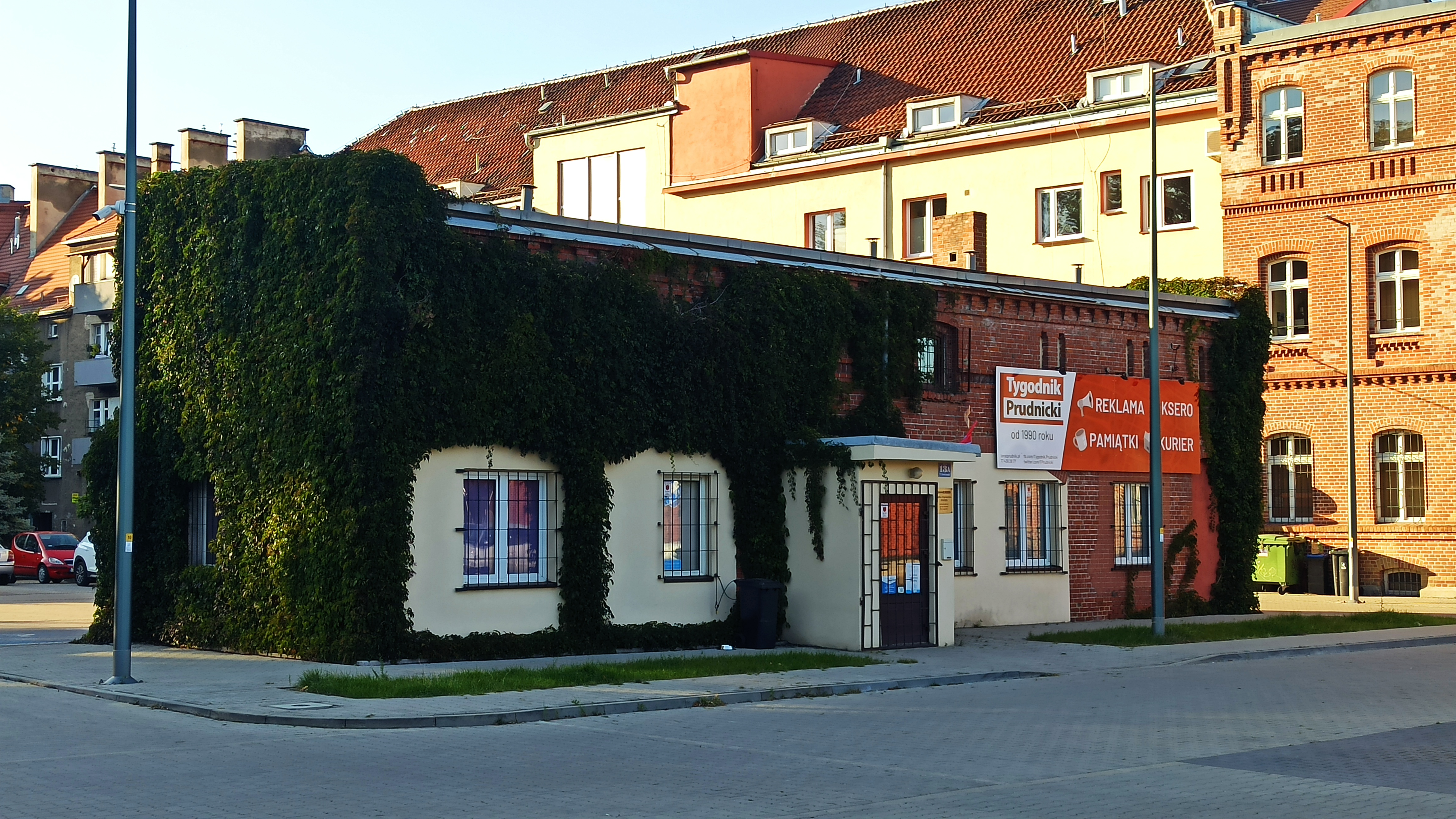
Sede da redação do “Tygodnik Prudnicki”

#### Igreja Católica de Rito Latino

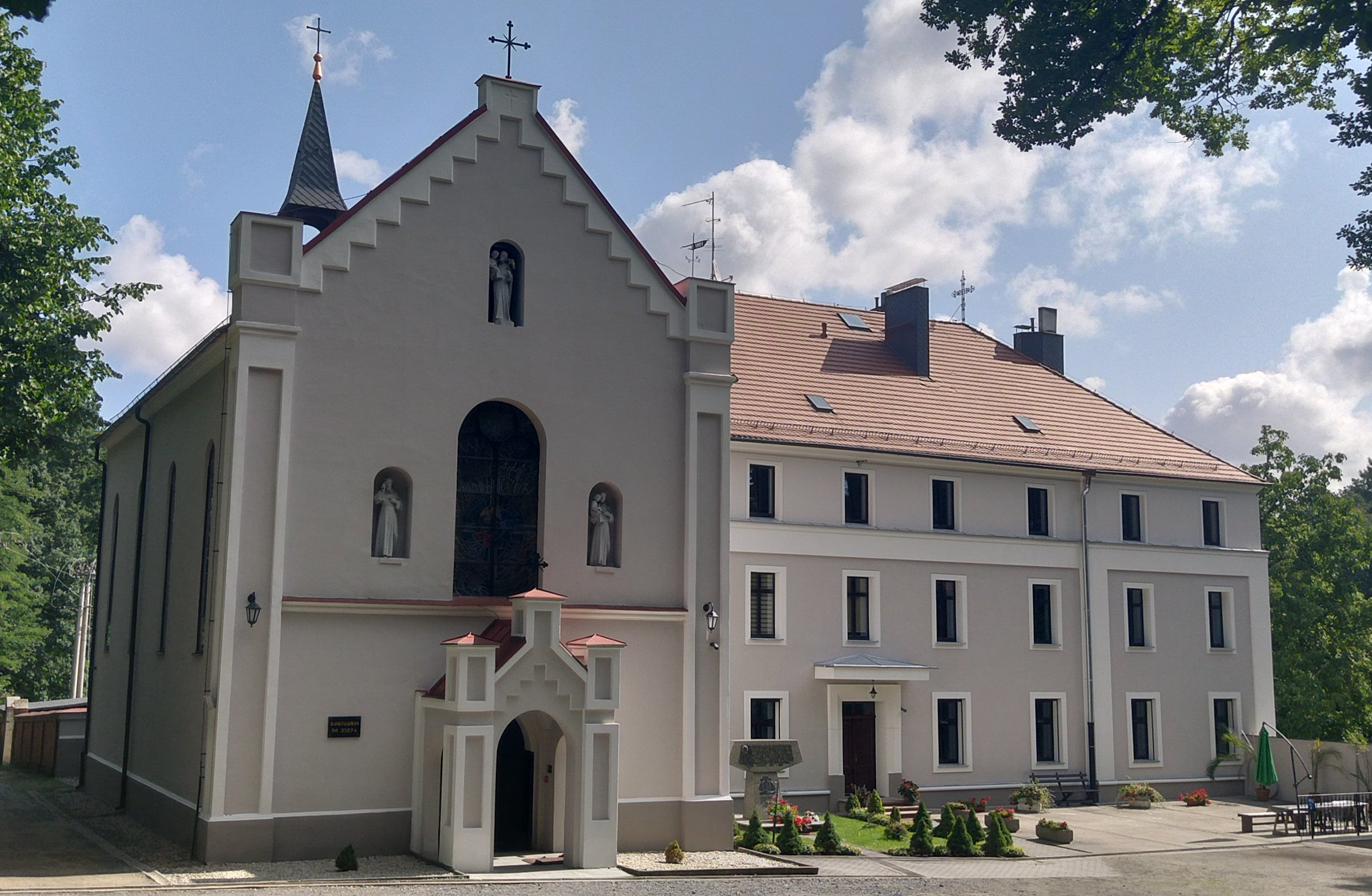
Santuário de São José

#### Igreja Pentecostal na Polônia

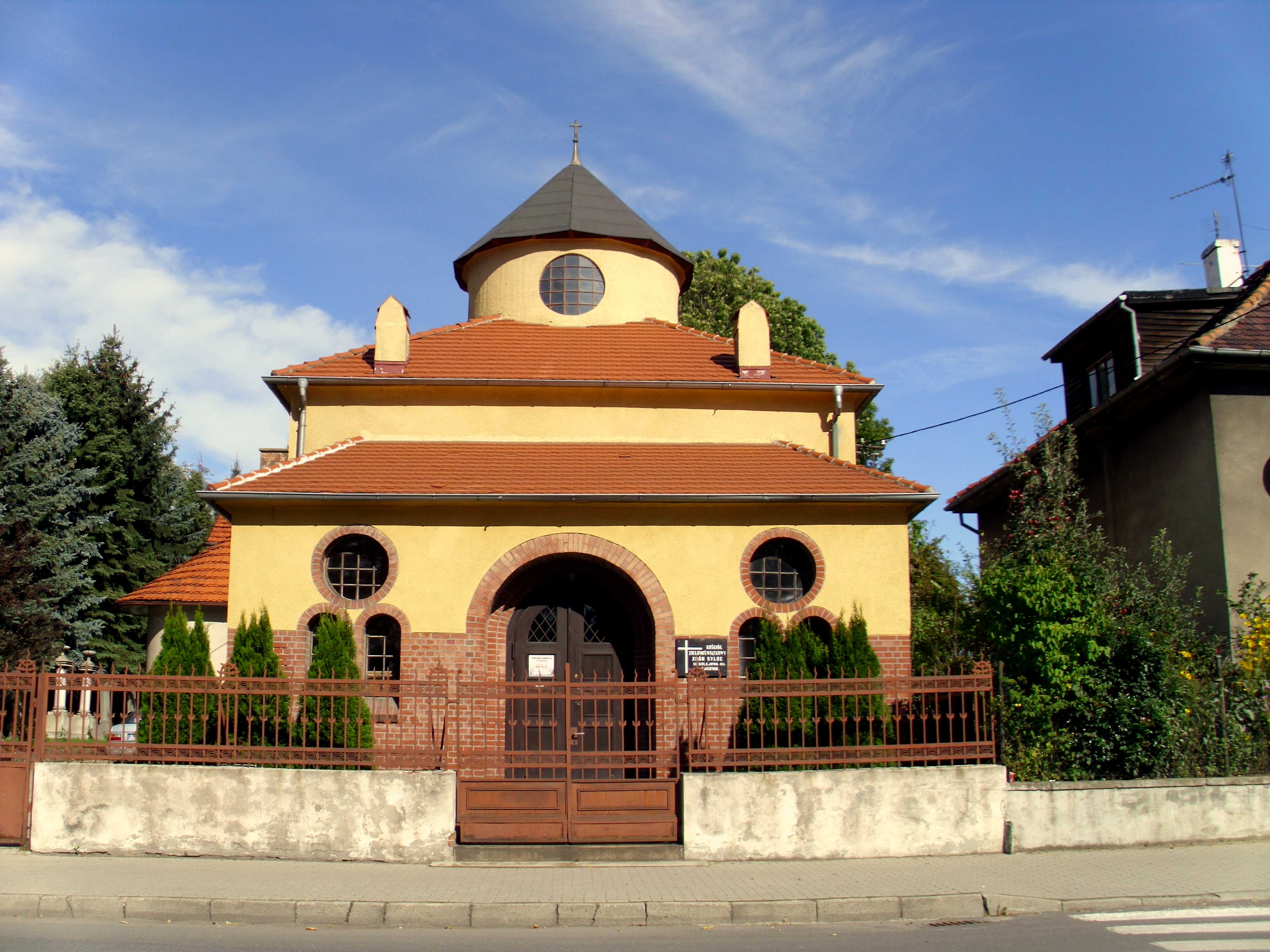
Igreja pentecostal

### Cemitérios

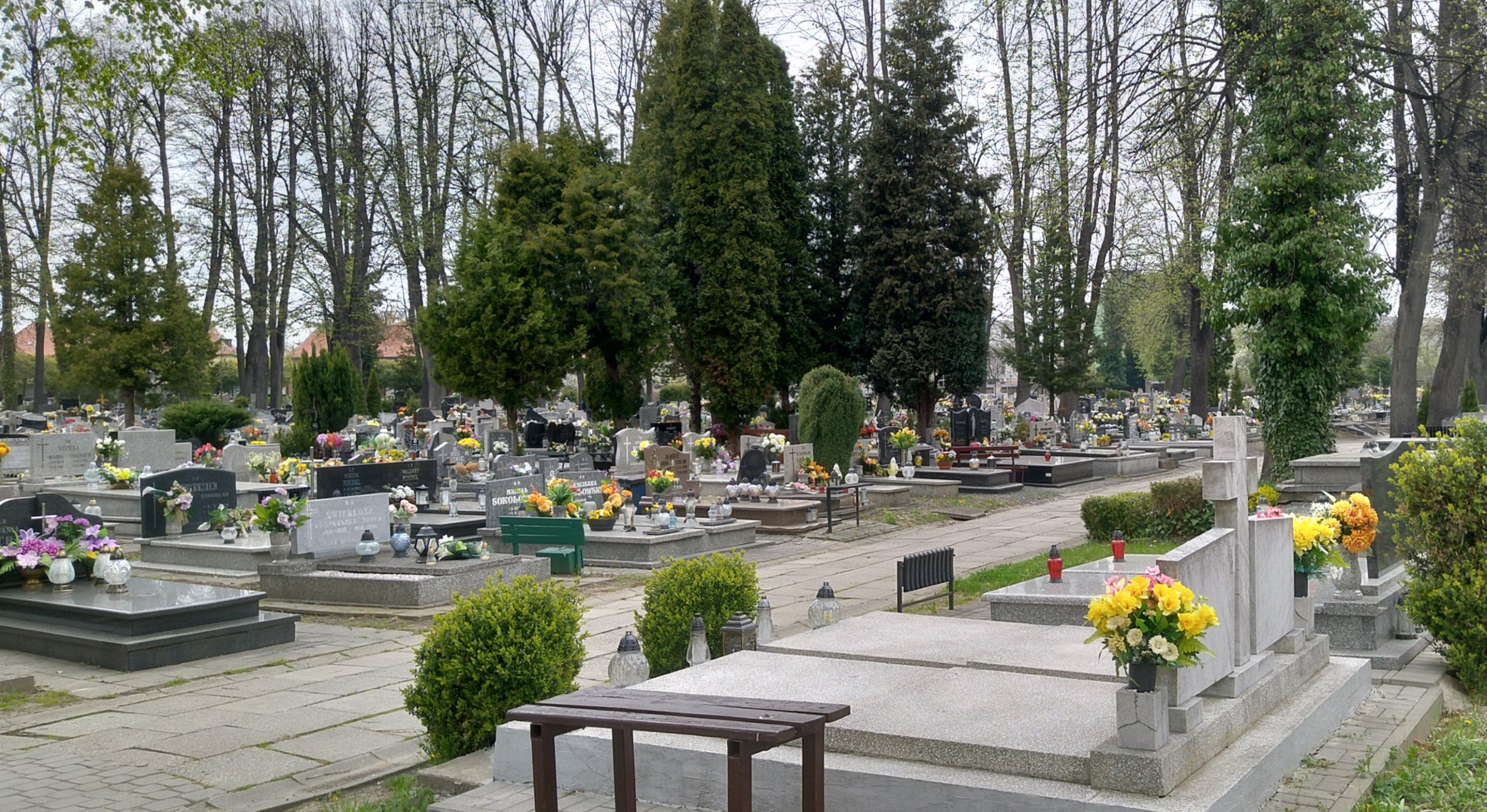
Cemitério comunal

### Segunda Guerra Mundial

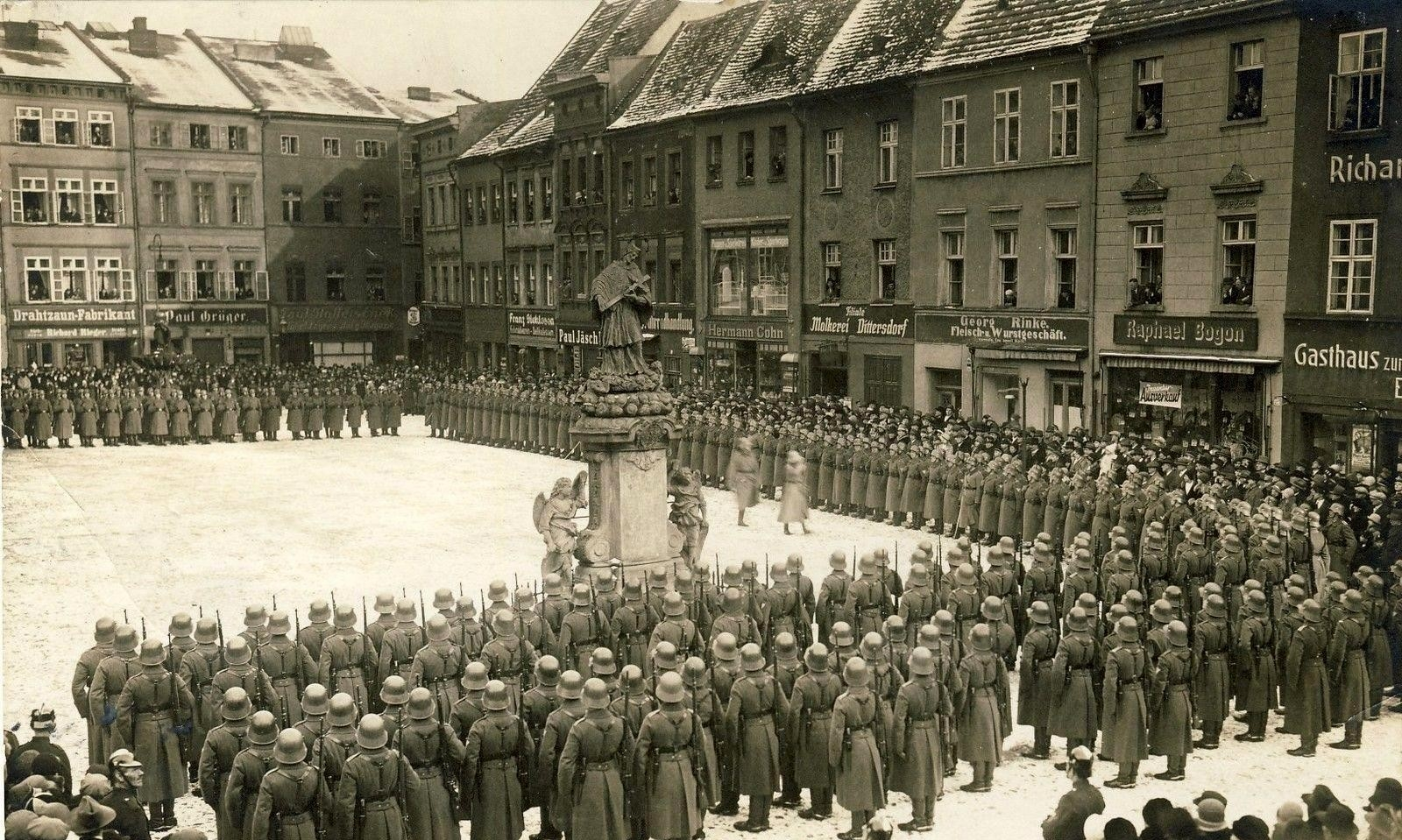
Exército alemão na praça principal em Prudnik

Durante a Segunda Guerra Mundial, a partir de 1941, um hospital de campanha voltou a funcionar no mosteiro dos Irmãos de São João de Deus, com filiais no prédio da escola na rua Szkolna e no Palácio em Moszna. Mulheres judias polonesas e prisioneiros de guerra ingleses foram mantidos na cidade. Em 26 de setembro de 1944, um subcampo do campo de concentração alemão de Auschwitz foi criado na fábrica têxtil em Prudnik, para o qual foram enviadas cerca de 400 mulheres; principalmente mulheres judias da Hungria, bem como mulheres alemãs, polonesas e ucranianas. Trinta e nove presos foram assassinados ou morreram devido às difíceis condições de trabalho. Seus corpos foram enterrados no cemitério judaico em Prudnik. O restante foi evacuado a pé para o campo de concentração de Gross-Rosen em janeiro de 1945. Naquele mês, colunas de prisioneiros de outros campos também passaram por Prudnik. No trajeto da chamada “marcha da morte” muitas pessoas morreram ou foram assassinadas pelos alemães.

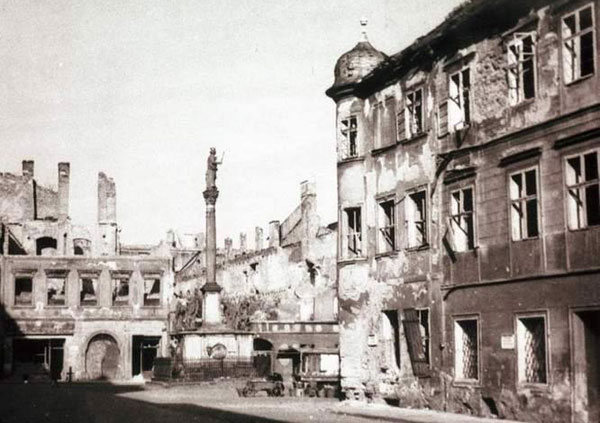
Praça principal de Prudnik após a guerra

Em março de 1945, o Exército Vermelho começou a planejar um ataque a Prudnik, que foi a parte mais importante da Operação da Alta Silésia. Mais de 400 mil soldados deveriam ir para a cidade. Novecentos e oitenta e oito tanques tanques, 1 727 aeronaves e quase 6 mil canhões foram planejados para a operação. Em 17 de março de 1945, o Exército Vermelho capturou a cidade. No início de abril, os russos criaram um gueto para os moradores das ruas Chrobrego e Królowej Jadwigi, para o qual foram transferidas cerca de 9 mil pessoas. Uma coluna de civis, sob escolta, foi conduzida para Lubrza e depois para Żabnik. Prudnik foi uma cidade de frente até maio de 1945, porque as tropas alemãs se defenderam a uma curta distância da cidade, que capitulou apenas em maio de 1945. Cerca de 200 mil soldados participaram da luta pela cidade. Seiscentos e setenta e três soldados soviéticos morreram (em sua homenagem, um Monumento de Gratidão foi erguido na Praça Wolności logo após a guerra). Em 23 de abril, a praça principal, a praça Farny e a praça Zamkowy em Prudnik foram bombardeadas pela Força Aérea Soviética. Não se sabe, no entanto, se o bombardeio foi deliberado. Segundo o pároco, Franz Pietsch, a causa foi o disparo de sinais luminosos errôneos por russos bêbados. Como resultado das hostilidades, Prudnik perdeu cerca de 15% de seus edifícios. Foi destruído, entre outros: o Santuário de Nossa Senhora das Dores, o Abrigo “Covil Sueco”, a fachada norte da praça principal com a Prefeitura foi severamente danificada (demolida pouco depois da guerra).

### Instalações esportivas

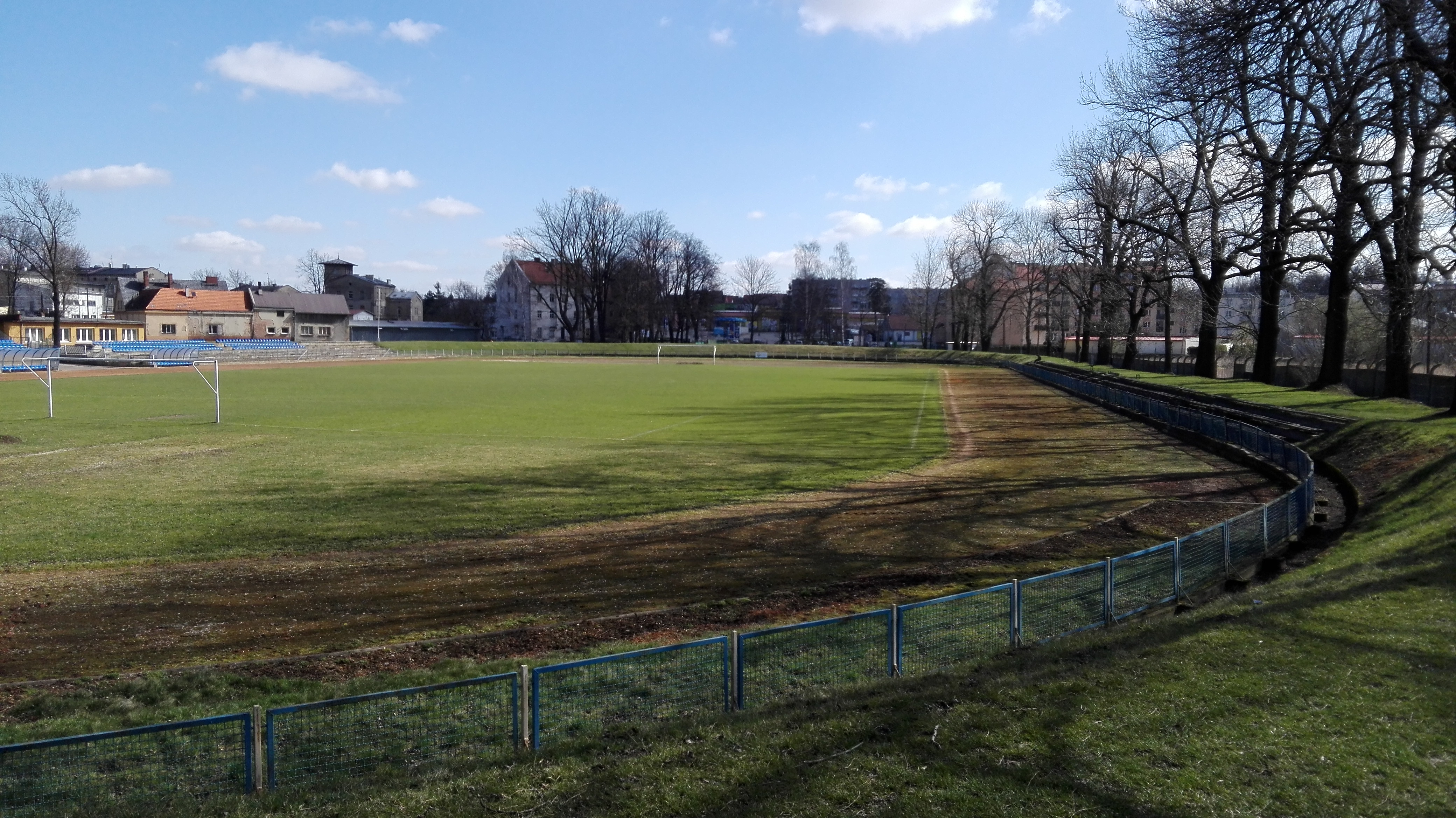
Estádio Municipal

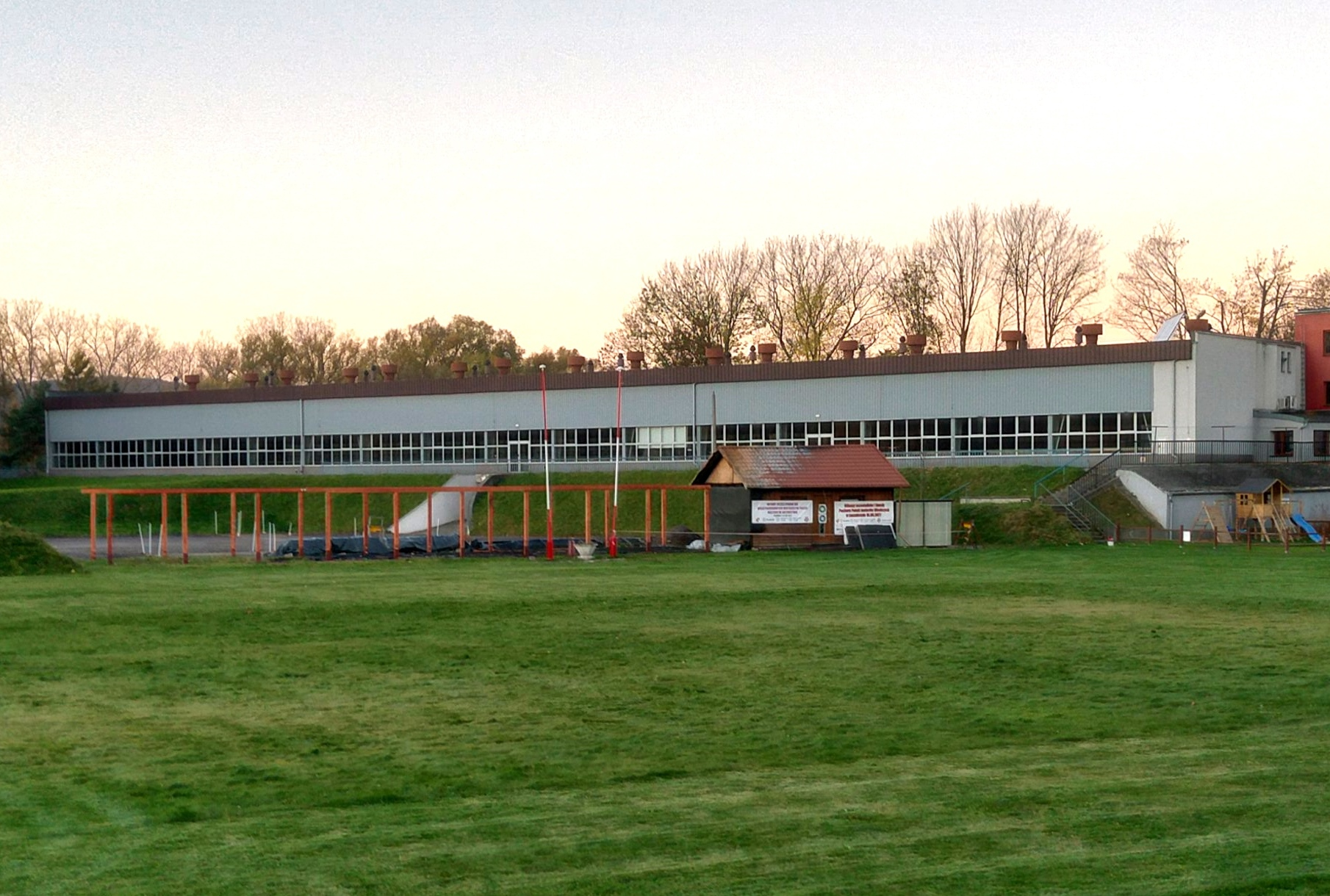
Arena “Obuwnik”

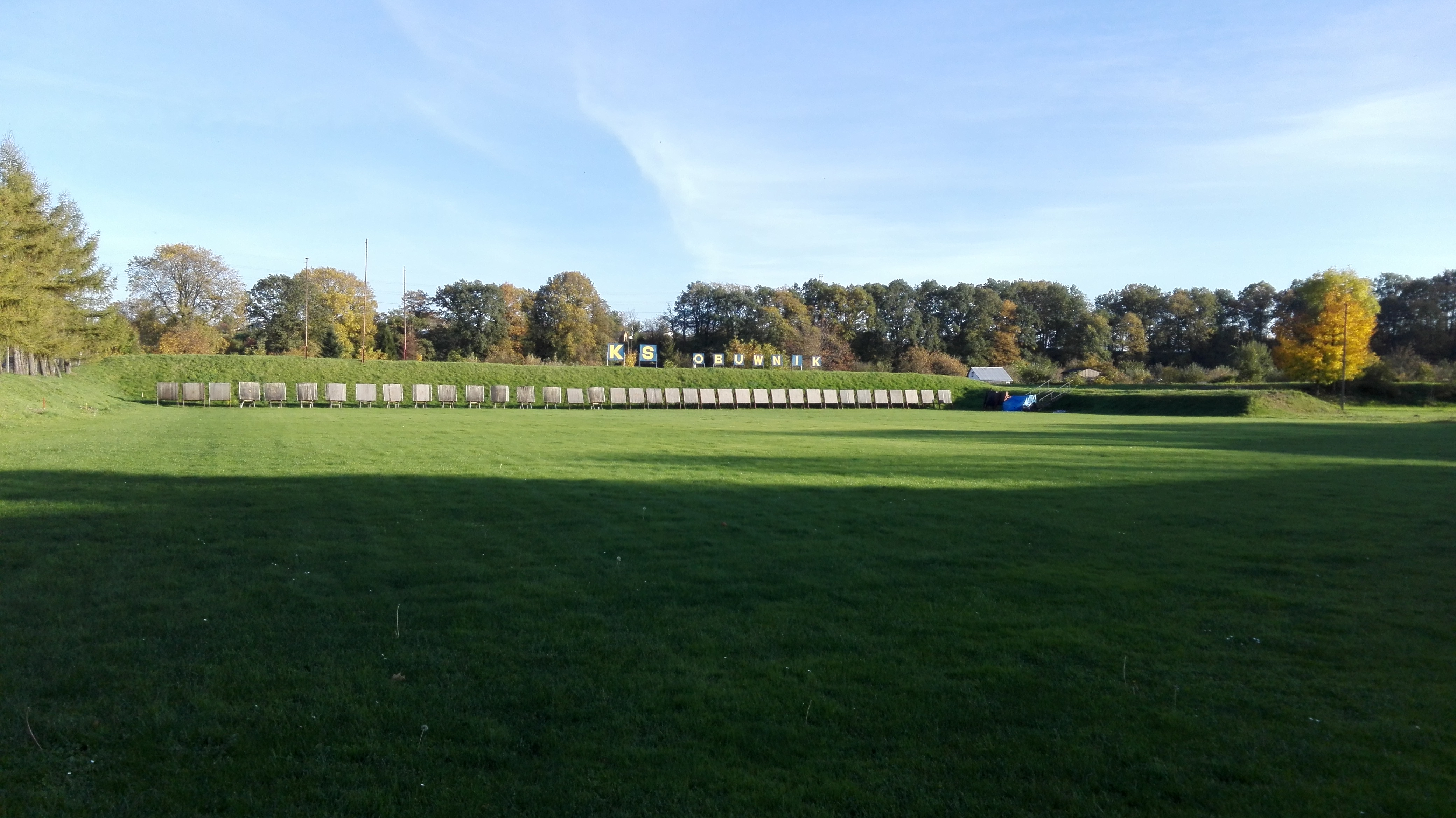
Campo de arco e flecha

### Clubes esportivos

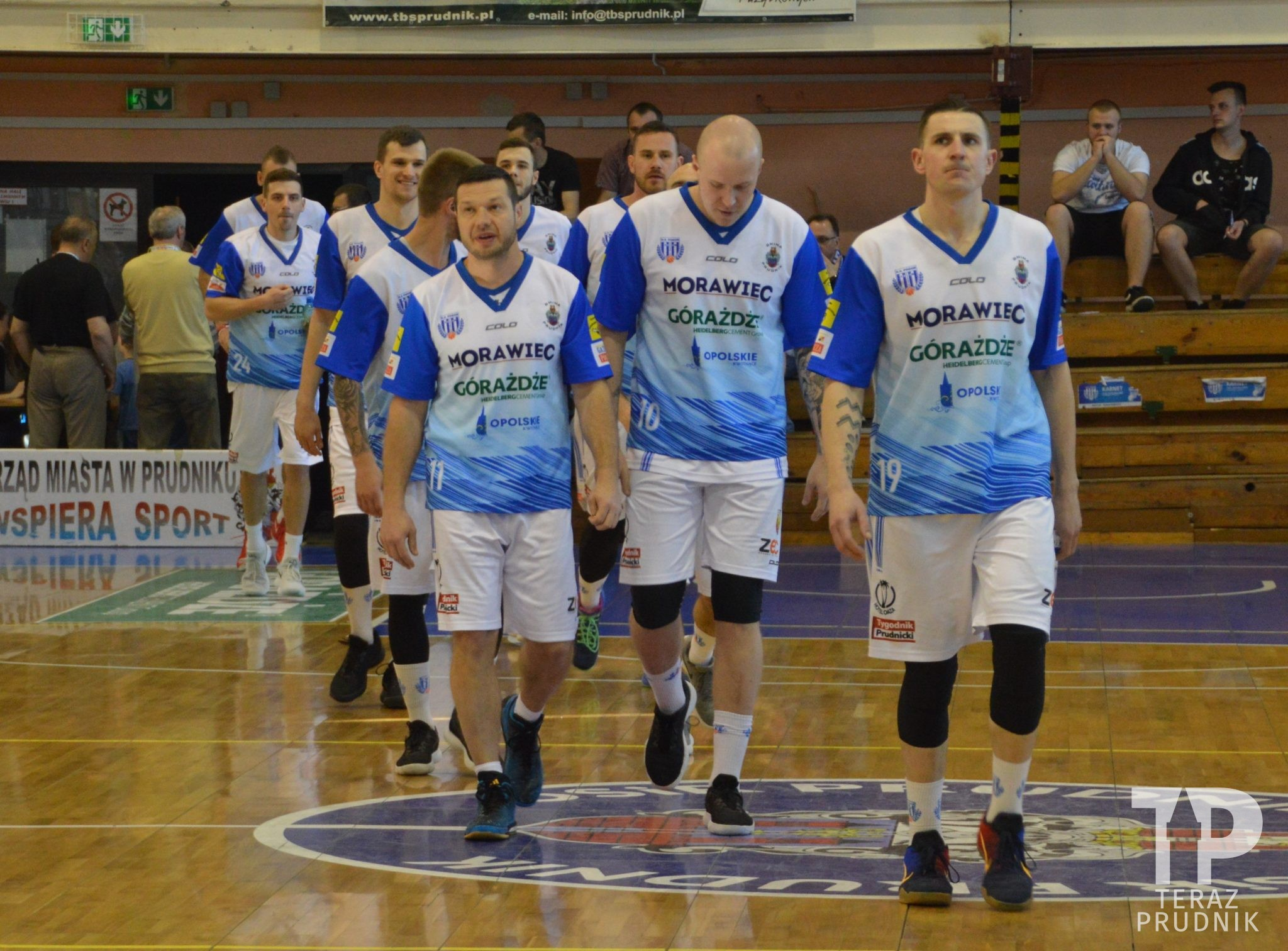
Jogadores do KS Pogoń Prudnik no salão “Obuwnik” durante a partida contra o Doral Kłodzko (2018)

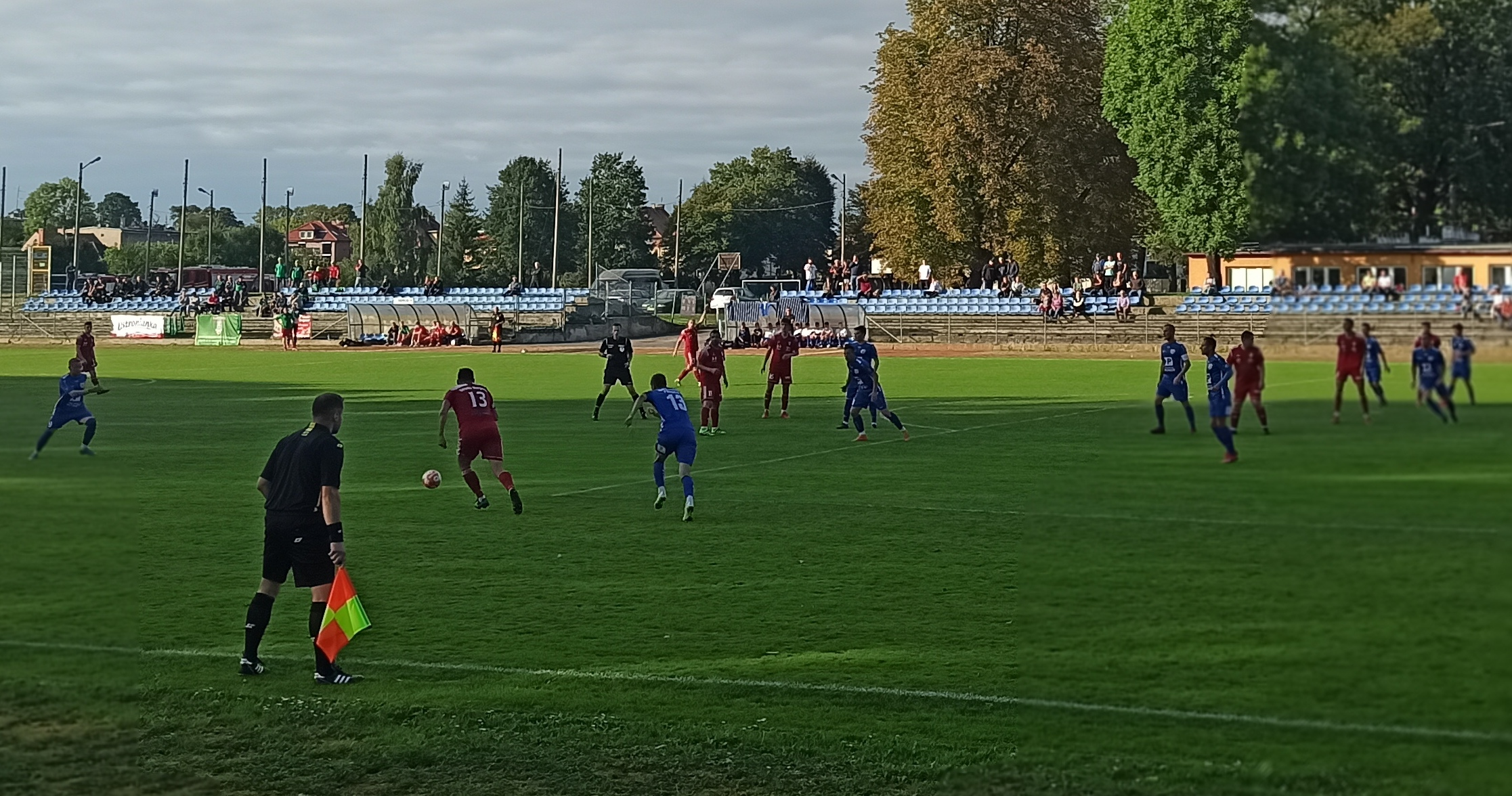
Partida entre MKS Pogoń Prudnik e Odrzanka Dziergowice no Estádio Municipal (2021)

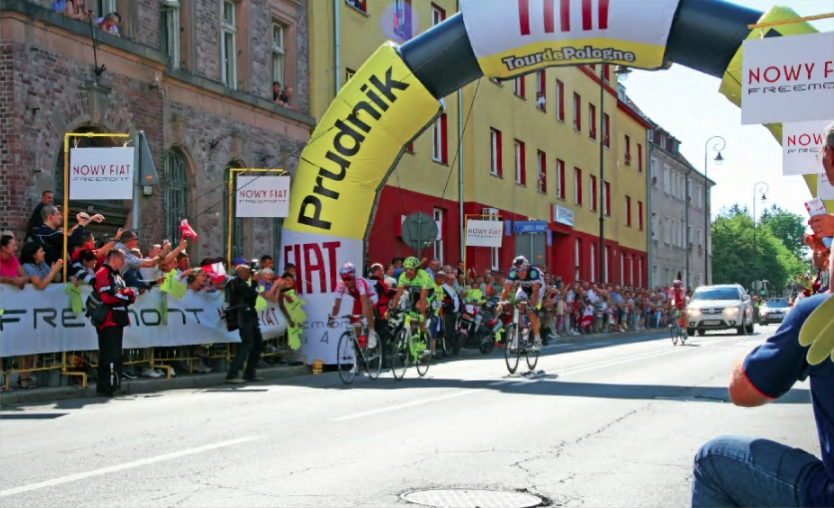
69.ª edição da Tour de Pologne em Prudnik

## Política

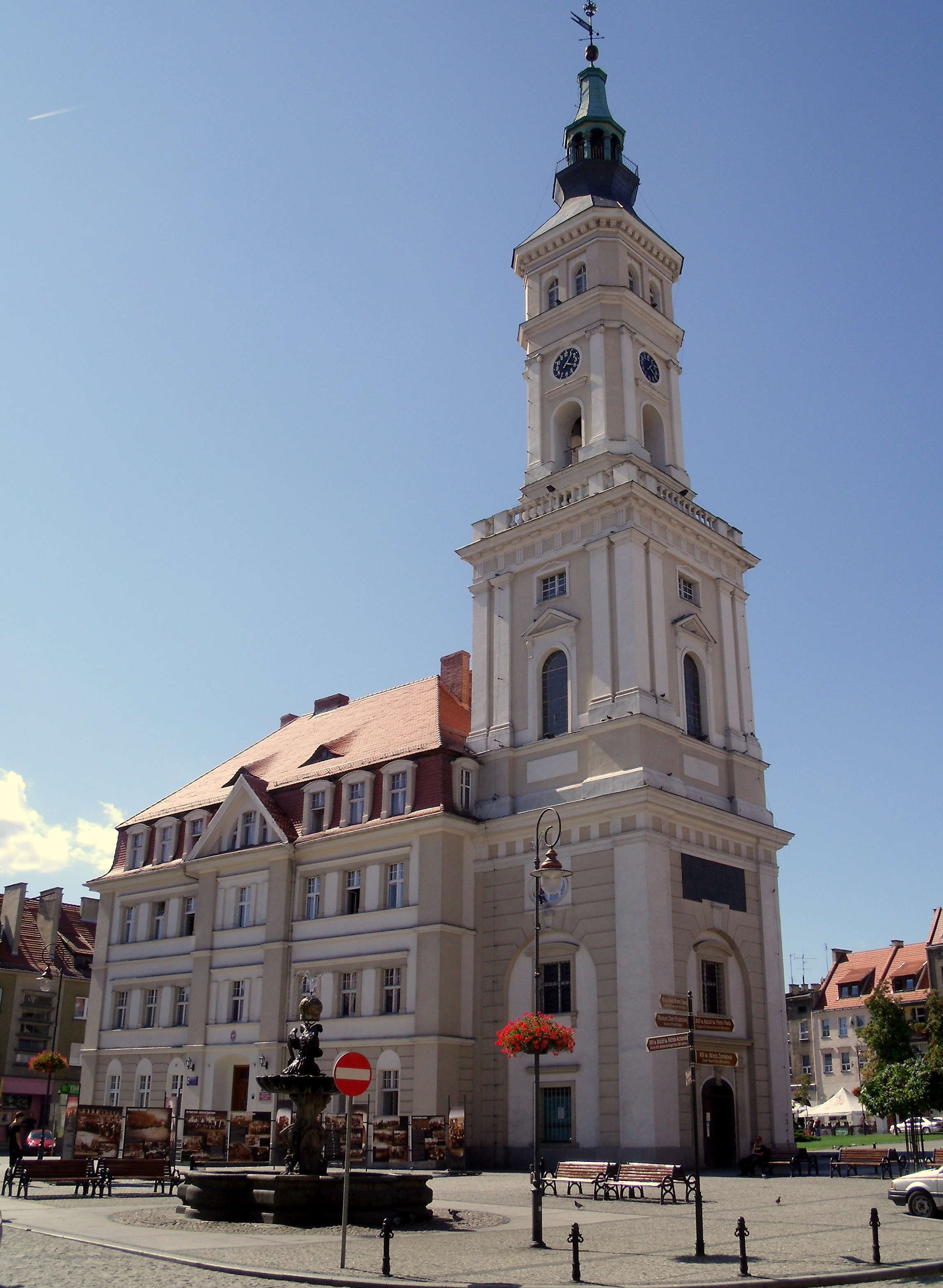
Prefeitura

### Polônia do Povo

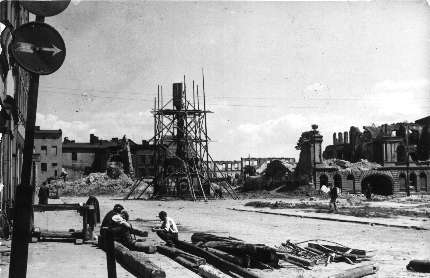
Reconstrução e limpeza de danos de guerra em Prudnik

Após o deslocamento das tropas alemãs, a cidade foi assumida pela administração polonesa. Naquela época, alguns dos repatriados poloneses da região fronteiriça oriental — de Nadvirna (o antigo condado de Nadwórniański na província de Stanisławów) e arredores de Ternopil, foram assentados em Prudnik e seus arredores. A maioria da população de língua alemã foi deslocada para o oeste.
Em 1945, a cidade foi renomeada para Prądnik. O nome oficial foi mudado para Prudnik em 7 de maio de 1946. A mudança foi precedida por muitos meses de debate na imprensa local, e por algum tempo ambos os nomes operaram simultaneamente.
O primeiro prefeito polonês da cidade foi Antoni Błaszczyński, e o primeiro prefeito polonês de Prudnik foi Józef Sopa. Três meses após tomar o poder, Sopa divulgou um relatório sobre as atividades dos soldados do Exército Vermelho em Prudnik e nas aldeias vizinhas: “Relatórios diários relatam casos de roubo de gado, gado morto, roubo de casas e estupro de mulheres. Em um incidente, uma mulher com mais de 60 anos foi estuprada. Em outro caso, uma menina de 15 anos. Os postos comunais do MO relatam que os roubos recentes nas aldeias aumentaram dramaticamente, que eles estão completamente impotentes. (...) A população rural vive em constante medo e alerta eterno. (...) Na cidade os soldados do Exército Vermelho roubam em grande escala, dirigindo carros para as casas e levando tudo o que está disponível nos cômodos, ou seja, roupas, roupas de cama, etc. As vítimas não são apenas casas de alemães abandonadas, mas também ocupadas por poloneses, desde que não houvesse ninguém no local para defender no momento.”

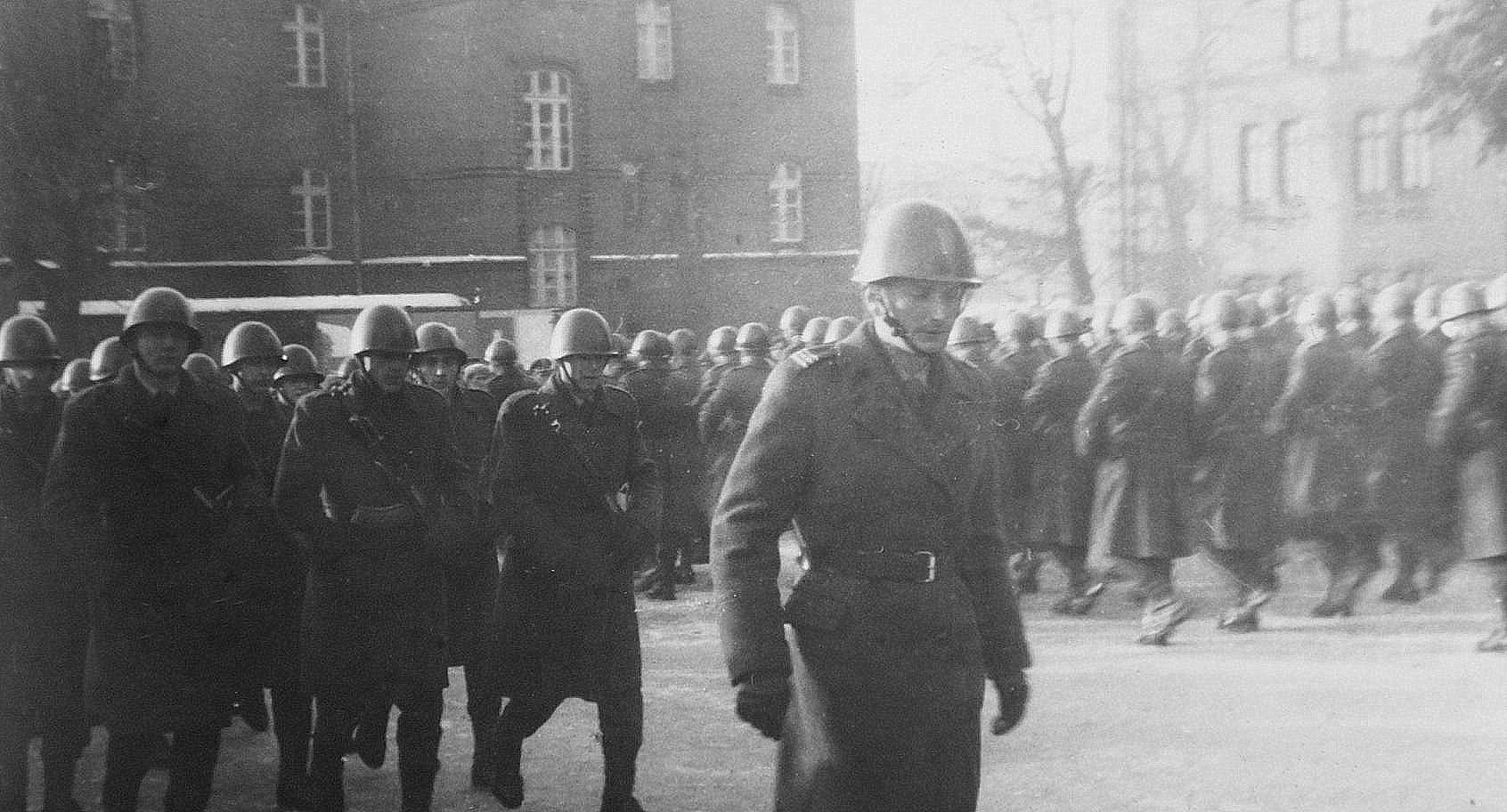
Soldados no Centro de Treinamento da Brigada da Alta Silésia da WOP em Prudnik

Em 3 de junho de 1945, um grupo de gendarmes tchecos e voluntários de Zlaté Hory chegou a Prudnik, ocupou a prefeitura e içou bandeira da Tchecoslováquia. Anunciou a incorporação de Prudnik na Tchecoslováquia. À noite, chegaram soldados poloneses armados. Eles exigiram que os tchecos deixassem Prudnik e entregassem suas armas. Por fim, decidiu-se não desarmar os gendarmes, mas eles tiveram que se retirar para trás da linha de fronteira na manhã do dia seguinte. Depois que o exército tchecoslovaco tomou algumas áreas da Silésia durante o conflito fronteiriço, o marechal Michał Rola-Żymierski ordenou que a 10ª Divisão de Infantaria dos Sudetos e o 1.º Corpo Panzer de Dresden se mudassem para a região de Prudnik.

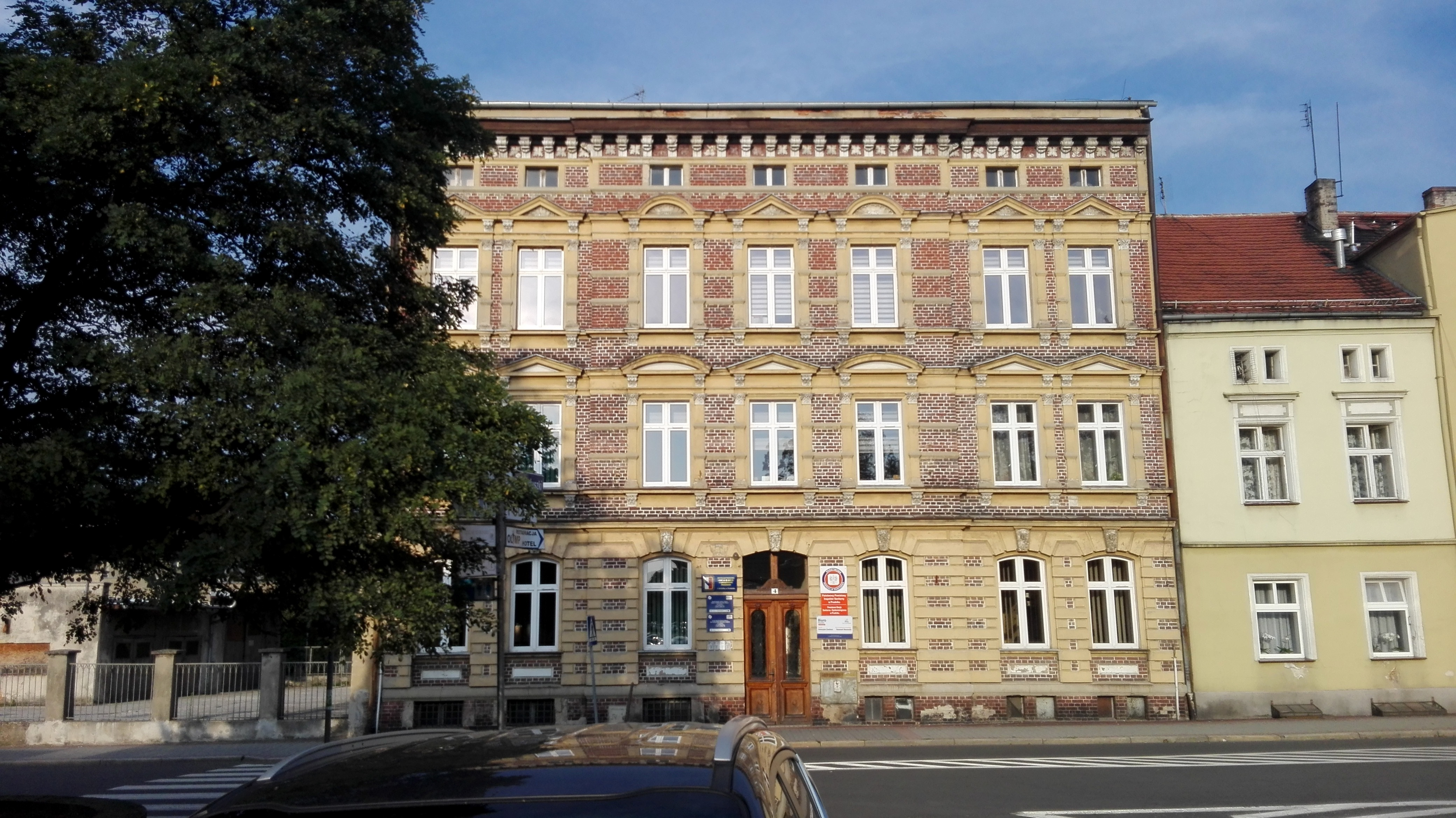
Edifício que albergou a sede do Serviço de Segurança Distrital

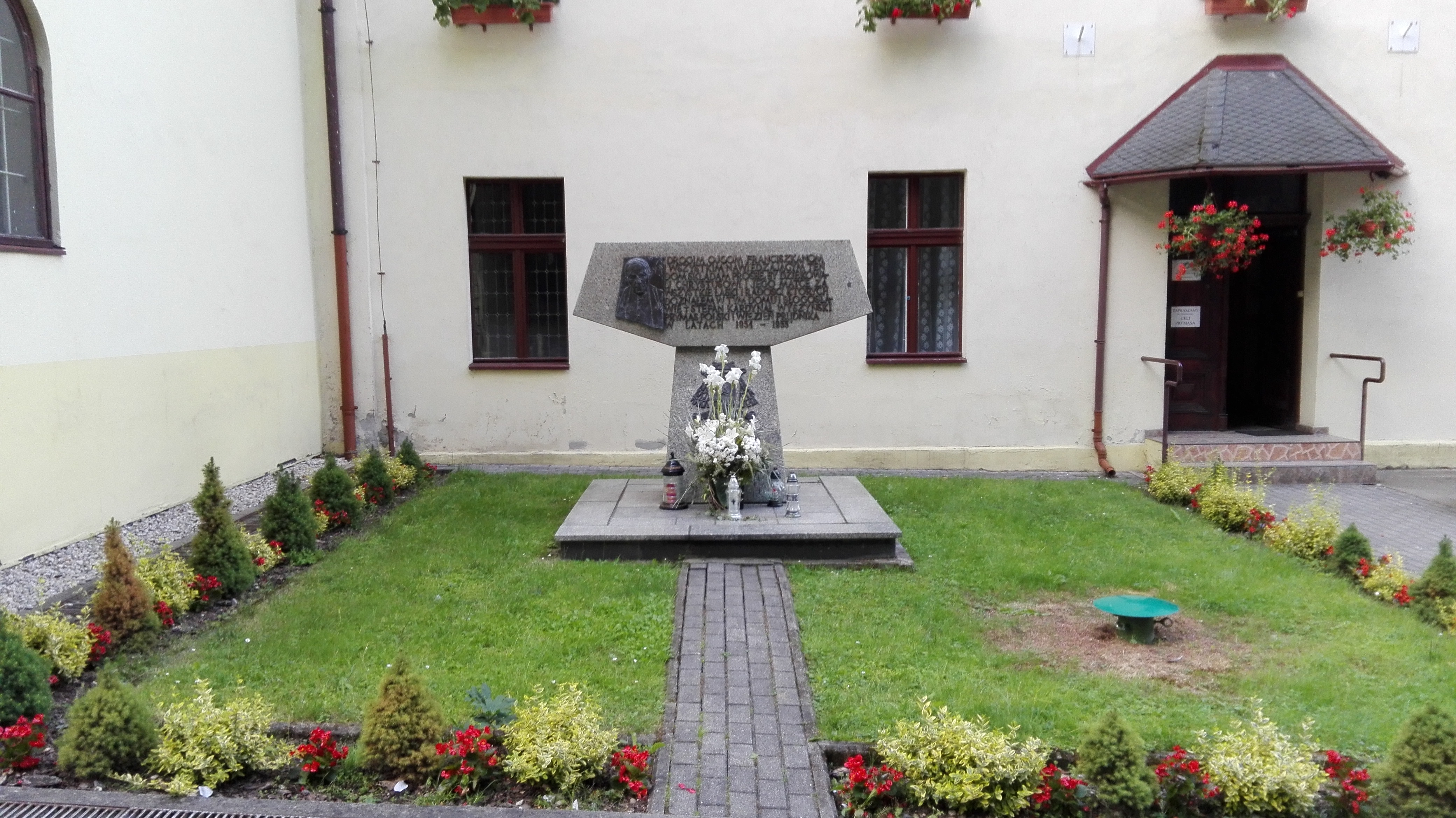
Monumento que comemora a estadia de Stefan Wyszyński em Prudnik

Nos anos 1945–1956, na rua Klasztorna em Prudnik, havia o Ministério da Segurança Pública do condado. Os opositores do regime comunista (incluindo os soldados amaldiçoados, incluindo Józef Pacejkowicz) foram detidos e torturados em seus porões. Uma organização clandestina anticomunista chamada Exército Nacional Clandestino (KAP) estava ativa na cidade e seus arredores. Em 1953, o espião da Organização Gehlen, Henryk Koj, natural de Łowkowice, atuava em Prudnik e suas tarefas incluíam observar o movimento dos soldados na unidade local. De 6 de outubro de 1954 a 27 de outubro de 1955 no mosteiro franciscano de São José em Prudnik-Las, o Primaz da Polônia, Stefan Wyszyński, ficou confinado com seu capelão, Stanisław Skorodecki. Durante sua estada em Prudnik, Wyszyński começou a escrever Os votos de Jasna Góra da Nação Polonesa, uma oração em forma de votos à Bem Aventurada Virgem Maria, Rainha da Polônia, que concluiu após ele ser levado para Komańcza.

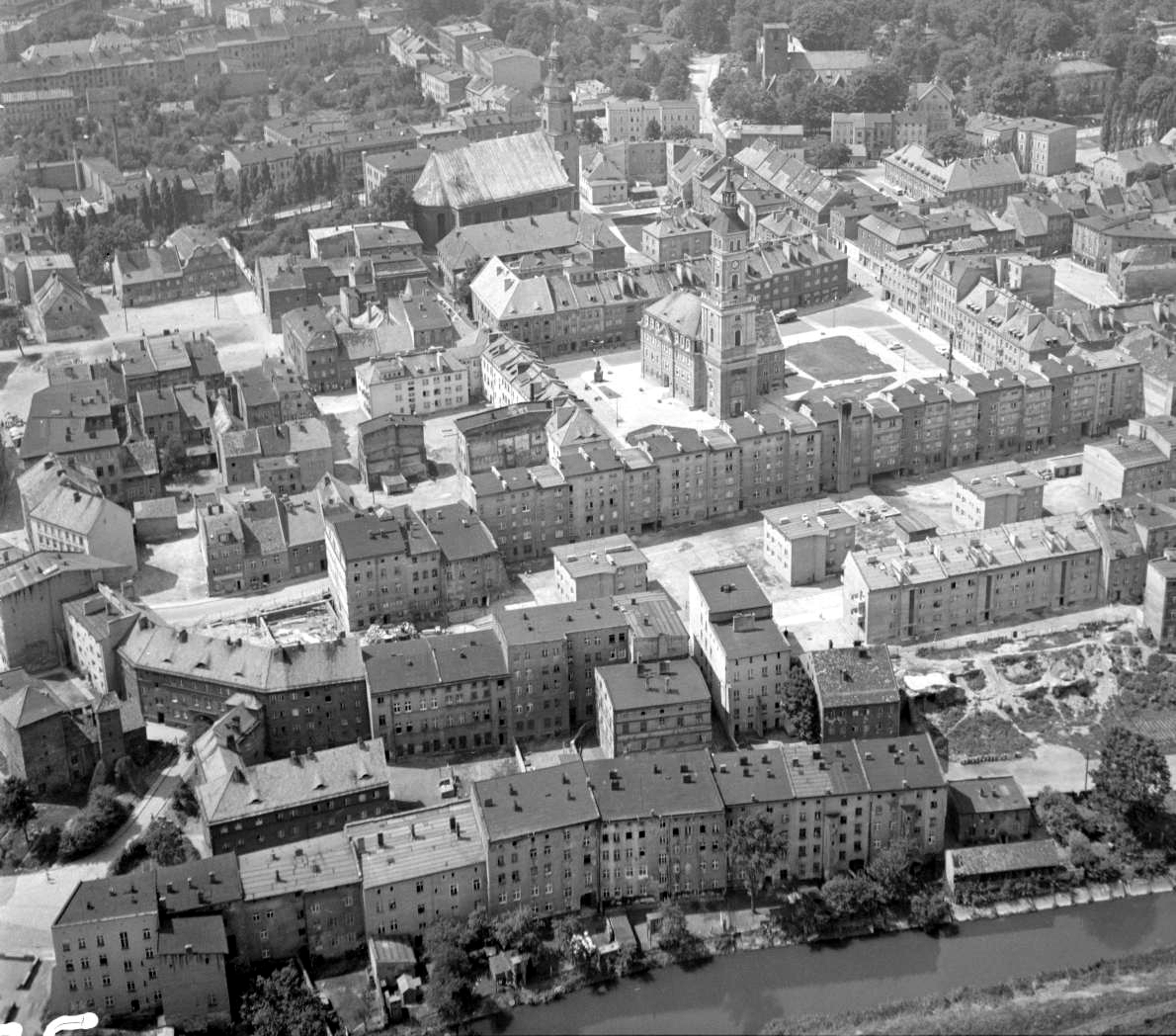
Vista do centro de Prudnik (1968)

Em maio de 1959, o Museu da Terra de Prudnick iniciou suas atividades. No mesmo ano, foi criado o Distrito Florestal de Prudnik. A “Divisão administrativa da voivodia de Opole segundo o estatuto em 31 de agosto de 1964” lista as partes integrantes da cidade: Chocim, Górka, Lipy, Młyn Czyżyka. Entre 1964 e 1974, no sul da cidade, foi construído um conjunto habitacional cooperativo Marcelego Nowotki (desde 1990, conjunto Wyszyńskiego) com mais de 600 apartamentos. Em meados da década de 1970, na parte leste de Prudnik, foi iniciada a construção do conjunto habitacional Jasionowe Wzgórze. Atualmente, é o maior conjunto habitacional do condado de Prudnik. Em agosto de 1977, Prudnik e seus arredores foram atingidos por uma enchente causada por fortes chuvas. A onda destruiu o viaduto ferroviário na rua Słowicza.

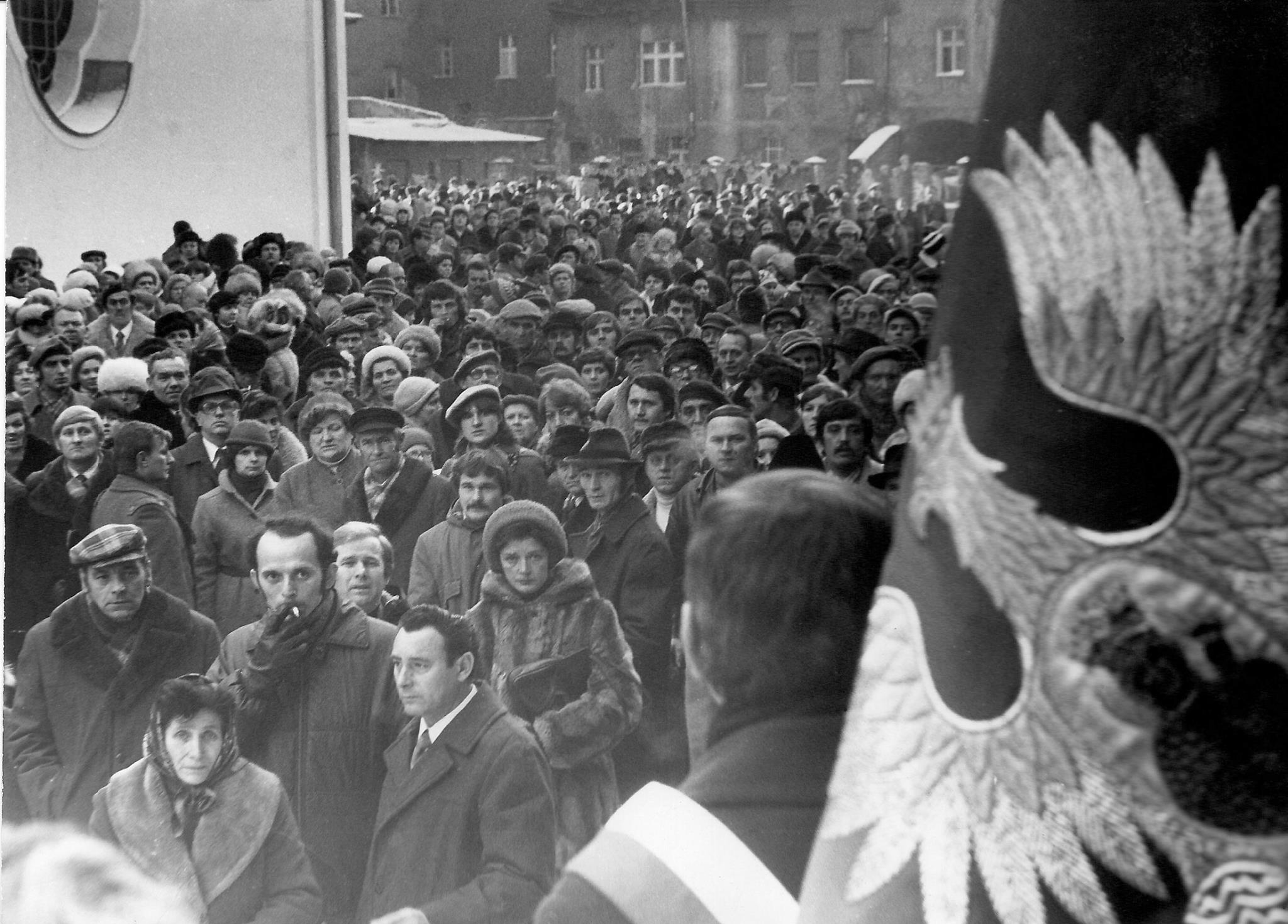
Manifestação anticomunista em Prudnik (1981)

Em setembro de 1980, a maior ação de protesto na voivodia de Opole ocorreu na fábrica da indústria de algodão “Frotex”.. Cerca de 1 500 pessoas entraram em greve em 6 de setembro. A greve terminou com um acordo concluído em 10 de setembro. O exemplo da “Frotex”. foi seguido por operários de outros locais de trabalho da área de Prudnik, incluindo: a oficina de selaria e estofamento em Prudnicka Spółdzielnia, Cooperativa de transporte rural em Prudnik, Departamento de Serviços de Televisão, Cooperativa de Círculos Agrícolas, Centro de Máquinas Estatal e Fábrica de móveis Opole (fábrica n.º 4 em Prudnik).

### Terceira República

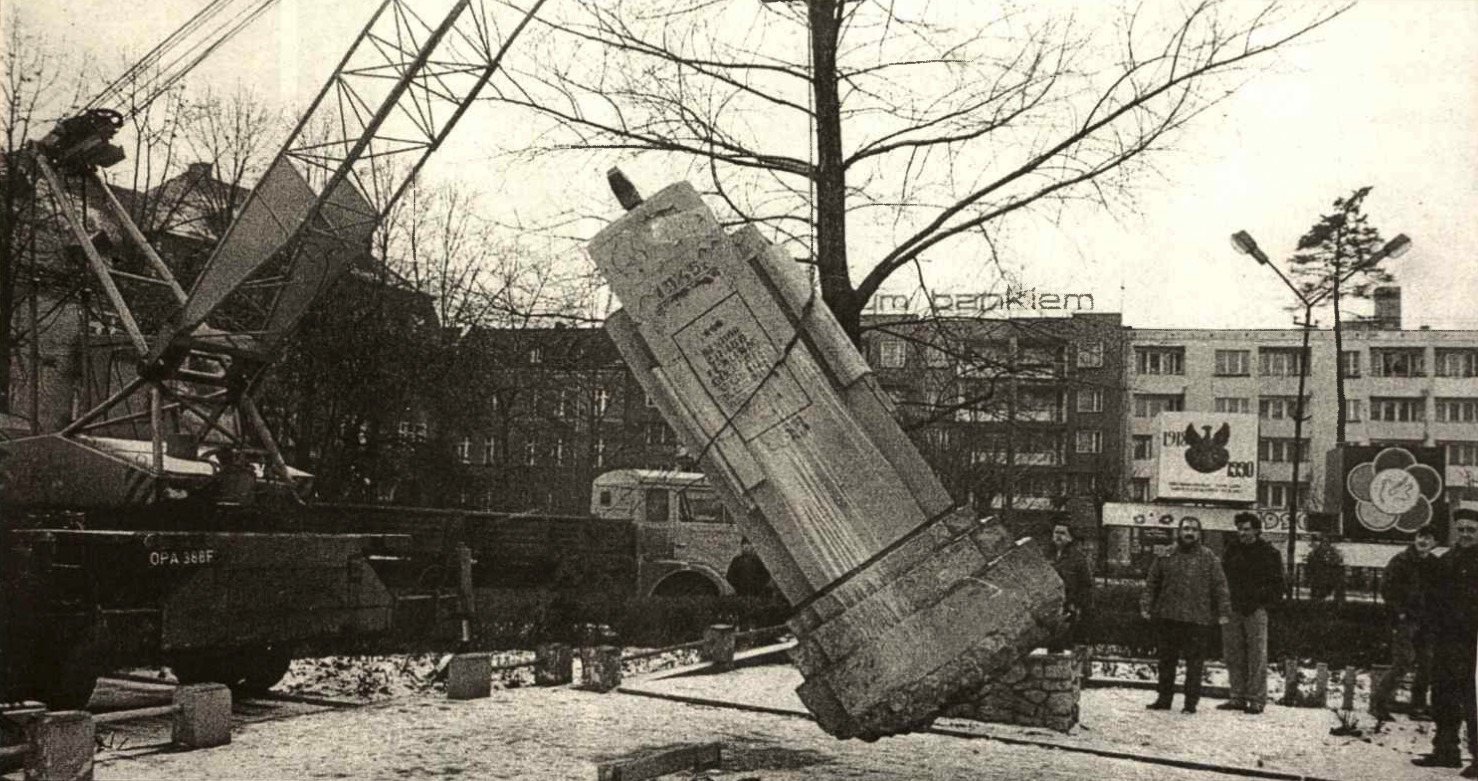
Retirada do Monumento de Gratidão ao Exército Vermelho

Após as primeiras eleições para o governo local na Polônia, depois de sua restauração em 1990, Jan Roszkowski tornou-se o prefeito da cidade. Em dezembro de 1990, o Monumento de Gratidão ao Exército Vermelho na Praça Wolności foi retirado e levado embora. Em seu lugar, foi construído o Monumento dos Soldados que lutam por uma Polônia livre.
Em maio de 1994, a guarnição militar em Prudnik foi desativada. Em junho de 1997, a estação municipal de tratamento de esgoto na rua Poniatowskiego foi colocada em operação.
Prudnik foi a primeira cidade na Polônia a ser inundada durante a enchente de julho de 1997. Na noite de 6 para 7 de julho, a água em Złoty Potok destruiu a passarela na ponte reformada na rua Kosciuszko. A água alagou as áreas mais baixas ao longo do curso do rio Prudnik, entre elas as ruas: Kochanowskiego, Morcinka, Chrobrego, Batory, Powstańców Śląskich, Kolejowa, Ogrodowa, Nyska. Numerosas fábricas foram inundadas. Cento e noventa e duas pessoas foram evacuadas da cidade e das aldeias vizinhas. Soldados da Ucrânia ajudaram a remover os efeitos da enchente em Prudnik. As perdas na comuna de Prudnik foram estimadas em 8,6 milhões de złotys (86 bilhões de złotys “velhos”). Cento e dois edifícios, 836 hectares de terras agrícolas, 119 casas unifamiliares, 3 instalações esportivas, 3 jardins de infância, 4 edifícios escolares, 17 edifícios de produção foram inundados e o número de vítimas foi estimado em 2 425 pessoas.
Como parte da reforma administrativa na Polônia em 1999, Prudnik tornou-se novamente a sede do condado de Prudnik. Em abril de 2003, o Centro de Estudos Eleitorais organizou um pré-referendo em Prudnik sobre a adesão da Polônia à União Europeia, tratado como um “ensaio geral” antes do referendo real em junho. 81% da população votante votou a favor da adesão à União. Os resultados do pré-referendo de Prudnik foram analisados pela mídia nacional.
Em 2007 e 2014, foram concluídos os processos de liquidação dos dois maiores locais de trabalho da cidade: Fábrica de Calçados “Primus” e Fábricas da Indústria do Algodão “Frotex”. Em 2009, a Torre Woka foi totalmente restaurada pela comuna de Prudnik e atualmente serve como um mirante. Em 20 de junho de 2015, Prudnik ingressou na International Association of Good Living Cities Cittaslow.

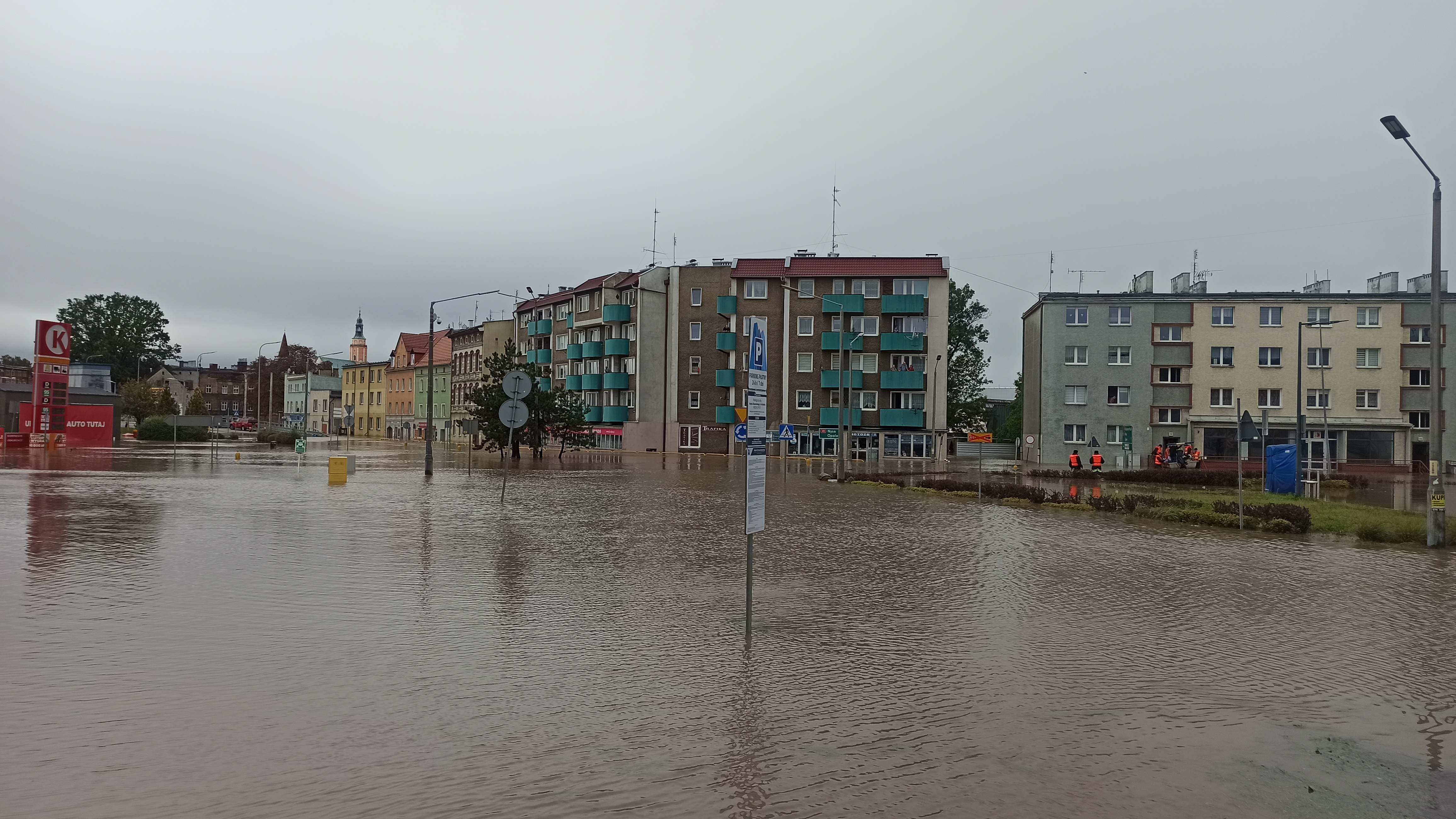
Área alagada da rotatória Żołnierzy Wyklętych durante as enchentes de 2024

Por resolução de 18 de dezembro de 2020 do Conselho Municipal de Prudnik, foi designada a aglomeração de Prudnik com uma população equivalente de 30667 e localizada nas comunas de Prudnik e Głuchołazy: Prudnik, Chocim, Dębowiec, Jarnołtówek, Łąka Prudnicka, Moszczanka, Niemysłowice, Pokrzywna, com uma estação de tratamento de esgoto em Prudnik.
Durante a enchente de setembro de 2024, os rios Prudnik e Złoty Potok, que passam por Prudnik, inundaram a cidade e os vilarejos vizinhos, causando vários danos. O nível da água foi mais alto do que durante a enchente do milênio. Entre outros, os habitantes das ruas Chrobrego, Kochanowskiego, Kołłątaja e Morcinka foram evacuados. A água inundou ruas em ambos os lados do rio Prudnik, o renovado Estádio Municipal, a pista de arco e flecha, o salão “Obuwnik”, jardins de loteamento, a área da rotatória Żołnierzy Wyklętych e a piscina de verão na rua Zwycięstwa. Um segmento da parede histórica da antiga “Frotex” foi destruído e três passarelas para pedestres. As instalações industriais ficaram debaixo d'água. A cidade foi privada de eletricidade e água. Unidades da brigada de incêndio de toda a Polônia, soldados do Exército de Defesa Territorial e da 18.ª Divisão Mecanizada foram trazidos para Prudnik. A autoridade local avaliou os danos causados pelas enchentes em mais de 100 milhões de zlótis.

## Demografia
A cidade tem uma população mista. É habitada por autóctones: a minoria alemã e os silesianos, bem como a população imigrante, que chegou à Silésia vinda das fronteiras orientais após 1945, como resultado de reassentamentos forçados da população polonesa e da Polônia central (a área das voivodias de Cracóvia e Nowy Sącz).
Conforme o censo de 2021, entre os habitantes da cidade e da comuna de Prudnik, a nacionalidade alemã foi declarada por 202 pessoas, a nacionalidade silesiana por 110 pessoas, a nacionalidade cigana por 85 pessoas, a nacionalidade inglesa por 47 pessoas, a nacionalidade irlandesa por 37 pessoas, a nacionalidade neerlandesa por 32 pessoas, a nacionalidade ucraniana por 30 pessoas, a nacionalidade norueguesa por 15 pessoas, a nacionalidade italiana por 13 pessoas, a nacionalidade americana por 12 pessoas e a nacionalidade sueca por 11 pessoas. Ao nível de condado, o censo também incluiu bielorrussos, russos, tchecos, armênios, judeus, australianos, austríacos, moldavos, eslovacos, franceses, canadenses, suíços, tártaros, caraítas, lituanos, lemkos, belgas, japoneses, gregos, espanhóis, cazaques e escoceses. Após a invasão russa da Ucrânia em 2022, o número de ucranianos em Prudnik aumentou para mais 150.
Prudnik está subordinada à Agência de Estatística em Opole, filial em Prudnik.
Conforme os dados do Escritório Central de Estatística da Polônia (GUS) de 31 de dezembro de 2024, Prudnik é uma cidade pequena com uma população de 18 817 habitantes (6.º lugar na voivodia de Opole e 219.º na Polônia), tem uma área de 20,5 km² (11.º lugar na voivodia de Opole e 297.º lugar na Polônia) e uma densidade populacional de 917 hab./km² (7.º lugar na voivodia de Opole e 342.º lugar na Polônia). Nos anos 2002-2024, o número de habitantes diminuiu 20,4%.
Os habitantes de Prudnik constituem cerca de 36,77% da população do condado de Prudnik, constituindo 2,02% da população da voivodia de Opole.
| Descrição                         | Total      | Total    | Mulheres   | Mulheres | Homens     | Homens   |
| --------------------------------- | ---------- | -------- | ---------- | -------- | ---------- | -------- |
| unidade                           | habitantes | %        | habitantes | %        | habitantes | %        |
| população                         | 18 817     | 100      | 9 925      | 52,7     | 8 892      | 47,3     |
| superfície                        | 20,5 km²   | 20,5 km² | 20,5 km²   | 20,5 km² | 20,5 km²   | 20,5 km² |
| densidade populacional (hab./km²) | 917        | 917      | 483,3      | 483,3    | 433,7      | 433,7    |

| Ano  | População |
| ---- | --------- |
| 1534 | 114       |
| 1667 | 2558      |
| 1675 | 2527      |
| 1754 | 2905      |
| 1764 | 2722      |
| 1774 | 3048      |
| 1781 | 3248      |
| 1782 | 3696      |
| 1800 | 3469      |
| 1820 | 4046      |
| 1824 | 4749      |
| 1838 | 5363      |
| 1861 | 8700      |
| 1868 | 9735      |
| 1885 | 16093     |

| Ano  | População |
| ---- | --------- |
| 1890 | 17577     |
| 1910 | 18856     |
| 1925 | 17052     |
| 1939 | 17339     |
| 1946 | 10886     |
| 1956 | 14900     |
| 1962 | 18200     |
| 1980 | 22402     |
| 1990 | 26400     |
| 1995 | 24350     |
| 1998 | 24300     |
| 2000 | 23800     |
| 2002 | 23630     |
| 2003 | 23528     |
| 2004 | 23376     |

| Ano  | População |
| ---- | --------- |
| 2005 | 23234     |
| 2006 | 23078     |
| 2007 | 22927     |
| 2008 | 22787     |
| 2009 | 22663     |
| 2010 | 22514     |
| 2011 | 22164     |
| 2012 | 21979     |
| 2013 | 21778     |
| 2014 | 21676     |
| 2015 | 21472     |
| 2016 | 21368     |
| 2017 | 21237     |
| 2018 | 21170     |

## Turismo

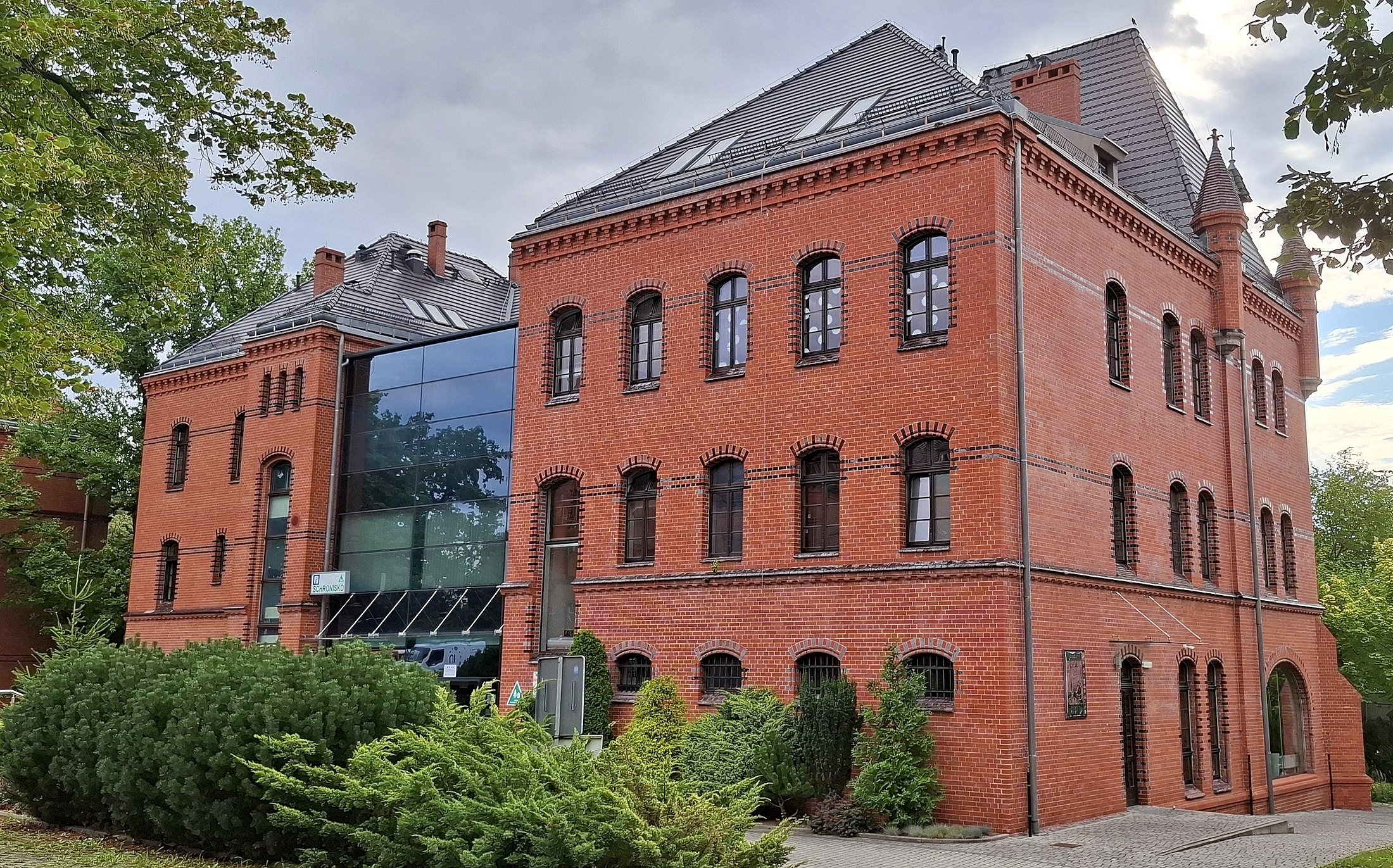
Albergue da Juventude Escolar “Dąbrówka”

### Trilhas turísticas

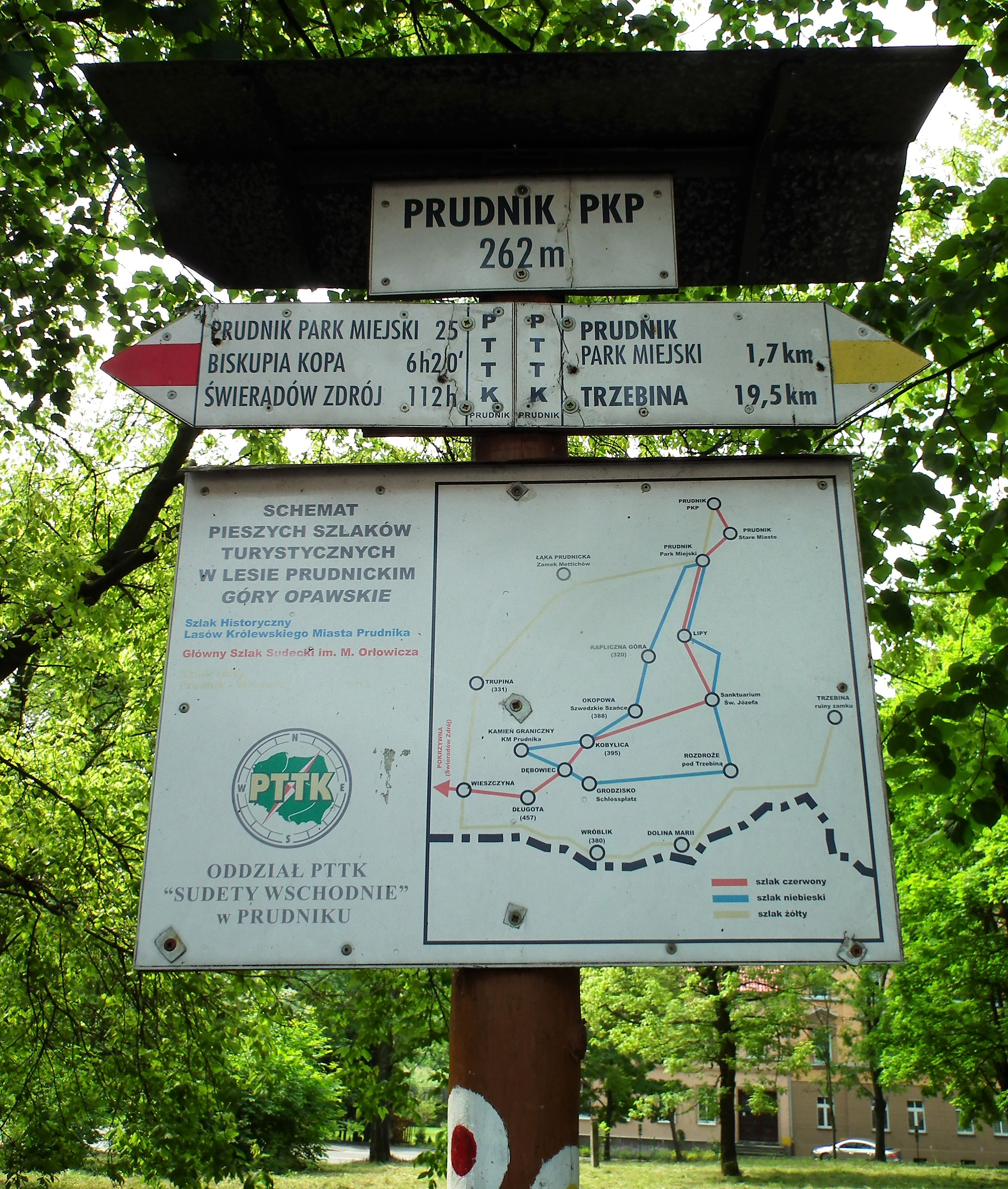
Diagrama de trilhas de caminhada na floresta de Prudnik

### Hospedagem

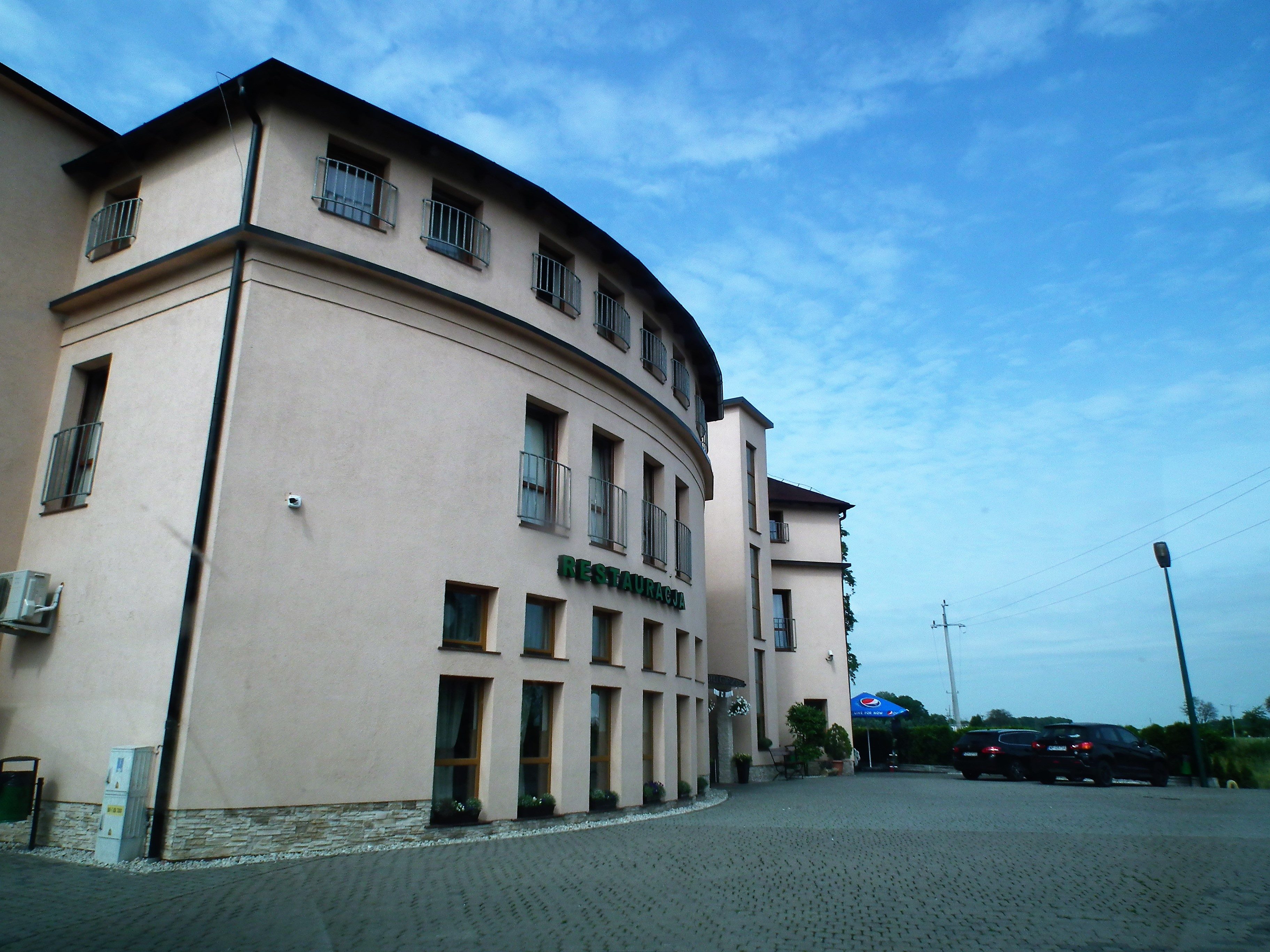
Hotel “Oaza”

### Mirantes

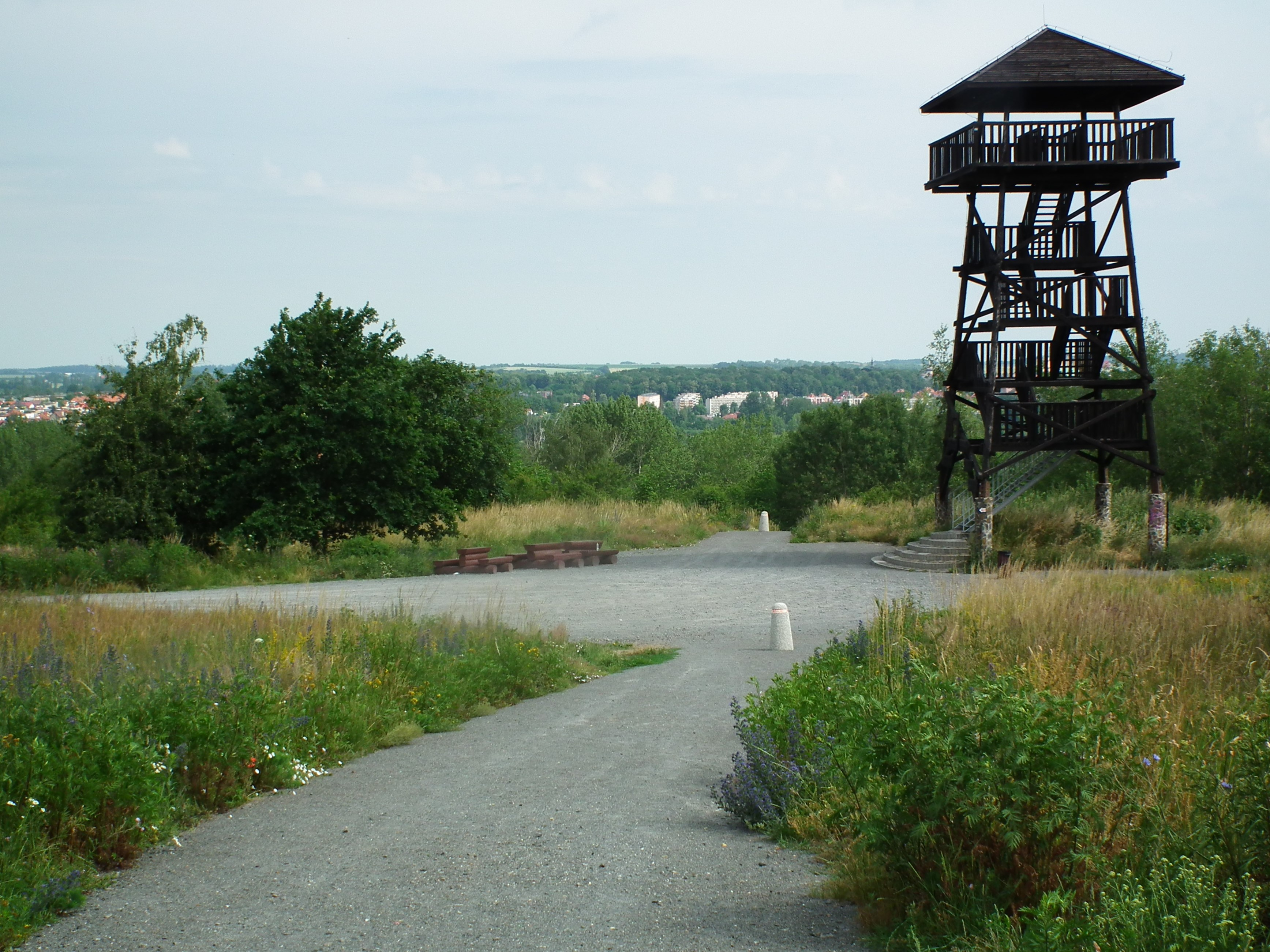
Torre de vigia em Kozia Góra

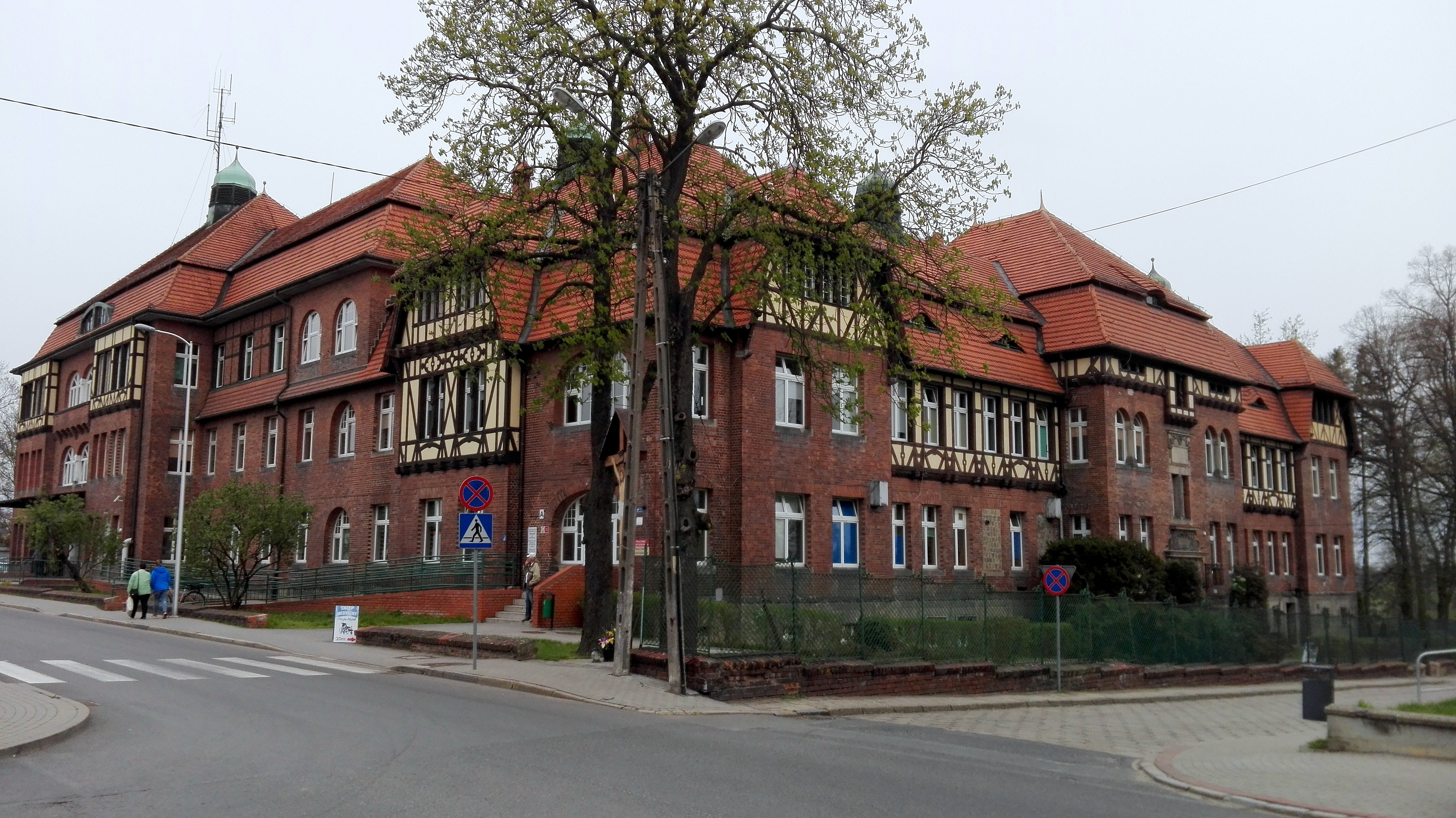
Hospital em Prudnik

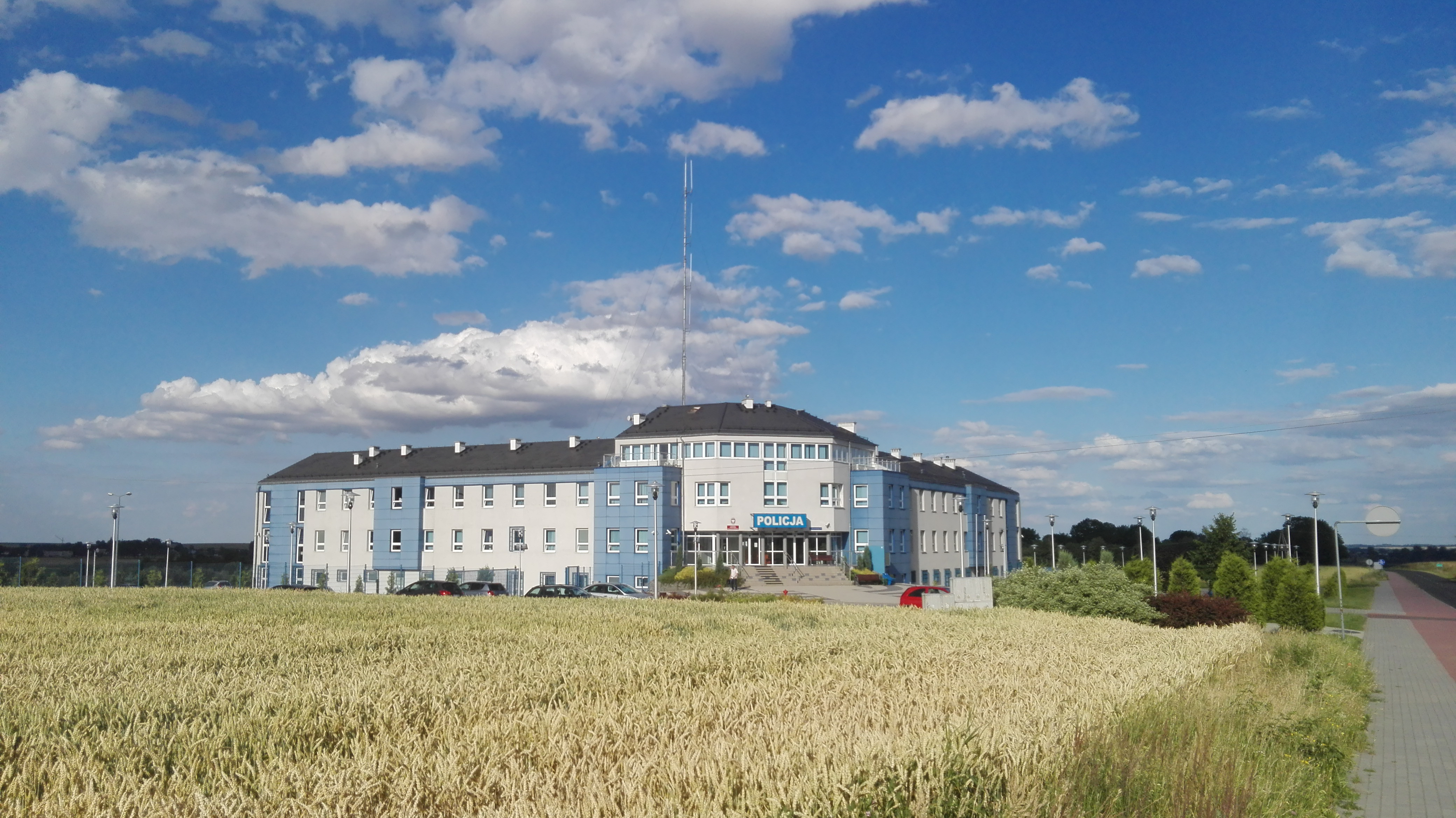
Sede da Polícia em Prudnik

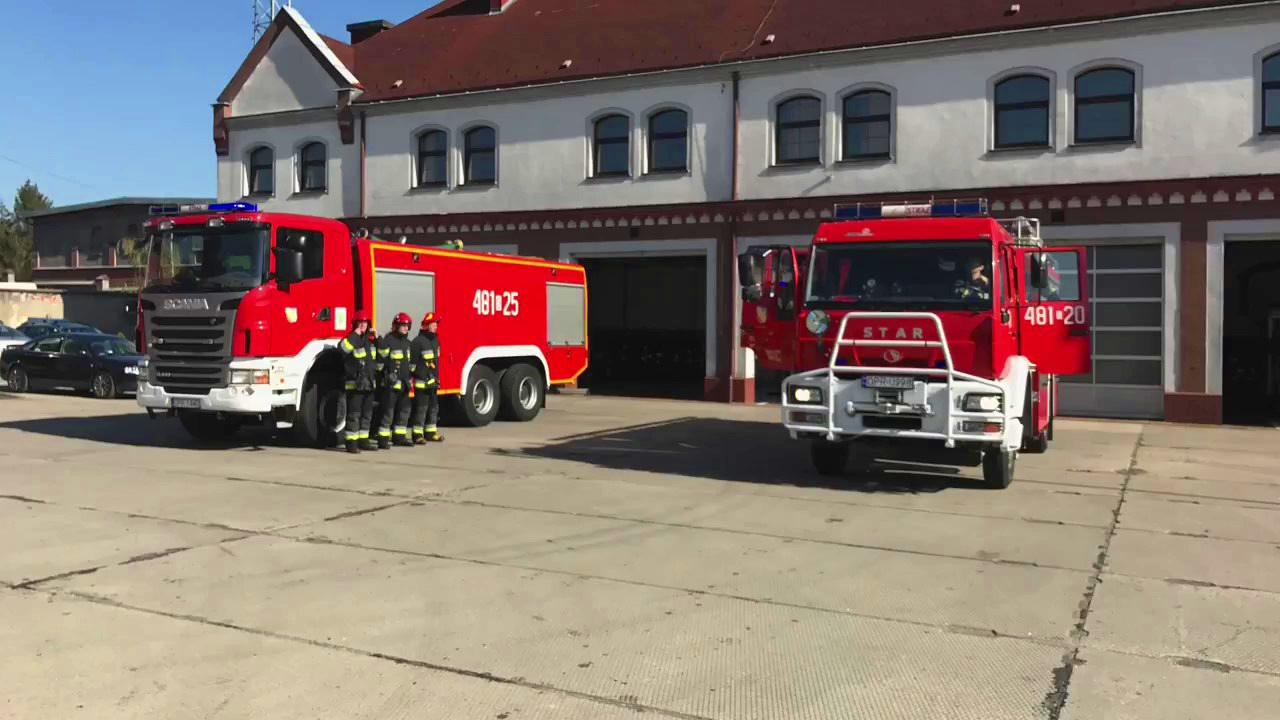
Unidade de incêndio e salvamento

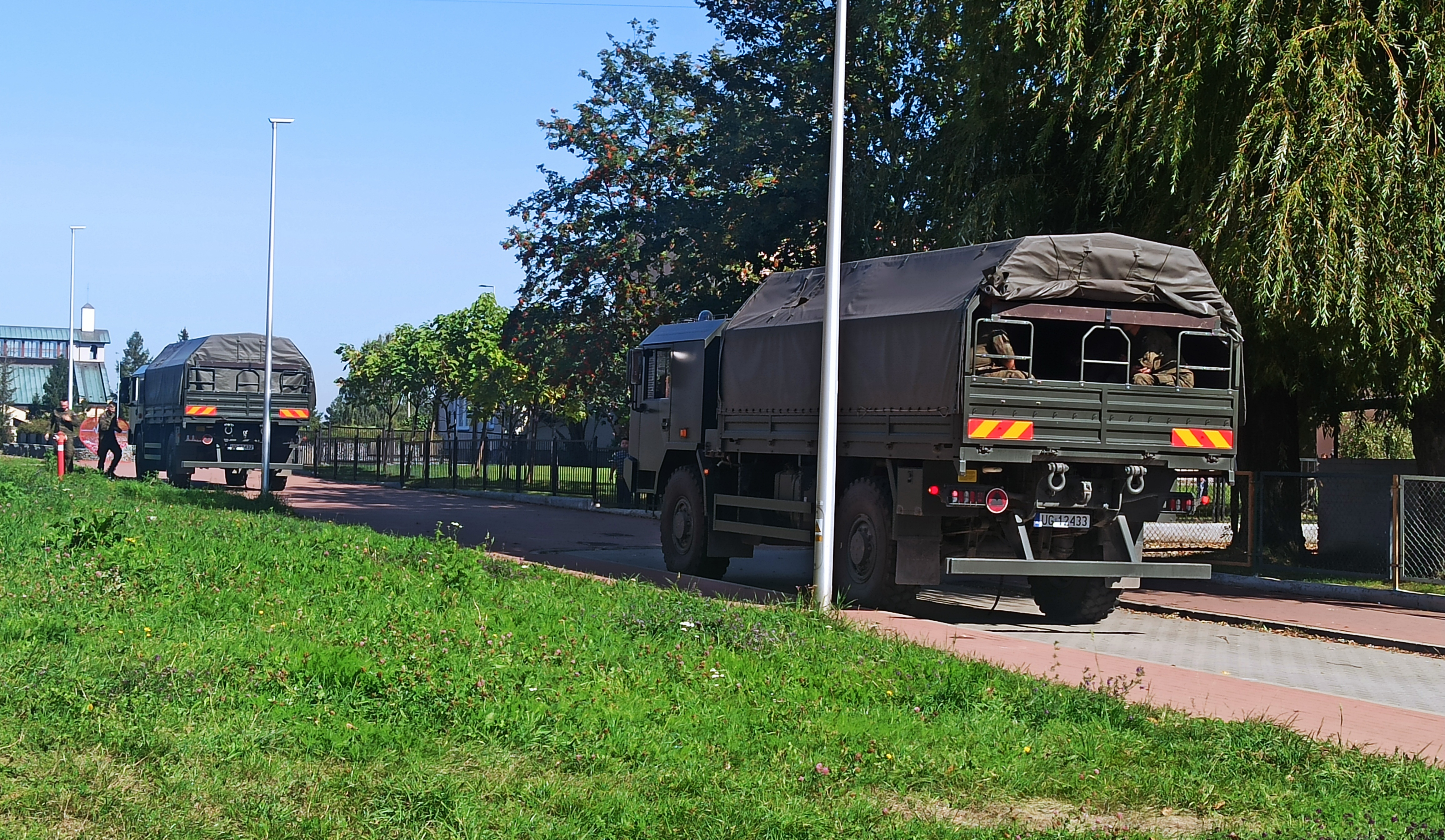
18.ª Divisão Mecanizada

## Monumentos históricos

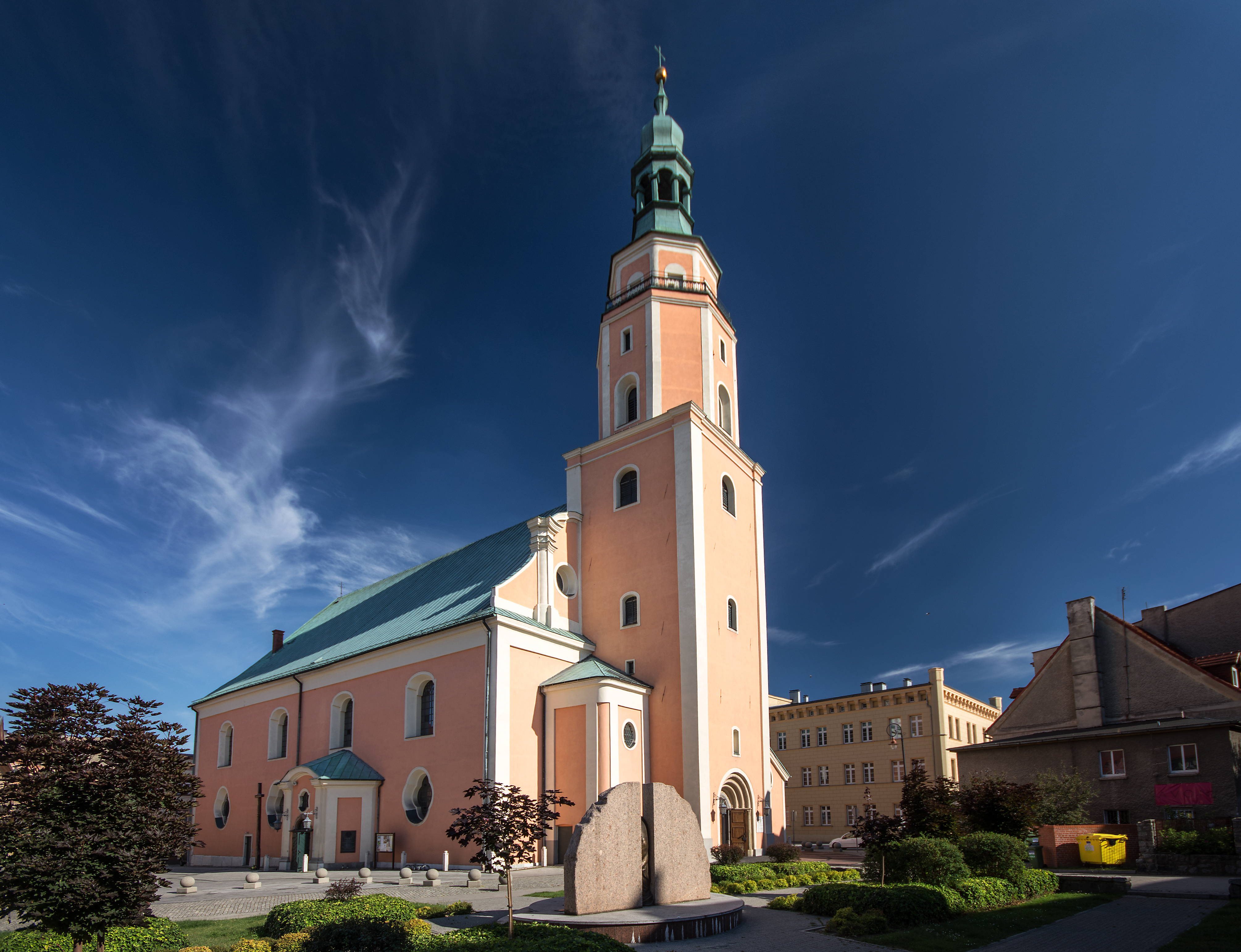
Igreja paroquial de São Miguel Arcanjo

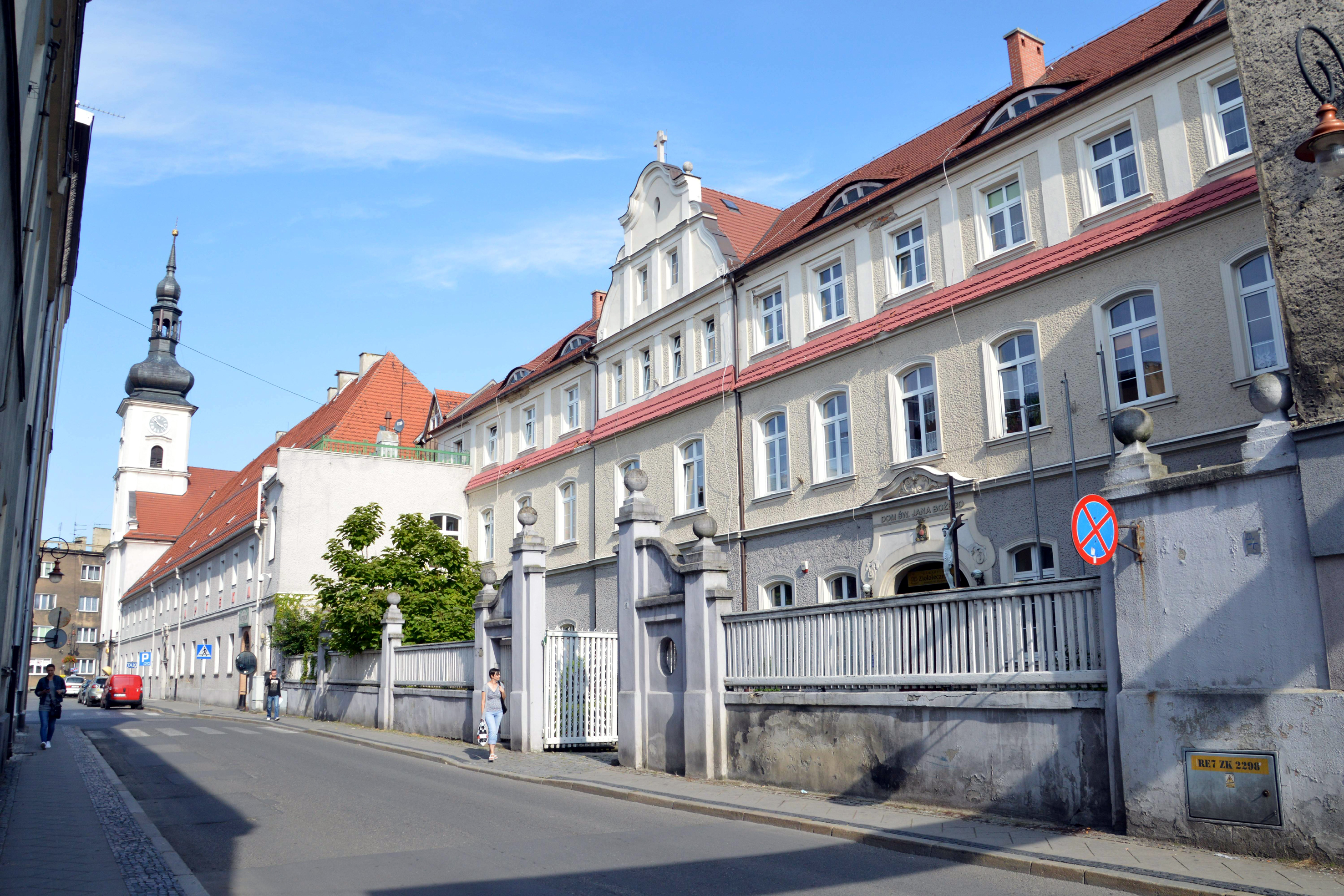
Complexo do convento da Ordem de São João de Deus

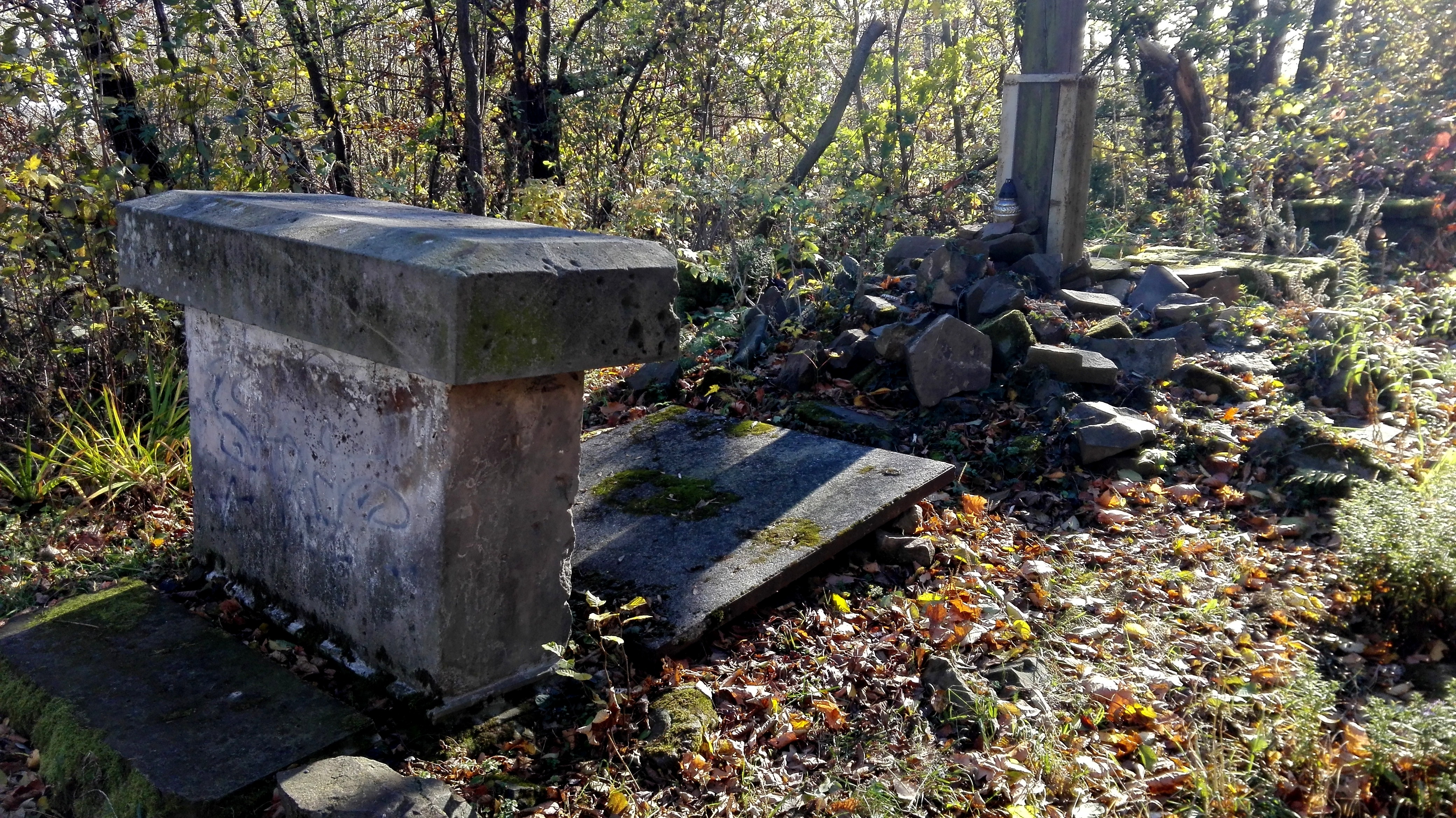
Ruínas do mosteiro dos capuchinhos na colina Kapliczna

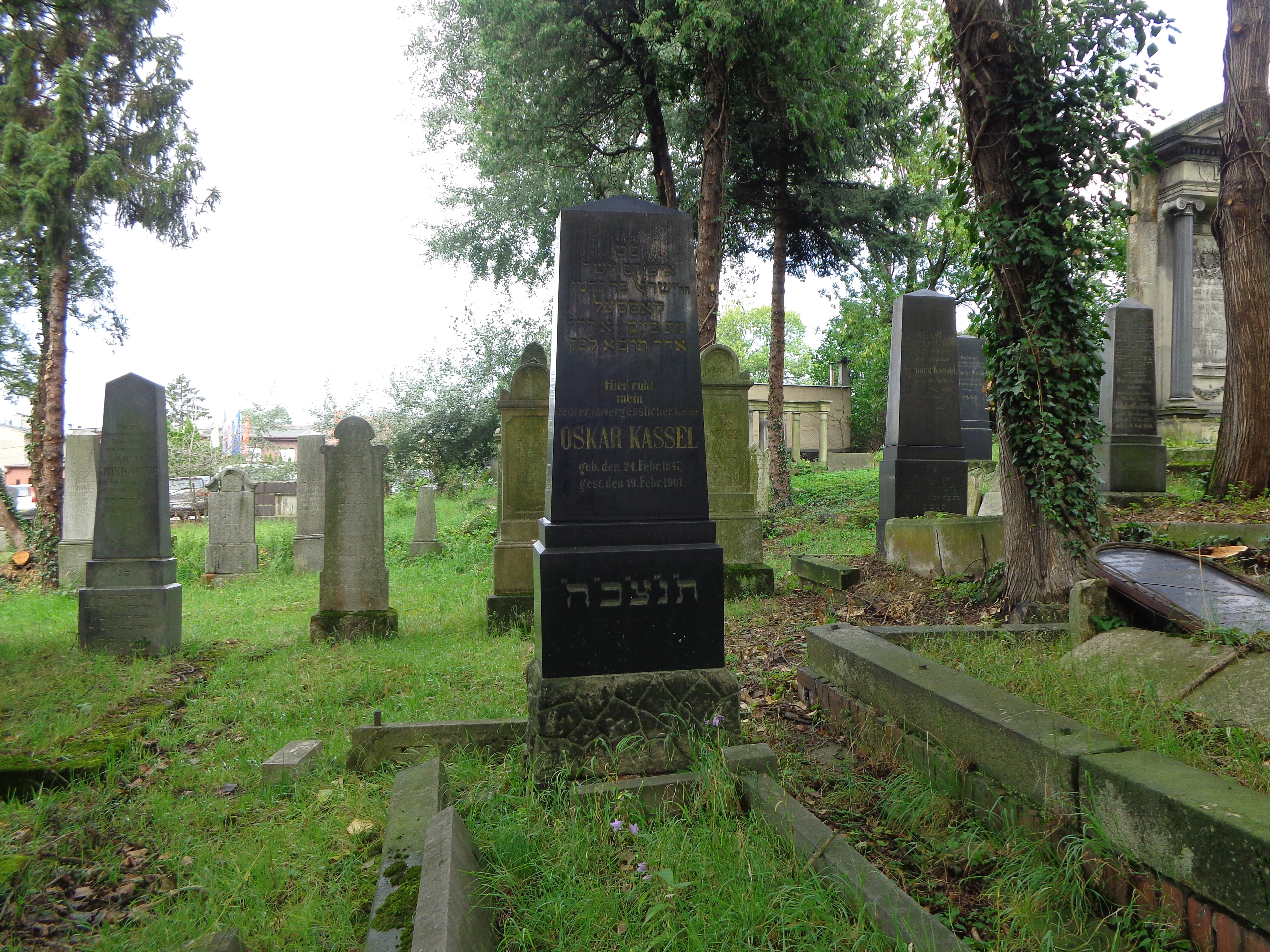
Cemitério judeu

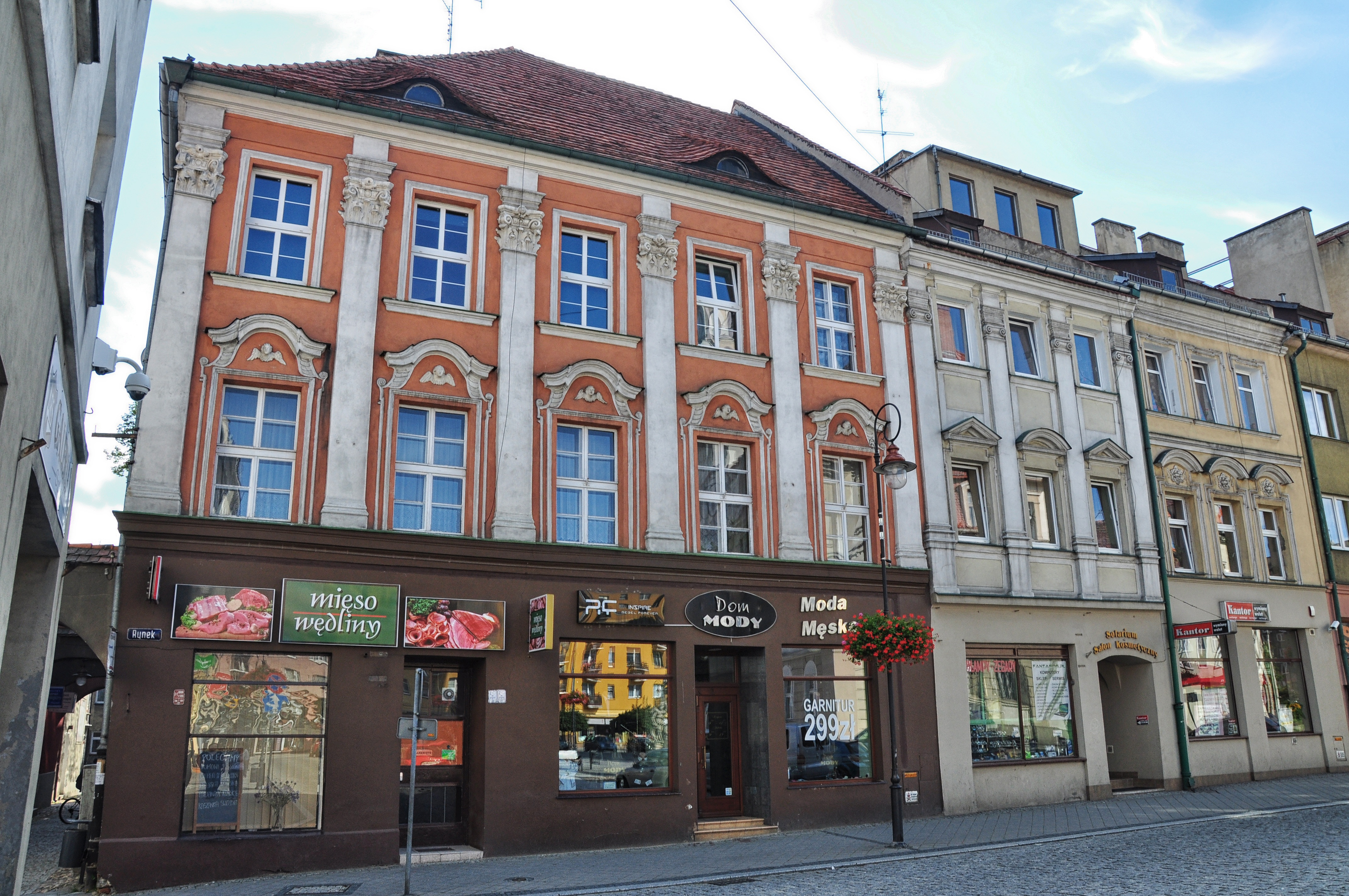
Casas, praça do mercado 2 e 3

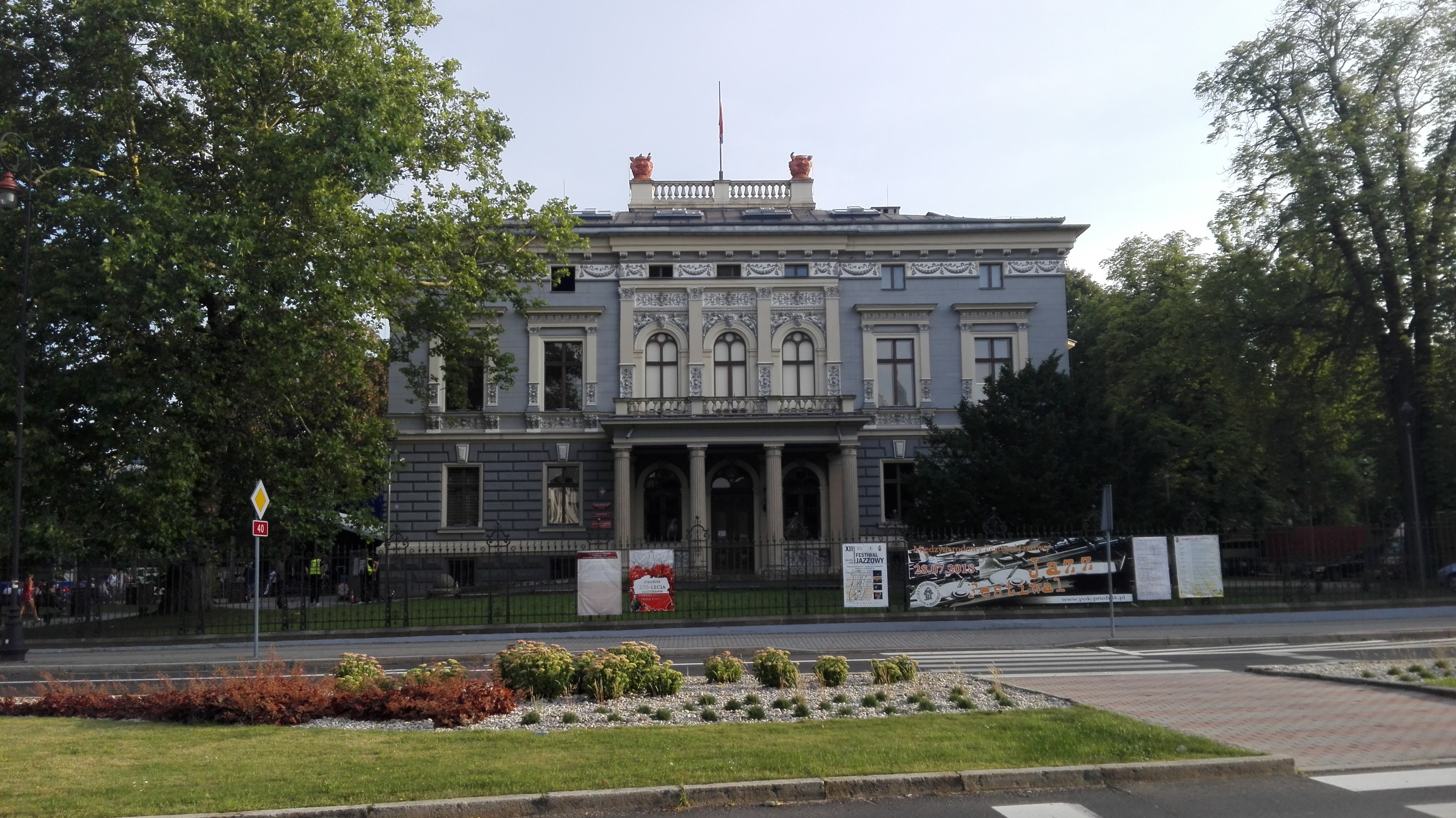
Mansão, hoje um centro comunitário

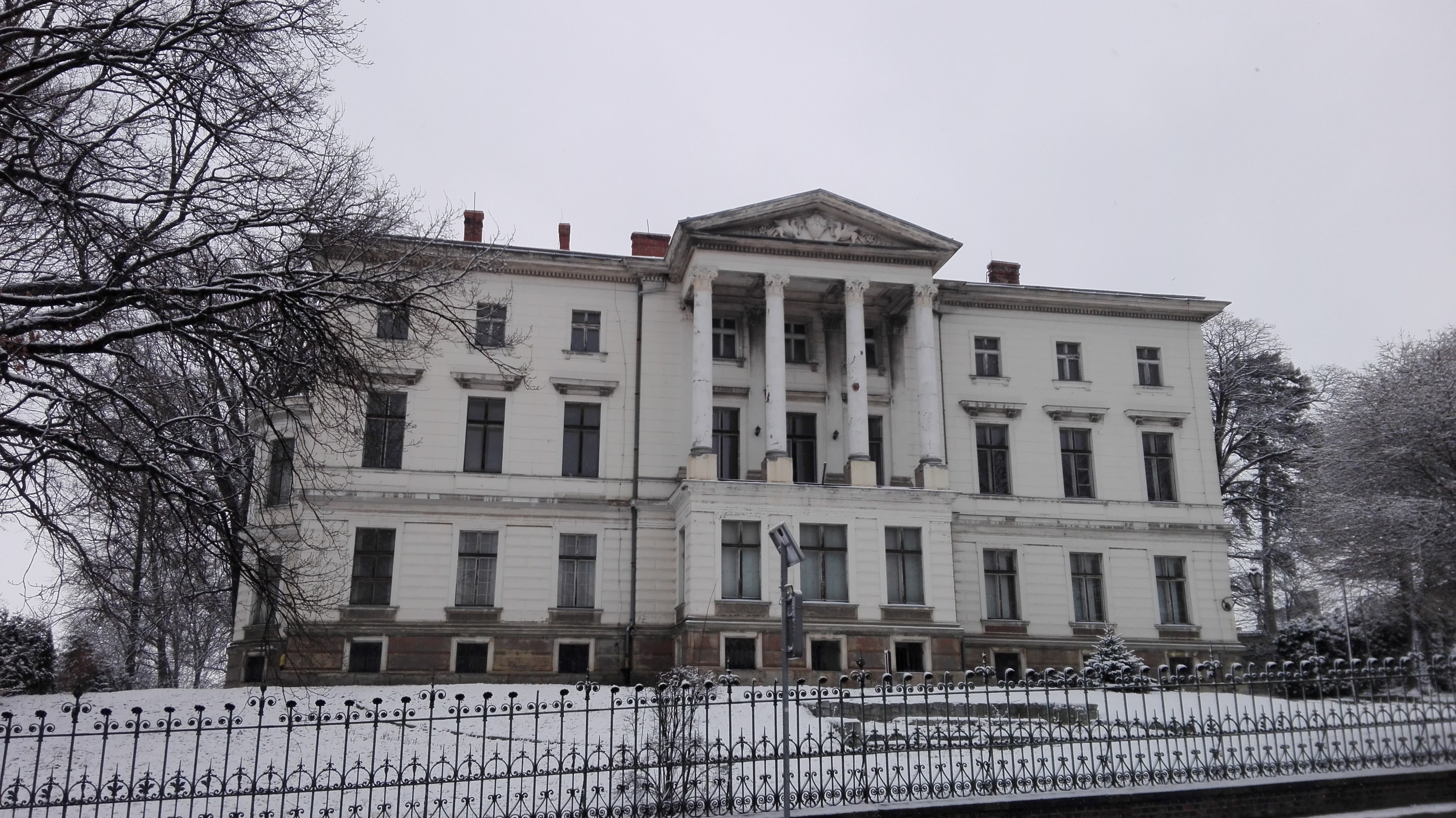
Mansão na rua Nyska 2

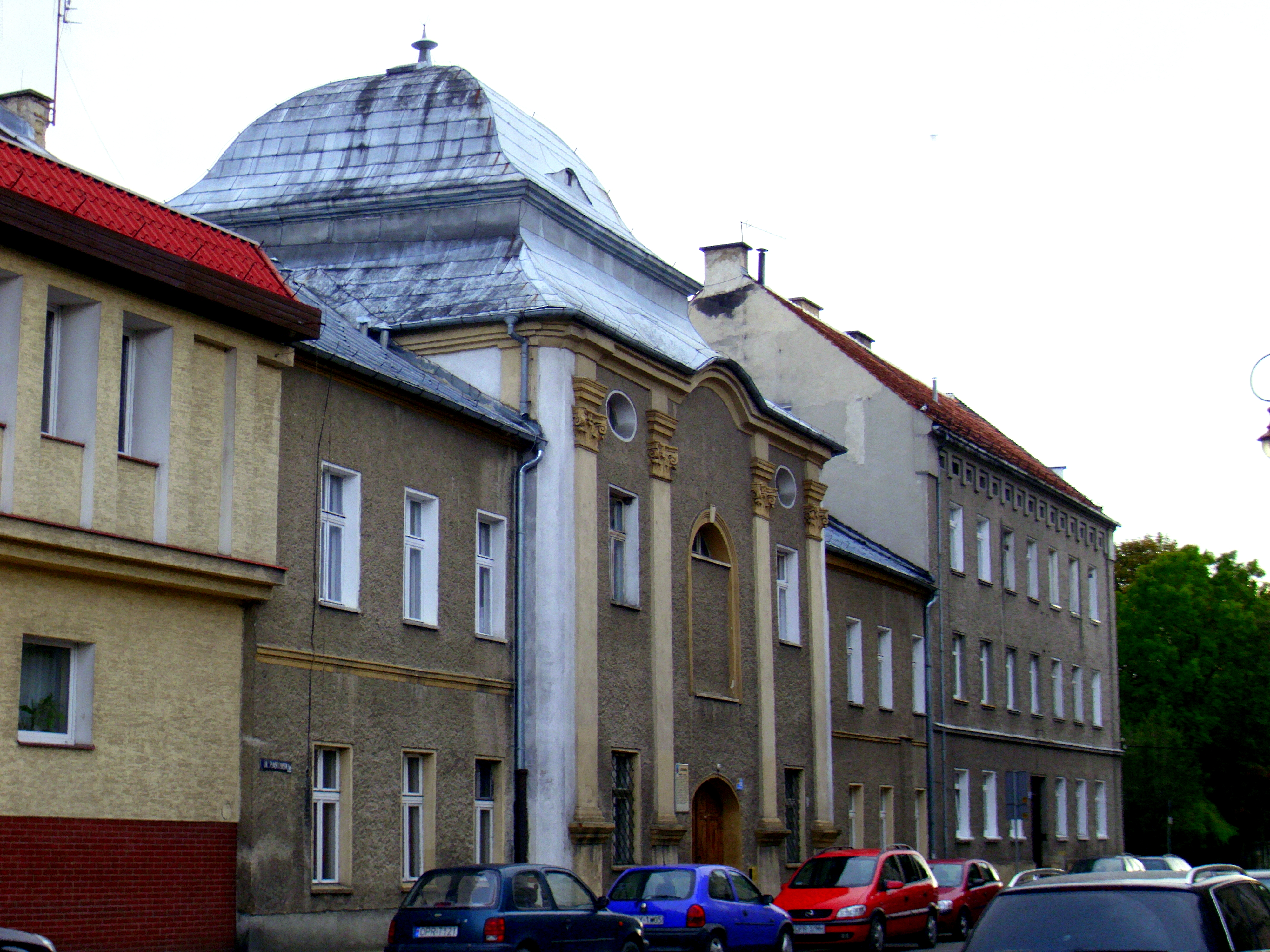
Antiga pousada

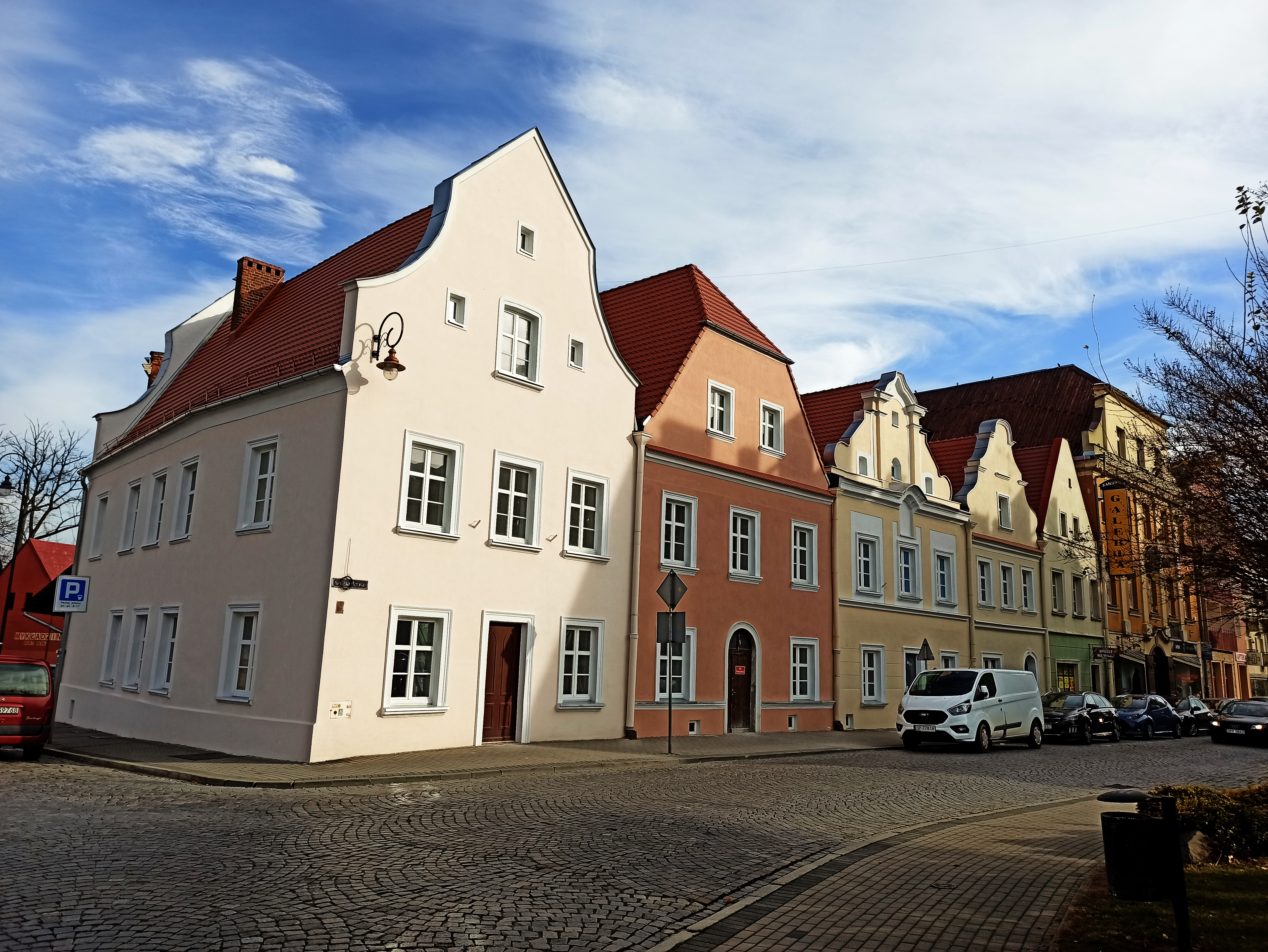
Edifícios residenciais na rua Zamkowa

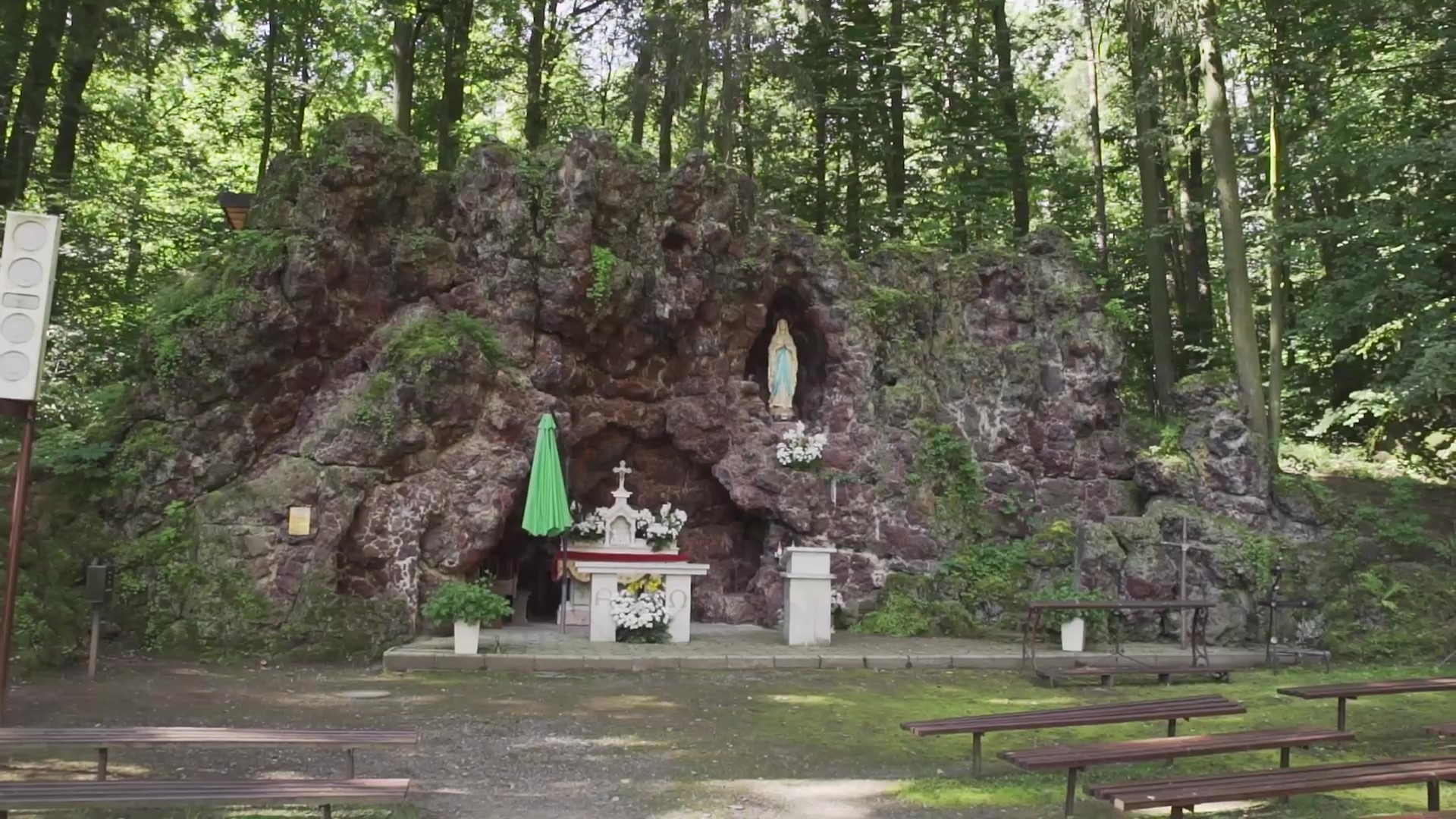
Gruta

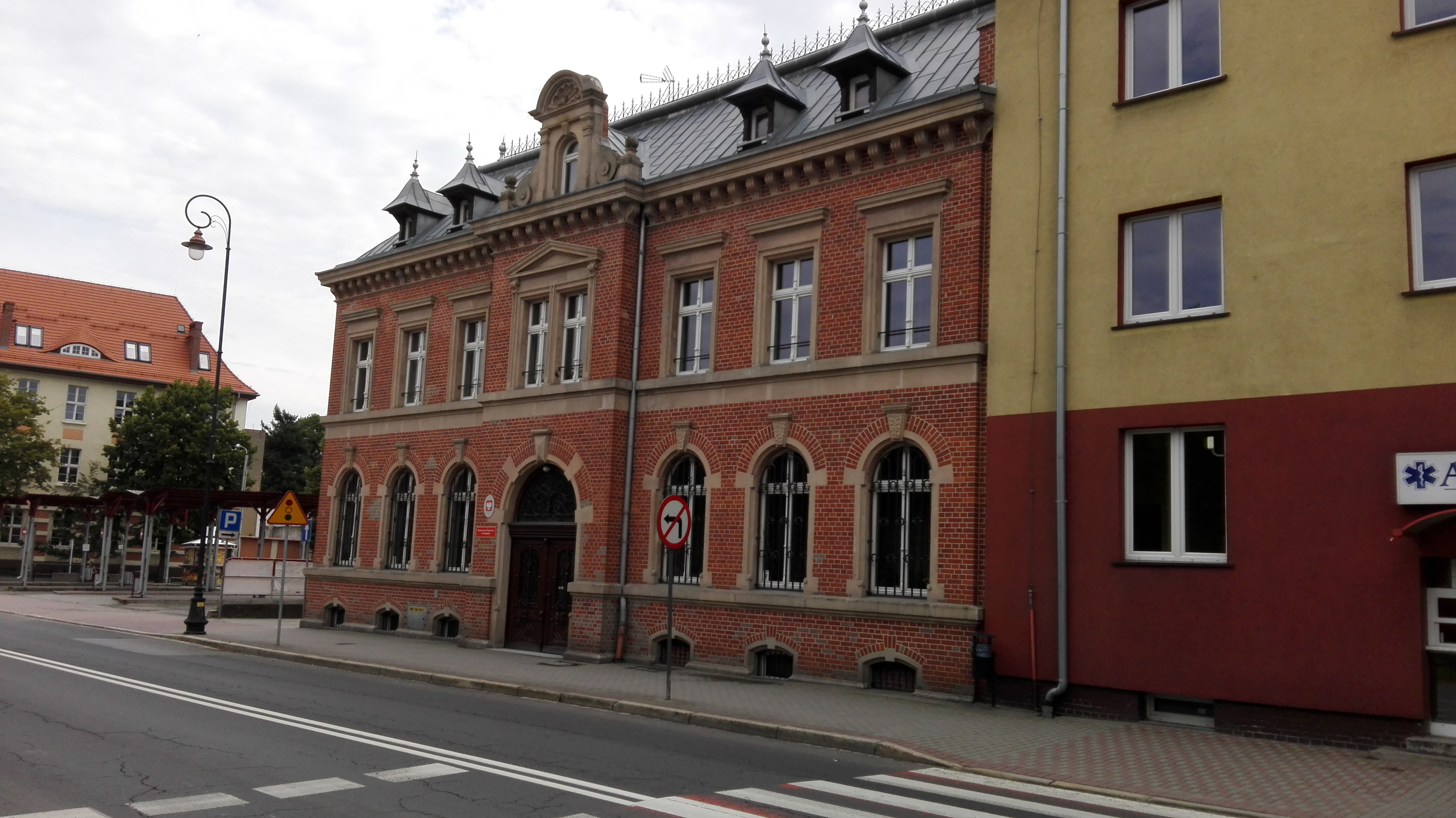
Prédio da Promotoria

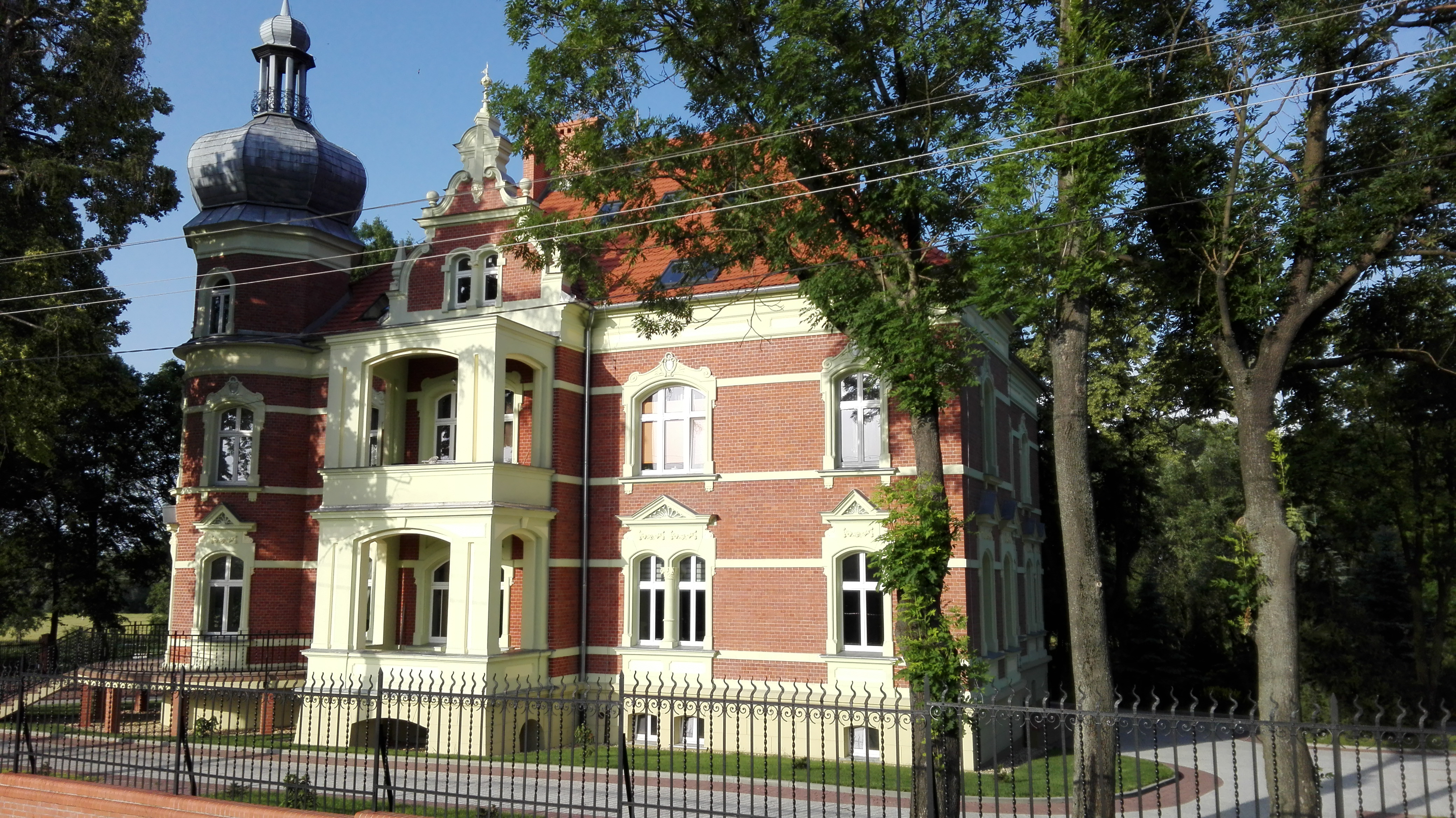
Palácio em Lipy

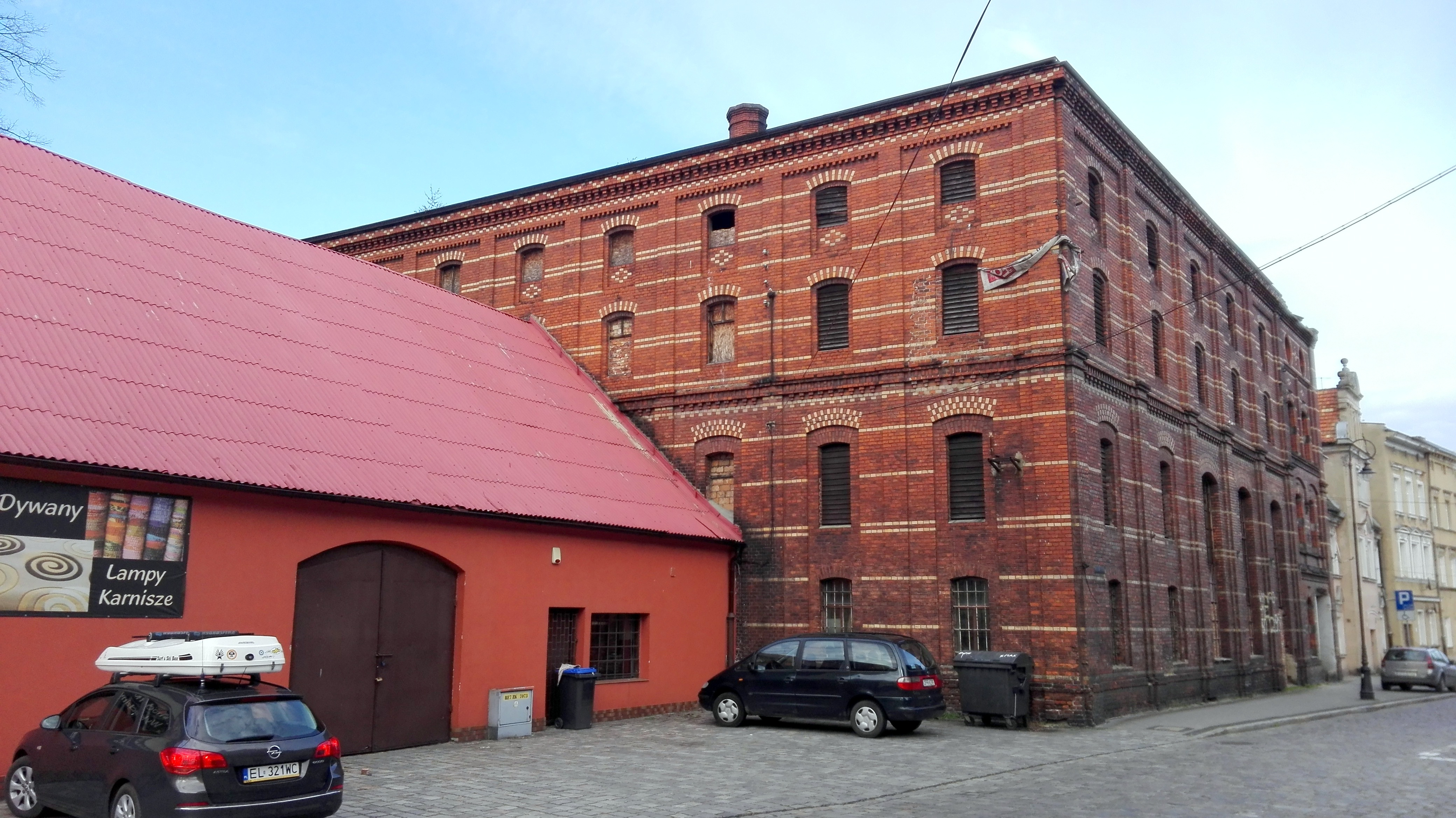
Cervejaria

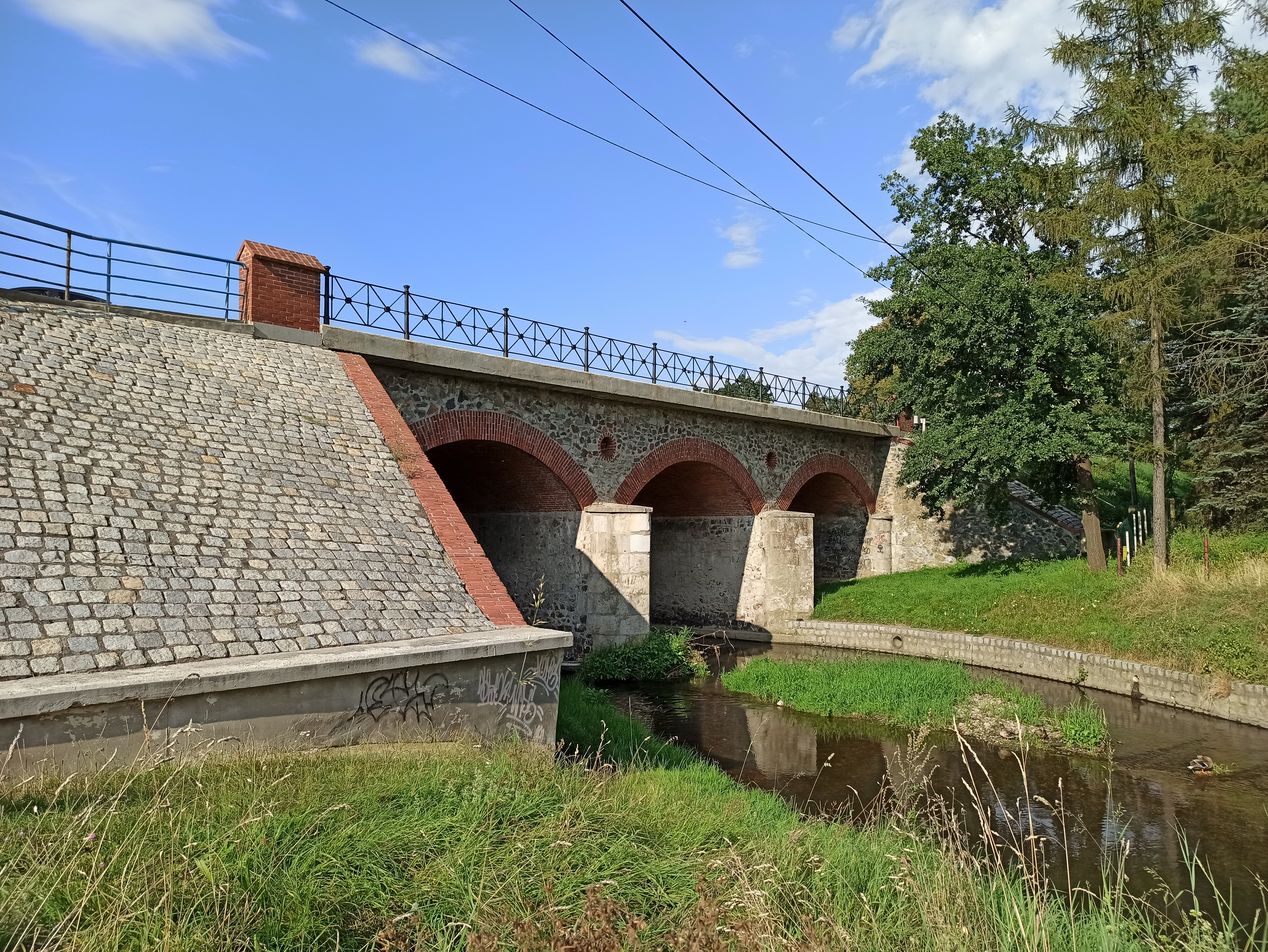
Ponte sobre o rio Złoty Potok

Prudnik não possui cadastro municipal de monumentos (em 2024), mas, os seguintes estão inscritos no cadastro provincial de monumentos:
- Cidade Velha (nos limites da fundação medieval)
- Igreja paroquial São Miguel Arcanjo, 1612, 1730–1738
- Complexo do mosteiro da Ordem de São João de Deus, rua Piastowska, 6:
  - Igreja filial de São Pedro e São Paulo, 1783–1787
  - Mosteiro, segunda metade do século XVIII
  - Ala do hospital (leste), 1896, 1914–1916
  - Muro ao lado da ala, de tijolo/madeira, 1914–1916
- Ruínas do mosteiro dos capuchinhos na colina Kapliczna, século XVIII
- Capela à beira da estrada, rua Konopnickiej, 1865
- Capela, rua Poniatowskiego, 17 (antiga rua Wiejska), século XVIII
- Casa do vigário, século XVIII/XIX
- Cemitério municipal, rua Kościuszki, 1870
  - Vala comum de vítimas da Segunda Guerra Mundial
- Cemitério judeu, rua Kolejowa, por volta do século XIX
  - Sinagoga, atualmente uma igreja pentecostal
  - Vala comum de vítimas da Segunda Guerra Mundial
- Parque municipal, por volta do século XIX
- Torre do castelo chamada Torre Woka, séculos XIII/XIV, XV
- Restos da muralha da fortificação:
  - Duas torres, séculos XV e XVI
  - Antigo arsenal, construído entre as torres, rua Bolesława Chrobrego, 5 (Museu da Terra de Prudnik), segunda metade do século XVI
  - Portão inferior
- Prefeitura, século XVIII, 1840
- “Casa Católica”, praça Farny 1, primeira metade do século XIX
- Casa, rua Batory 7, primeira metade do século XIX
- Casa, rua Batory 11
- Casa, rua Bolesława Chrobrego 34, primeira metade do século XIX
- Casa, rua Bolesława Chrobrego 51, dos séculos XVIII/XIX, (não mais existente)
- Casa, rua Damrota 21, do final do século XVIII, (não mais existente)
- Casa, rua Damrota 23, do final do século XVIII, (não mais existente)
- Casa, rua Górna 1, do século XVIII
- Casa, rua Jagiellońska 3 (anteriormente 21), do século XIX
- Sobrado, rua Kołłątaja, 2, meados do século XIX
- Mansão, hoje um centro comunitário, rua Kościuszko, do final do século XIX
- Prédio do centro de detenção, rua Kościuszki, 7, 1856–1890
- Escola com o terreno nos limites da Cidade Velha, rua Kościuszki, 55, pós-1920
- Casa, rua Krótka 1 (anteriormente 3), século XVIII/XIX
- Casa, rua Krótka, 3 (anteriormente 2), século XVIII/XIX (não mais existente)
- Casa da guilda dos artesãos, rua Łukowa, 1 (anteriormente rua Krótka, 1)
- Casa com um anexo, rua Młyńska 1/3, segunda metade do século XIX, século XX
- Mansão, rua Nyska 2, de meados do século XIX
- Casa, rua Parkowa, 2, início do século XX
- Banheiro municipal, rua Parkowa, 4 (anteriormente 6), início do século XX
- Casa, rua Piastowska, 9, século XIX
- Casa, rua Piastowska, 22, início do século XIX
- Prédio da escola secundária de medicina, rua Piastowska, 26, 1873
  - Grade de metal
- Antiga pousada, rua Piastowska 65, de meados do século XVIII
- Casa, rua Ratuszowa 7, do século XIX
- Casa, Rynek 2, (anteriormente 40), 1769
- Casa, Rynek 3 (anteriormente 41)
- Casa, Rynek 22 (anteriormente 32)
- Casa, Rynek 25 (anteriormente 2)
- Casa, Rynek 26 (anteriormente 11)
- Casa, rua Sobieskiego, 2, século XVII
- Casa, rua Sobieskiego, 4, segunda metade do século XVII
- Casa, rua Sobieskiego, 5 (anteriormente 3), primeira metade do século XIX
- Casa, rua Sobieskiego, 6, século XVIII
- Casa, rua Sobieskiego, 7 (anteriormente 7)
- Casa, rua Sobieskiego, 8, século XIX
- Casa, rua Sobieskiego, 9 (anteriormente 7), primeira metade do século XIX
- Casa, rua Sobieskiego, 13 (anteriormente 11)
- Casa, rua Sobieskiego, 30, século XVIII
- Casa, rua Zamkowa 1-2 (anteriormente 2), século XVII
- Casa, rua Zamkowa, 3-7 (anteriormente 3), século XVIII
- Casa, rua Zamkowa 3-7 (anteriormente 4), século XVIII
- Casa, rua Zamkowa, 3-7 (anteriormente 5), século XVIII
- Casa, rua Zamkowa, 3-7 (anteriormente 6)
- Casa, rua Zamkowa, 3-7 (anteriormente 7)
- Moinho de água, rua Sienkiewicza, 5, 1788
- Cinco estações da cruz em Prudnik-Lesie, 1743

Há 928 edifícios listados no registro municipal de monumentos. Entre eles estão:
- Mosteiro franciscano em Prudnik-Les, rua Poniatowskiego, 5
  - Igreja filial de São José
  - Gruta
- Capelas nas ruas: Kolejowa, Jesionkowa, Kościuszki, Nyska, Traugutta, Wiejska
- Prefeitura, rua Kościuszki, 3
- Antiga sede da polícia distrital, rua Traugutta, 31
- Prédio do tribunal, rua Kościuszki, 5
- Prédio da promotoria, rua Kościuszki, 11
- Hospital, rua Piastowska, 64
- Escola primária, rua Armii Krajowej, 1
- Escola secundária I, rua Gimnazjalna, 2
  - Biblioteca, rua Gimnazjalna, 1
- Complexo de escolas agrícolas, rua Kościuszki, 76
- Escola, rua Prężyńska, 3-5-7
- Incubadora de empresas, praça Zamkowy, 2
- Complexo da estação ferroviária, rua Dworcowa, 2
- Palácio em Lipy, rua Poniatowskiego, 3
- Inspetoria florestal, rua Dąbrowskiego, 34
- Gerenciamento de haras de cavalos, rua Jesionkowa, 2
- Cervejaria, rua Królowej Jadwigi, 1
- Complexo de quartéis, rua Dąbrowskiego
- Complexo da antiga fábrica têxtil “Frotex”, rua Nyska
- Usina de água e esgoto, rua Poniatowskiego, 1
- Complexo de fábrica de tijolos, rua Soboty, 2
- Ponte sobre o rio Prudnik, rua Batorego
- Ponte sobre o rio Złoty Potok, rua Kościuszki
- Viaduto, rua Nyska

Outros edifícios históricos:
- Coluna Mariana - barroca, no canto noroeste da Praça do Mercado, erguida em 1694.[180]
- Fonte dos Habsburgos - barroca, no canto nordeste da Praça do Mercado, erguida em 1696. É a fonte mais antiga de Opole Silésia.[181]
- Estátua de São João Nepomuceno - barroca, no canto sudeste da Praça do Mercado, erguida em 1733.[180]

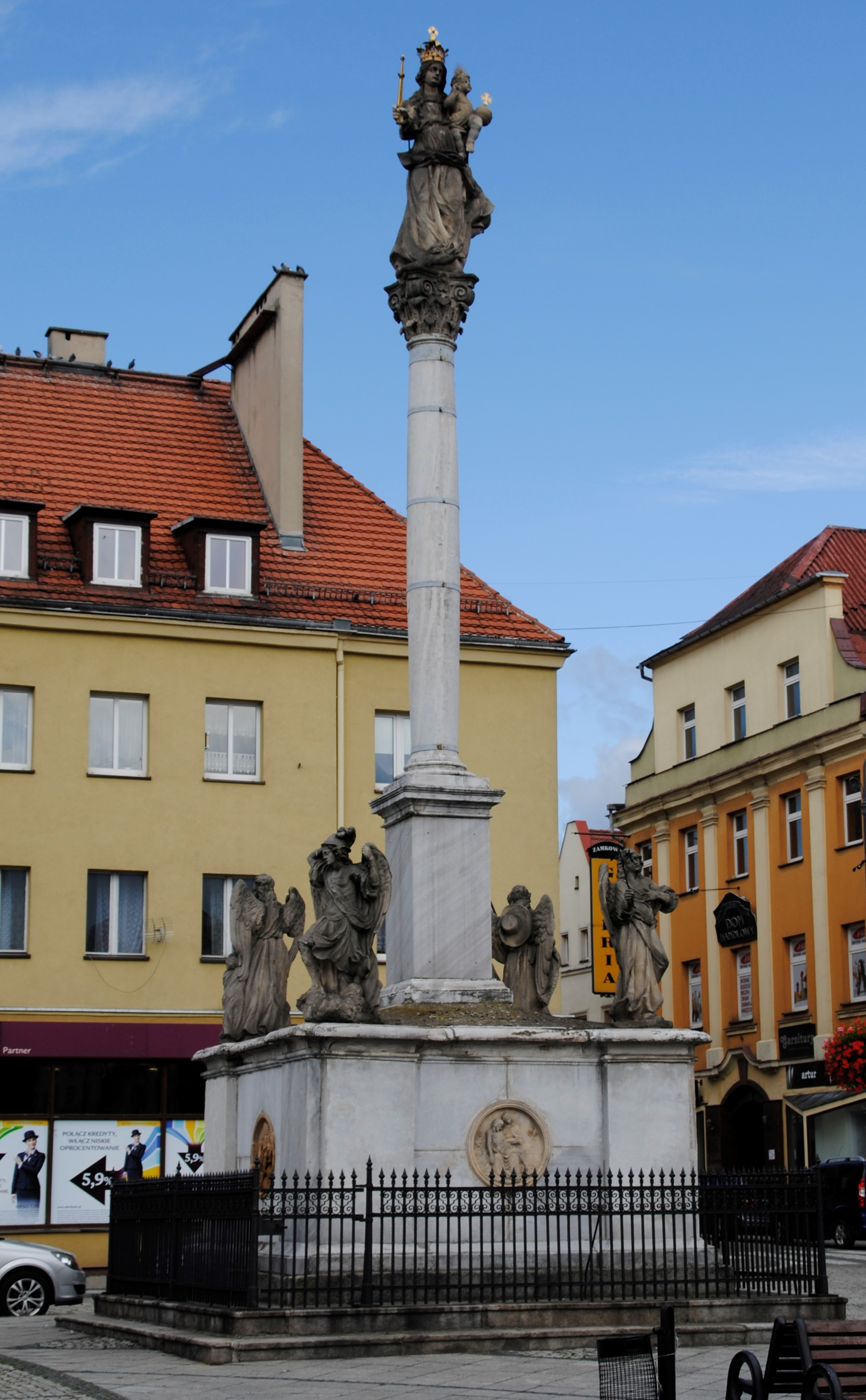
Coluna mariana
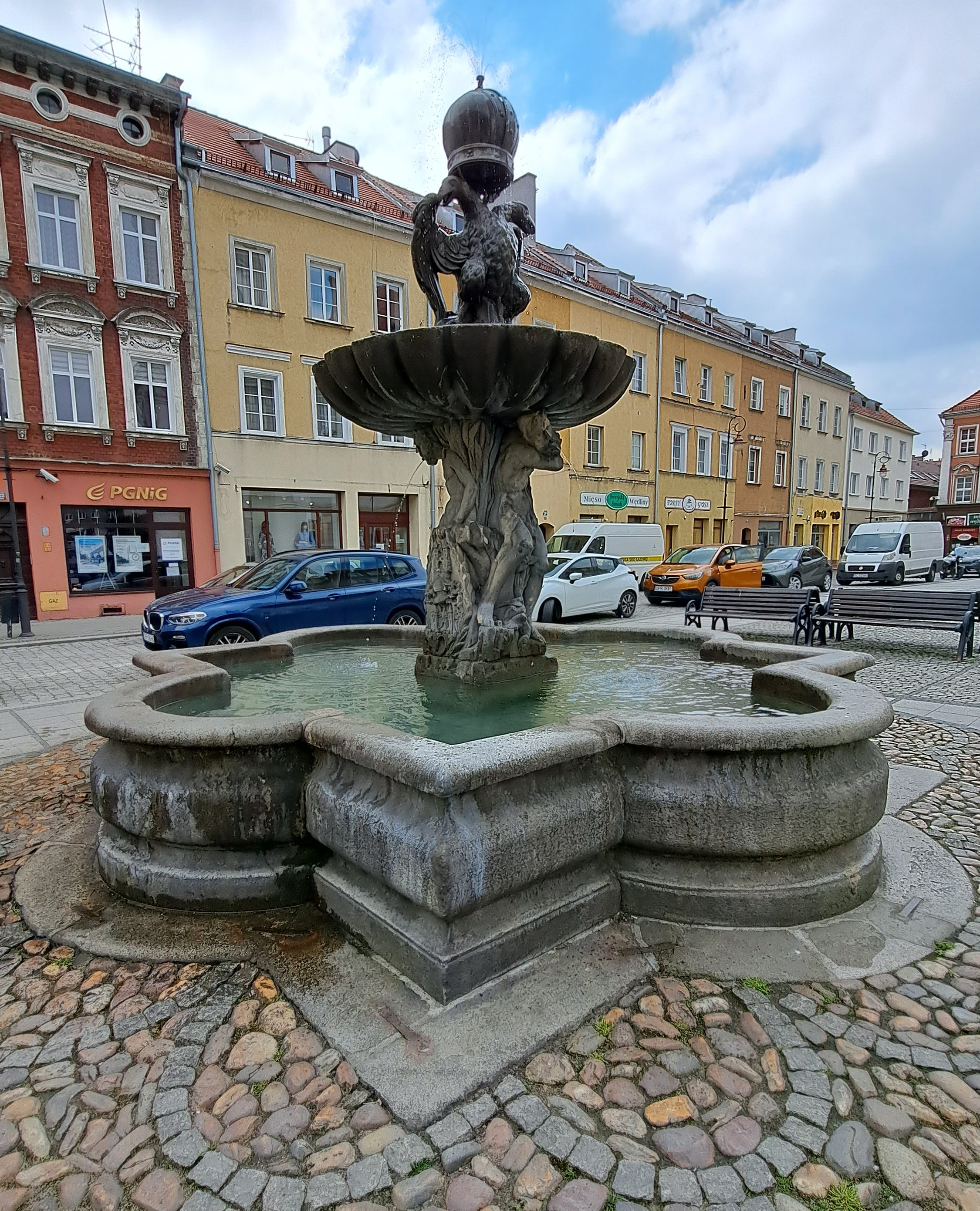
Fonte dos Habsburgos
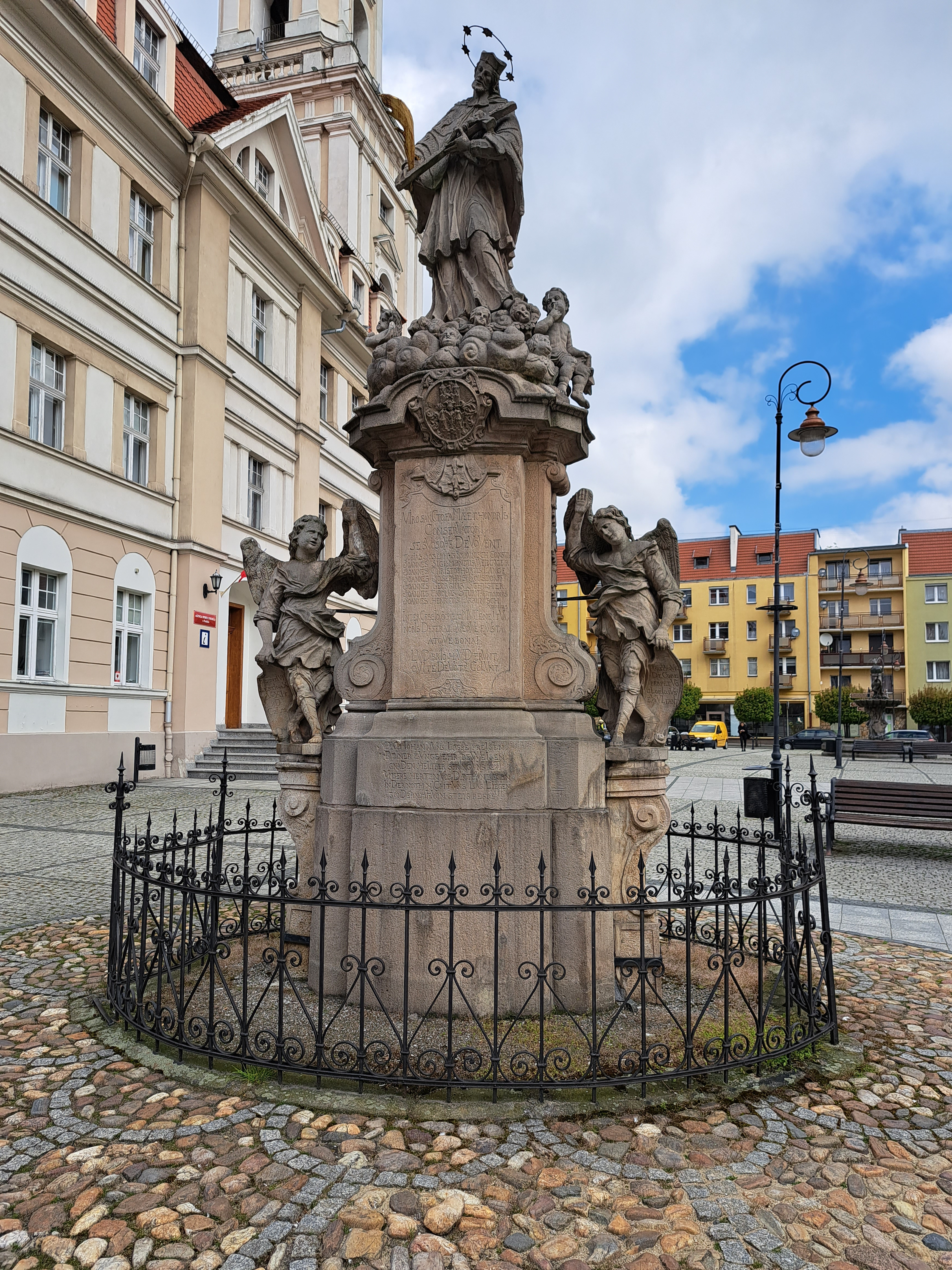
Estátua de São João Nepomuceno

## Economia

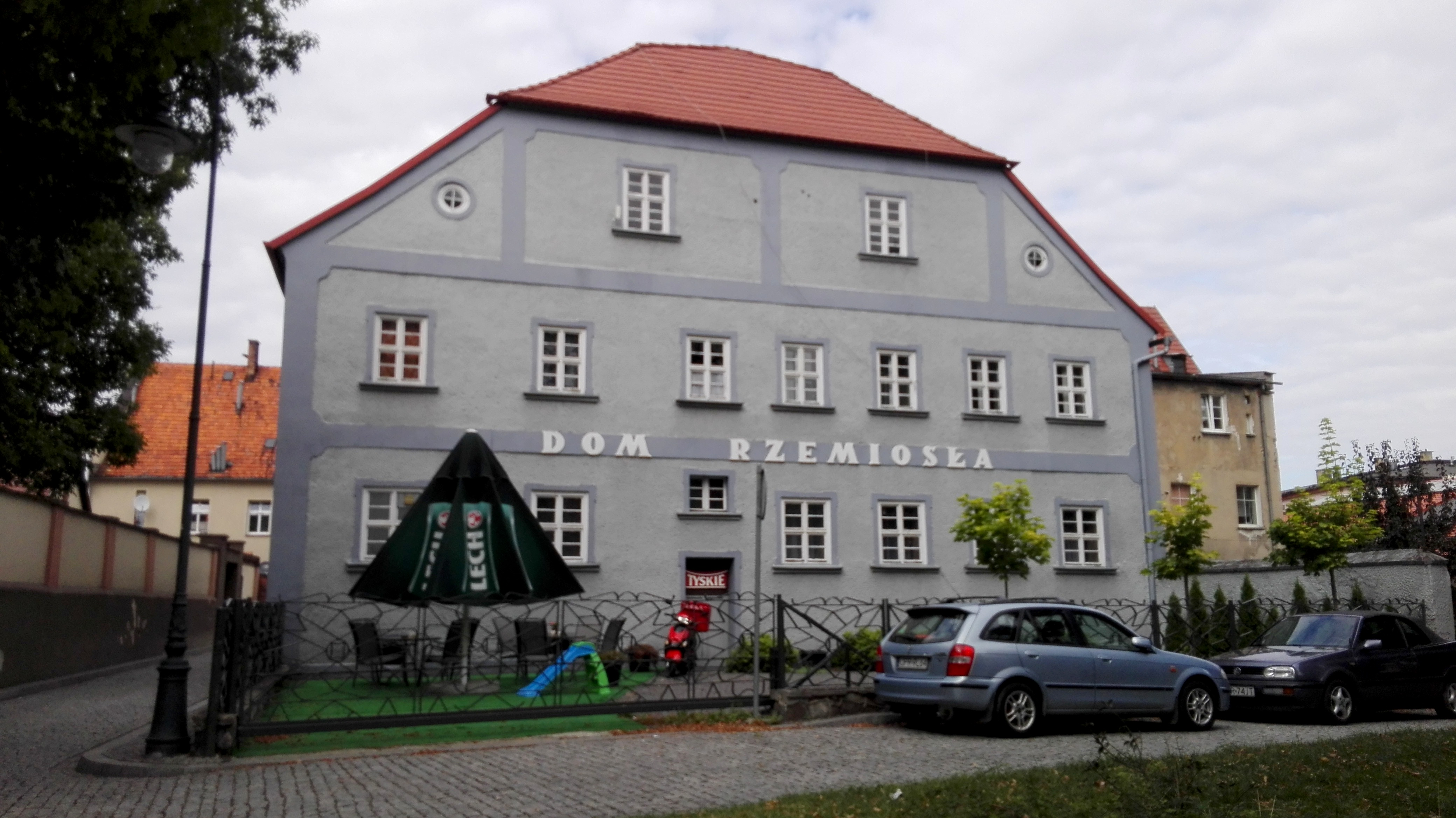
Sede da Guilda dos Artesãos e Comerciantes

Em 2019, a taxa de desemprego em Prudnik foi de 12,0%. O salário médio mensal bruto em Prudnik foi de 3 847,86 PLN.
34,0% dos residentes economicamente ativos de Prudnik trabalham no setor agrícola (agricultura, silvicultura, pesca e mineração), 23,1% no setor industrial (manufatura e construção), 13,5% no setor de serviços (comércio, reparação de veículos, transporte, gastronomia e hotelaria, informação e comunicação) e 2,2% trabalham no setor financeiro (atividades financeiras e de seguros, serviços imobiliários).

### Empresas
Historicamente, Prudnik foi um centro das indústrias têxtil, de calçados e de madeira. Atualmente, os seguintes setores estão se desenvolvendo na cidade: automotivo, madeira/mobiliário, metal, iluminação, processamento de vidro, construção e agricultura. Em 2023, havia 13 entidades em Prudnik que foram classificadas como grandes empresas: Henniges Automotive (setor automotivo), Steinpol Central Services (produção de móveis), Spółdzielnia “Pionier”, Moretto Group, Woisch, Torkonstal (setor de metal), Furnika (setor de iluminação), Diversa (processamento de vidro), WA-BET, Stryi, TaBet (construção), Bardusch (serviços para a indústria) e Stadnina Koni Prudnik (agricultura).

#### Indústria têxtil

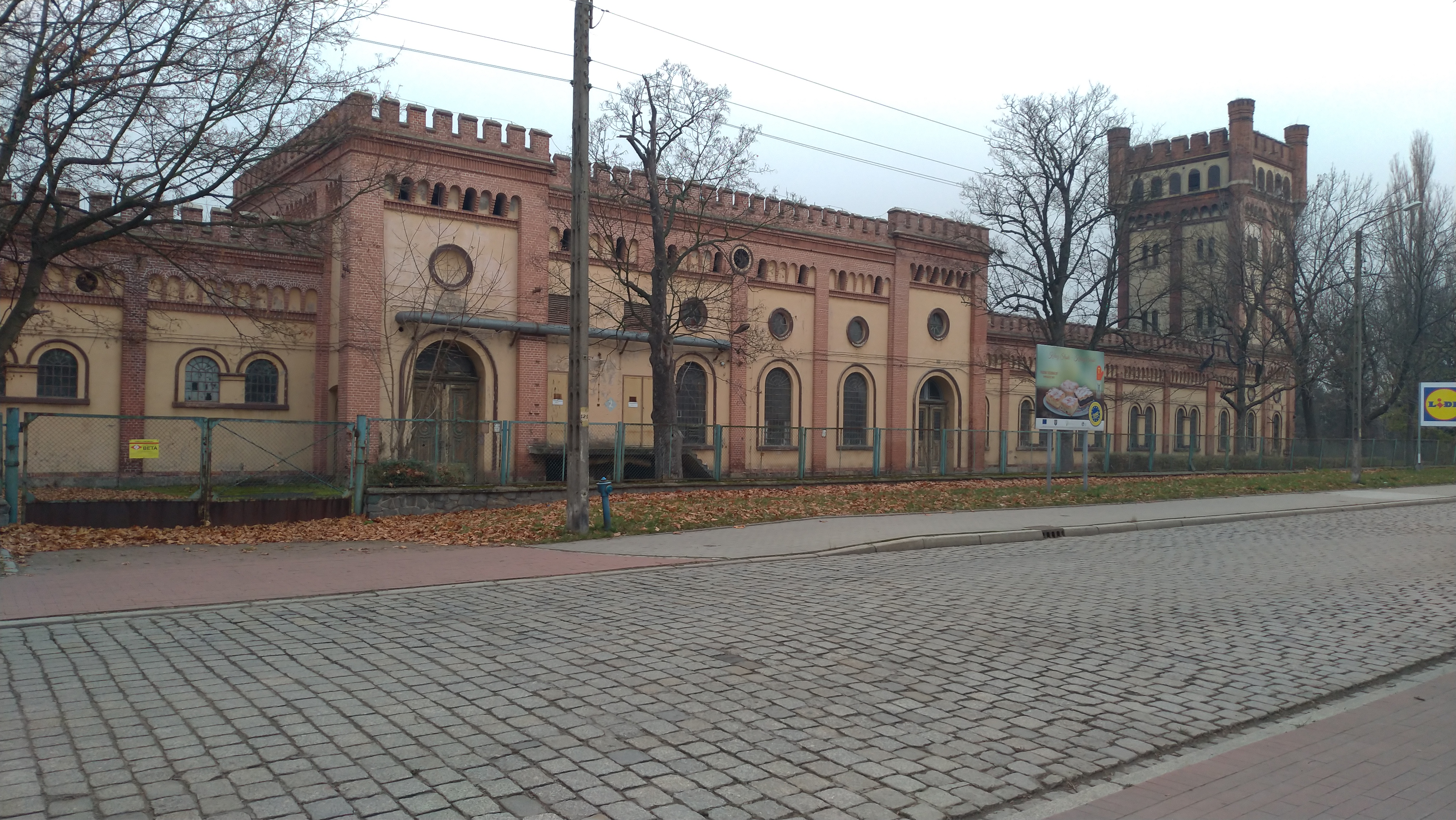
Fábrica de tecelagem da antiga “Frotex” Indústria de Algodão

Prudnik é uma cidade com tradições têxteis que remontam à Idade Média. Ela era conhecida como a “cidade dos tecelões”. O desenvolvimento do setor têxtil foi favorecido pela localização da cidade e pelo acesso à água doce. Em 1493, uma autorização de artesanato foi dada aos tecelões de Prudnik, e, em 1563, uma irmandade de tecelões foi fundada em Prudnik. No século XVIII, as primeiras manufaturas de linho foram instaladas na cidade. As primeiras fábricas têxteis importantes da cidade foram fundadas na década de 1820. A maior empresa de Prudnik, que também era uma das maiores fabricantes de têxteis do mundo, foi a fábrica fundada em 1845 por Samuel Fränkel, conhecida depois de 1945 como Zakłady Przemysłu Bawełnianego “Frotex”. Nos anos de seu apogeu, a 'Frotex' empregava 4 mil pessoas, e as atividades da empresa contribuíram significativamente para o desenvolvimento da cidade. Ela era a maior fabricante de toalhas felpudas da Polônia. Em 2011, foi declarada a falência da “Frotex” e, com ela, o setor têxtil em Prudnik chegou ao fim. Para comemorar as tradições têxteis da cidade, foi criado um Centro de Tradições de Tecelagem no Museu da Terra de Prudnik.

#### Indústria de calçados

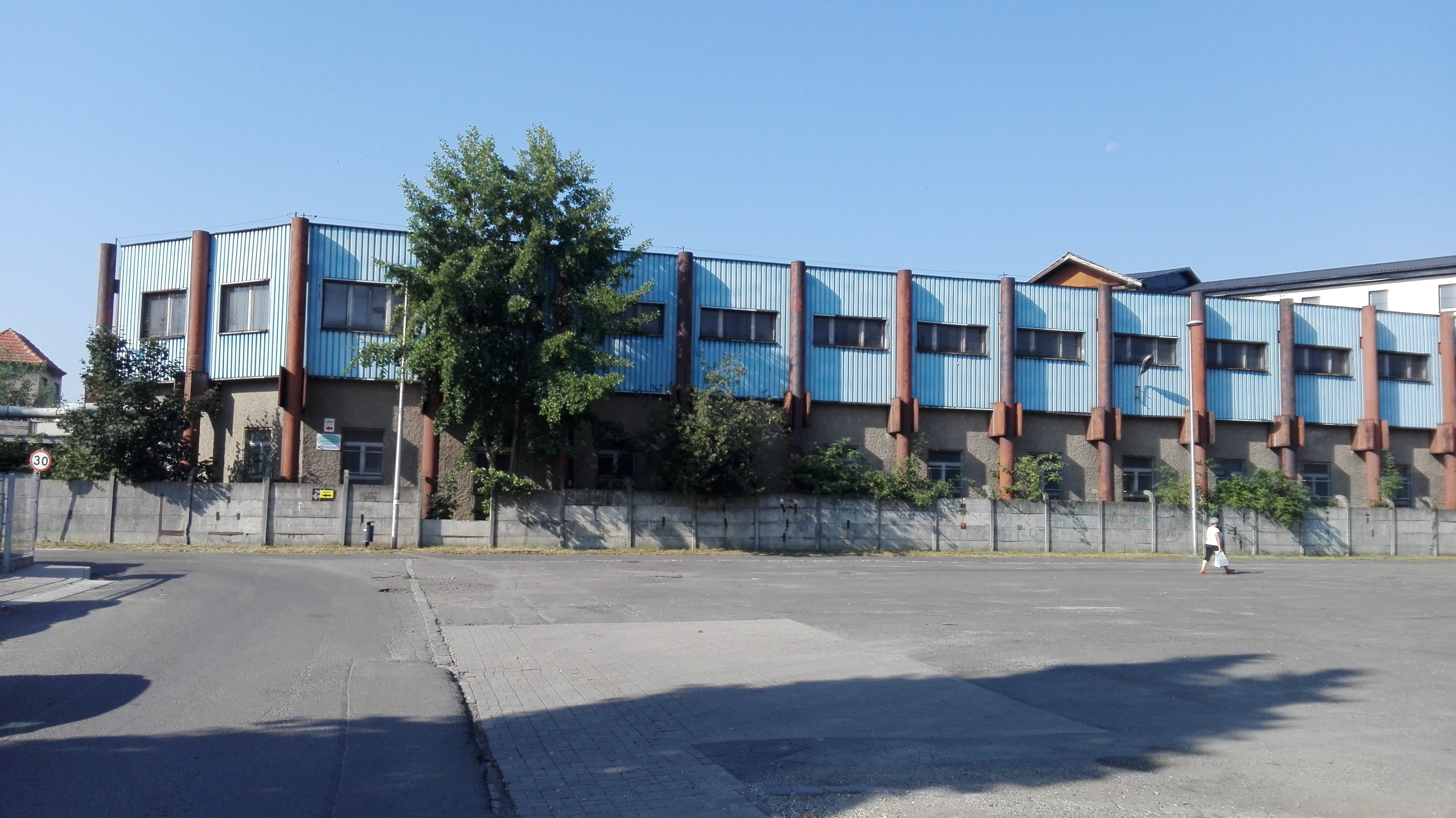
Prédio de produção da antiga fábrica de calçados Prudnik “Primus”

Outra atividade importante na história da cidade foi a indústria de calçados. As primeiras fábricas mecanizadas de calçados da cidade foram instaladas em 1857 e 1861 por Johann Hanel e Joseph Bösel. No final do século XIX, mais sete fábricas de calçados haviam sido inauguradas na cidade, e Prudnik era, com Pirmasens e Borne, o principal centro de fabricação de calçados da Alemanha. Não havia concentração local de fábricas de calçados. Em 1895, a indústria e o artesanato de calçados de Prudnik empregavam mais de 2 700 pessoas. O setor de calçados local entrou em declínio no início do século XX. Em 1945, as fábricas de calçados existentes em Prudnik foram fundidas em uma única empresa, desde 1952 conhecida como Prudnickie Zakłady Obuwia “Primus”. A empresa, temporariamente pertencente às Indústrias de Couro da Silésia “Otmęt”, empregava quase 2 mil pessoas, o que a tornava o segundo empregador mais importante da cidade, depois da “Frotex”. A “Primus”, afetada pelas mudanças econômicas após 1989, foi liquidada em 2007.
A segunda empresa da cidade envolvida na produção de calçados após a Segunda Guerra Mundial foi a Szewska Spółdzielnia Pracy “Ogniwo”, fundada em 1947. A Prudnik “Ogniwo” era subsidiária, entre outras, de uma balsa no rio Óder, em Otmęt, e de uma fábrica de relógios em Brzeg. A fábrica foi incorporada à economia centralmente planejada em 1951, recebendo o nome de Spółdzielnia Pracy “Ogniwo”.

#### Indústria de vestuário

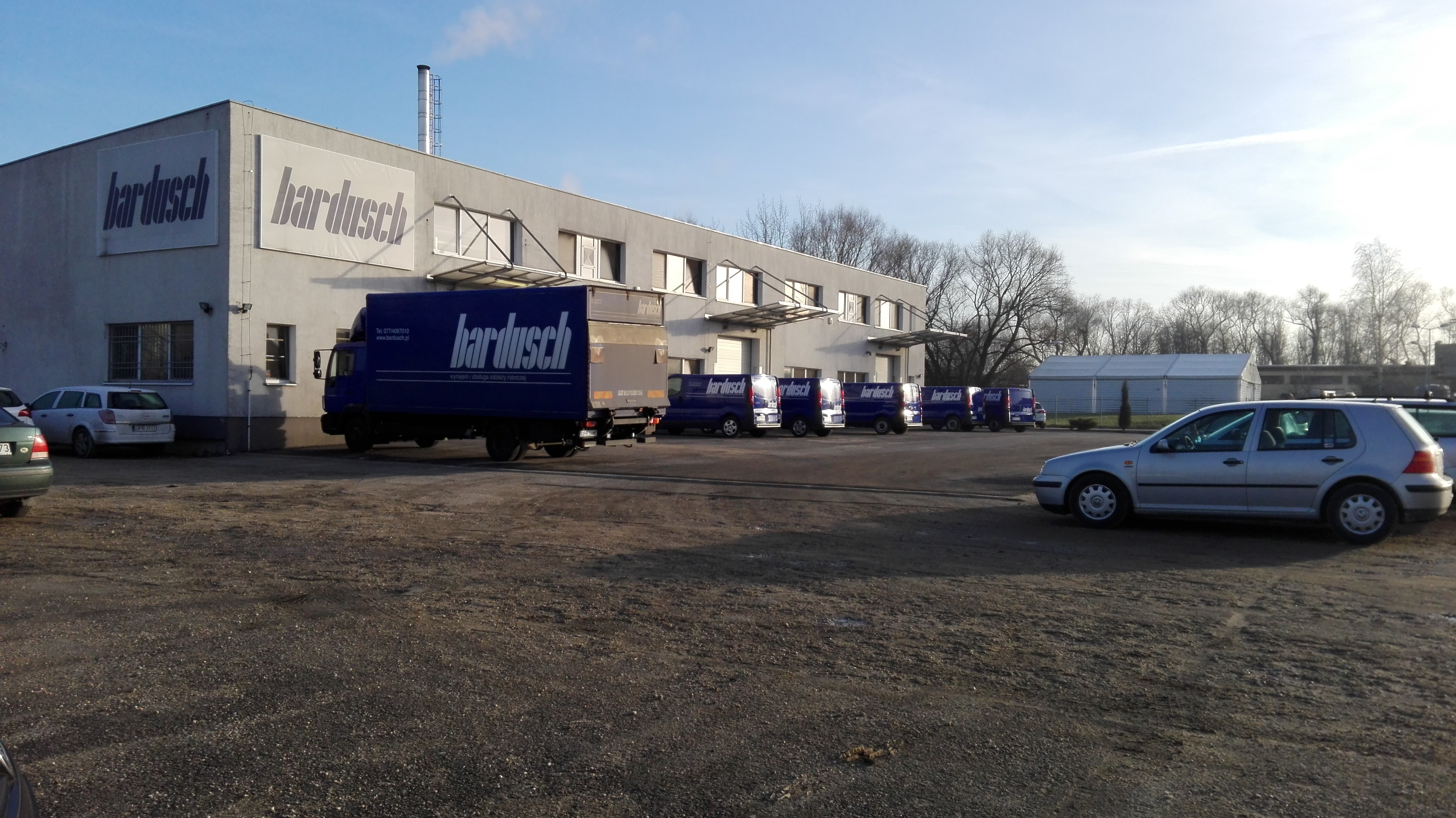
Bardusch Polska

Em 1998, a empresa alemã Bardusch inaugurou sua fábrica em Prudnik, atendendo e alugando roupas de trabalho para os setores de alimentos, indústria pesada, eletrônica, química e automotiva. Foi uma das primeiras empresas ocidentais a instalar suas fábricas em Prudnik depois de 1989. A sede e a fábrica principal da Bardusch Polska, que emprega cerca de 100 pessoas, estão localizadas em Prudnik.

#### Indústria automotiva

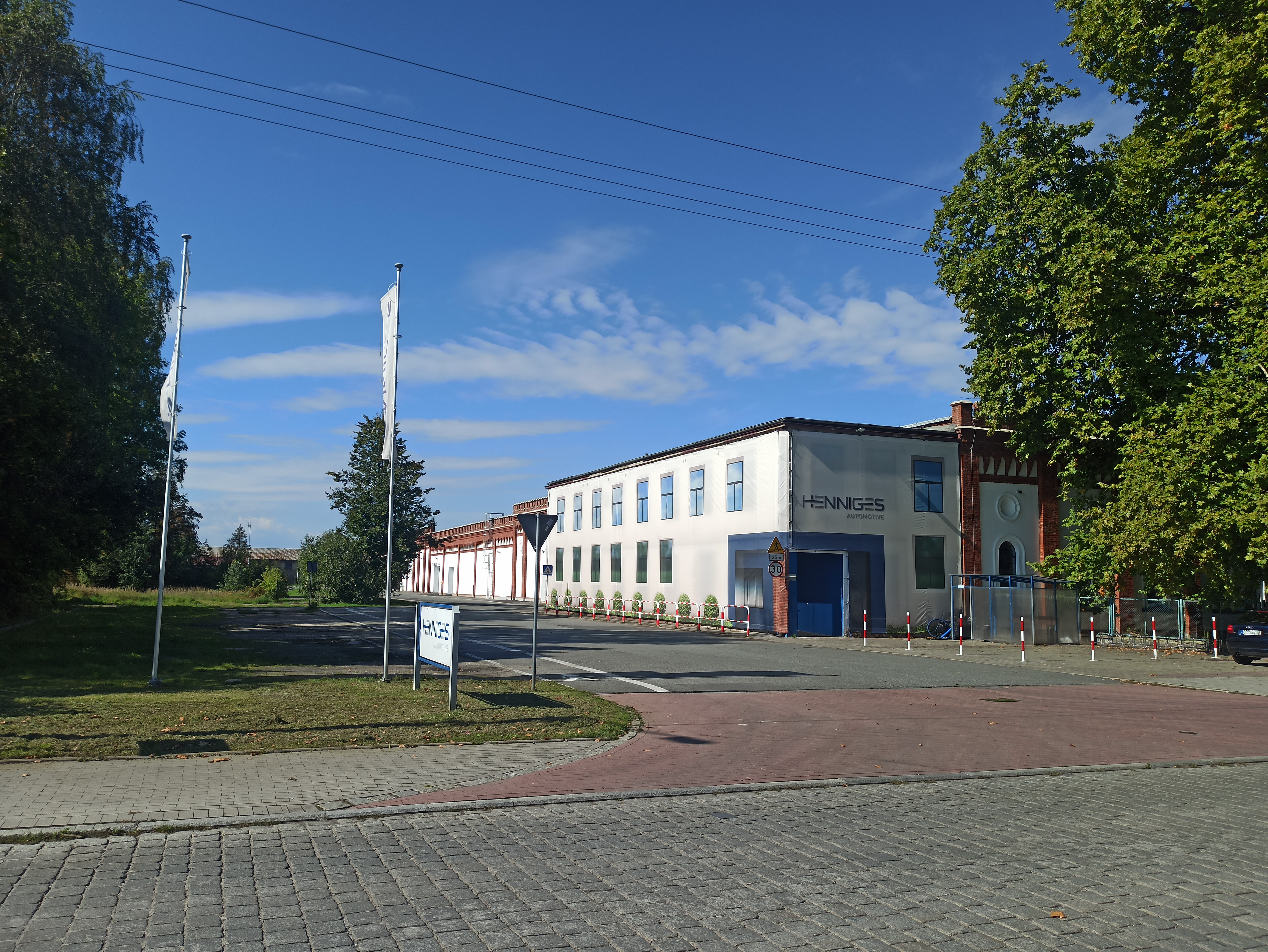
Henniges Automotive

A Cooperativa de Trabalho de Produção e Serviços Diversos “Ogniwo” em Prudnik, fundada em 1947 como a Cooperativa de Trabalho de Calçados “Ogniwo”, produziu acessórios para, entre outros, carros produzidos na FSC Lublin, ZSD Nysa, FSM e FSC “Star”. Em 1998, a “Ogniwo” foi colocada em liquidação. Em 1951, foi criada a cooperativa “Pionier”, que produz produtos de plástico e metal para o mercado automotivo desde 1965. A “Pionier” fornece componentes para marcas como: Ford, FIAT, Volkswagen, Bentley, Toyota, Audi, Lancia, BMW, Mini, Peugeot, Porsche, Citroën, Suzuki, Volvo, Saab, Hyundai, Abarth. Na região de Opole, é a maior “oficina protegida” − um empreendimento com estatuto jurídico especial, adaptado para empregar pessoas com maiores graus de deficiência. O principal objetivo da empresa, além de gerar lucro, é também a ativação profissional de pessoas com deficiência que teriam problemas no desempenho de suas tarefas em um local de trabalho regular. Em 2016, a empresa norte-americana Henniges Automotive (fornecedora de vedações e componentes de amortecimento de vibrações) iniciou suas operações nos pavilhões ocidentais depois da ZPB “Frotex”. No final de 2017, cerca de 150 pessoas estavam trabalhando lá.

#### Indústria alimentícia

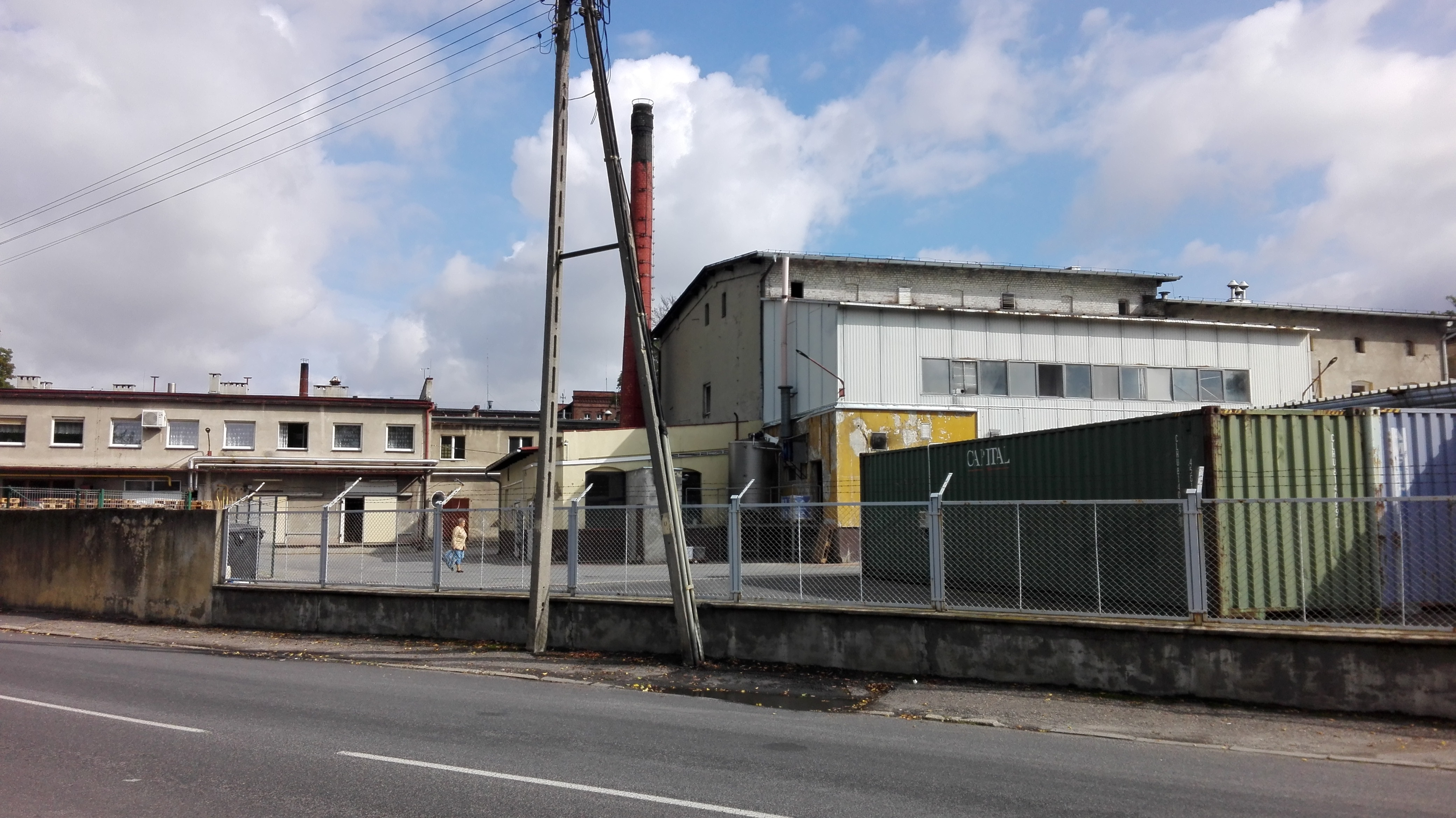
Antiga Cooperativa Distrital de Laticínios

Alimentos como waffles, biscoitos e torradas foram produzidos pela cooperativa “Pioneer” nos primeiros anos da empresa. Em 1946, foi criada a Cooperativa Distrital de Laticínios de Prudnik. Ela possuía fábricas em Ścinawa Mała, Głogówek e Łambinowice. Os produtos do laticínio eram vendidos em 80% para cadeias de varejo que operam no mercado polonês. Em 2023, o Tribunal Distrital de Opole declarou a falência da OSM Prudnik. Em 2010, um salão de serviços e armazenamento foi construído em Prudnik para a Cream, uma empresa que presta serviços de manutenção de equipamentos e linhas de produção em padarias e confeitarias.

#### Agricultura

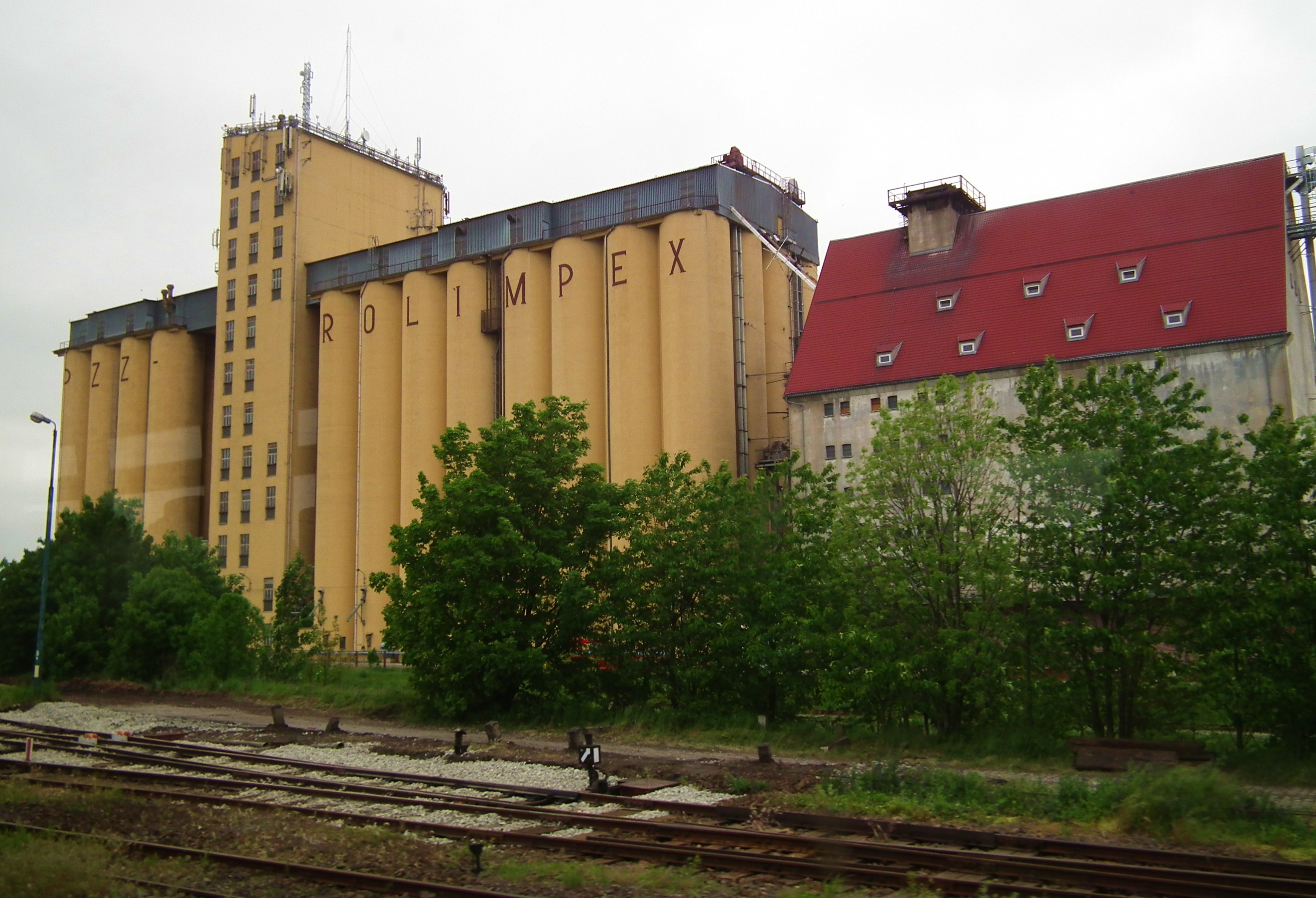
Elevador de grãos

Havia uma fazenda Estatal na cidade, a Stadnina Koni Prudnik, que começou a operar em 1968, após ser separada da Stadnina Koni Moszna. Desde 1994, ela opera como Stadnina Koni Prudnik Sp. z o.o. A empresa está envolvida na criação de cavalos esportivos, criação de gado, produção agrícola e aulas de equitação. Na periferia norte de Prudnik, há um elevador de grãos de 100 metros de altura para limpeza, classificação e armazenamento de grãos com capacidade de aproximadamente 1000 m³.

#### Outros setores

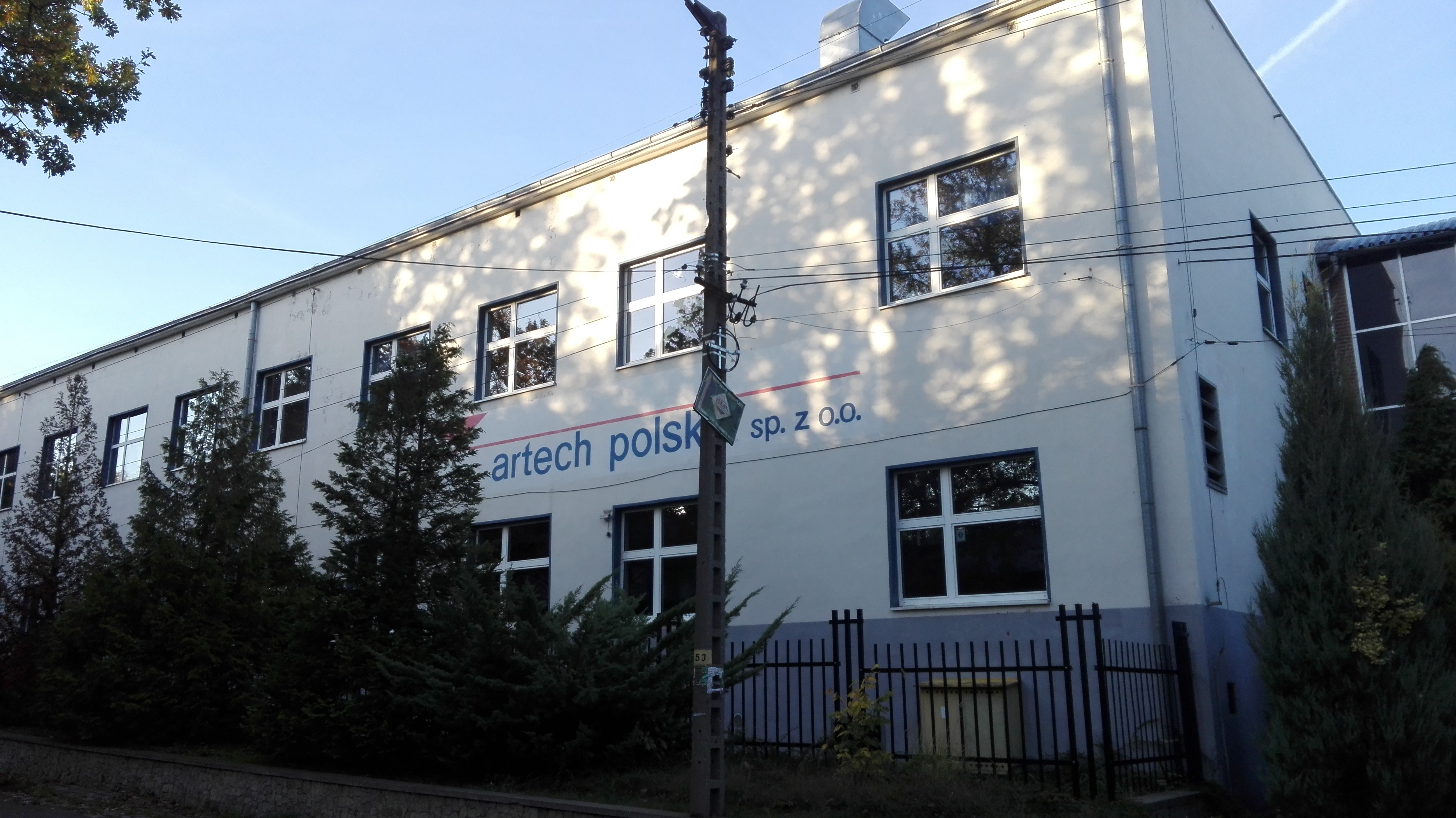
Artech Polska

A Diversa foi fundada em 1978 para fabricar aquários. Desde 2018, ela faz parte do Grupo Aquael. Desde 1996, a fábrica da Artech Polska, que faz parte do Grupo Armor francês, está operando em Prudnik. Ela fabrica cartuchos para impressoras. Em 2000, com base nas antigas fábricas de móveis de Opole, foi fundada uma filial da Steinpol Central Services, uma empresa de propriedade da Steinhoff International Holdings e envolvida na produção de móveis estofados. Em 2024, a Steinpol, sediada em Prudnik, empregava cerca de 500 pessoas. Há uma pedreira na estrada que vai de Prudnik a Dębowiec. A pedreira de Dębowiec pertence à Kopalń Odkrywkowych Surowców Drogowych S.A. em Niemodlin. A empresa Torkonstal, fabricante de contêineres e lixeiras de metal, foi criada como propriedade do município de Prudnik. Ela foi privatizada em 2007. A Furnika, uma empresa que produz iluminação LED para móveis, mudou-se de Nysa para Prudnik em 2014. A empresa italiana Moretto, fabricante de sistemas automatizados para processamento de plásticos, opera na cidade. Em 2024, uma fábrica da Wood of Fire, uma empresa que produz lenha através da técnica de carbonização superficial, estava localizada em Prudnik.

#### Zona econômica
Na parte norte da cidade, um bairro industrial foi criado em 1989. Em 2009, a “Subzona de Prudnik” da Zona Econômica Especial de Walbrzych “Invest-Park” foi designada em 12 hectares de terra no Distrito Industrial. Em 2016, os terrenos da antiga fábrica da indústria de algodão “Frotex” na rua Nyska, onde a empresa americana Henniges Automotive iniciou suas operações, foram anexados à subzona. Em seguida, a área, expandida para 20 hectares, foi assumida pela Zona Econômica Especial de Katowice (Subzona de Gliwice), a zona está localizada nas ruas Przemysłowa e Meblarska, no anel viário norte da cidade. Em 2024, a Subzona de Prudnik abrigava, entre outras, instalações de produção: TSP, Furnika, Moretto, Henniges Automotive, “Pionier” e Wood of Fire.

### Comércio

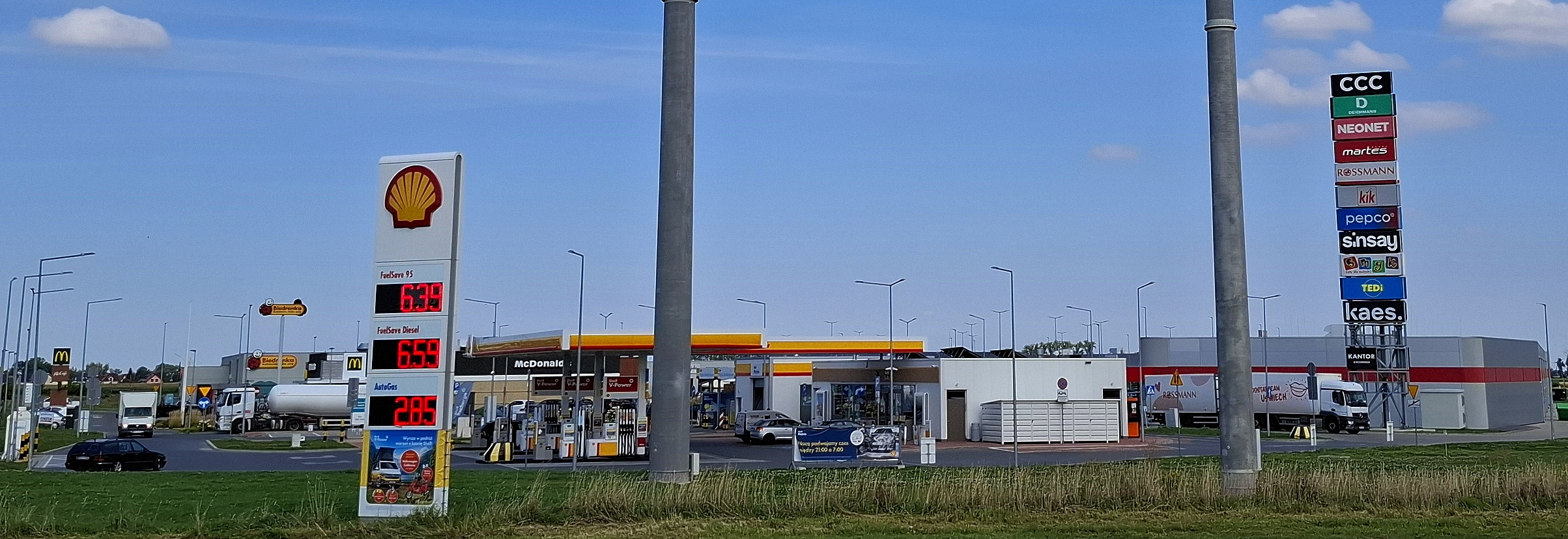
M Park Prudnik

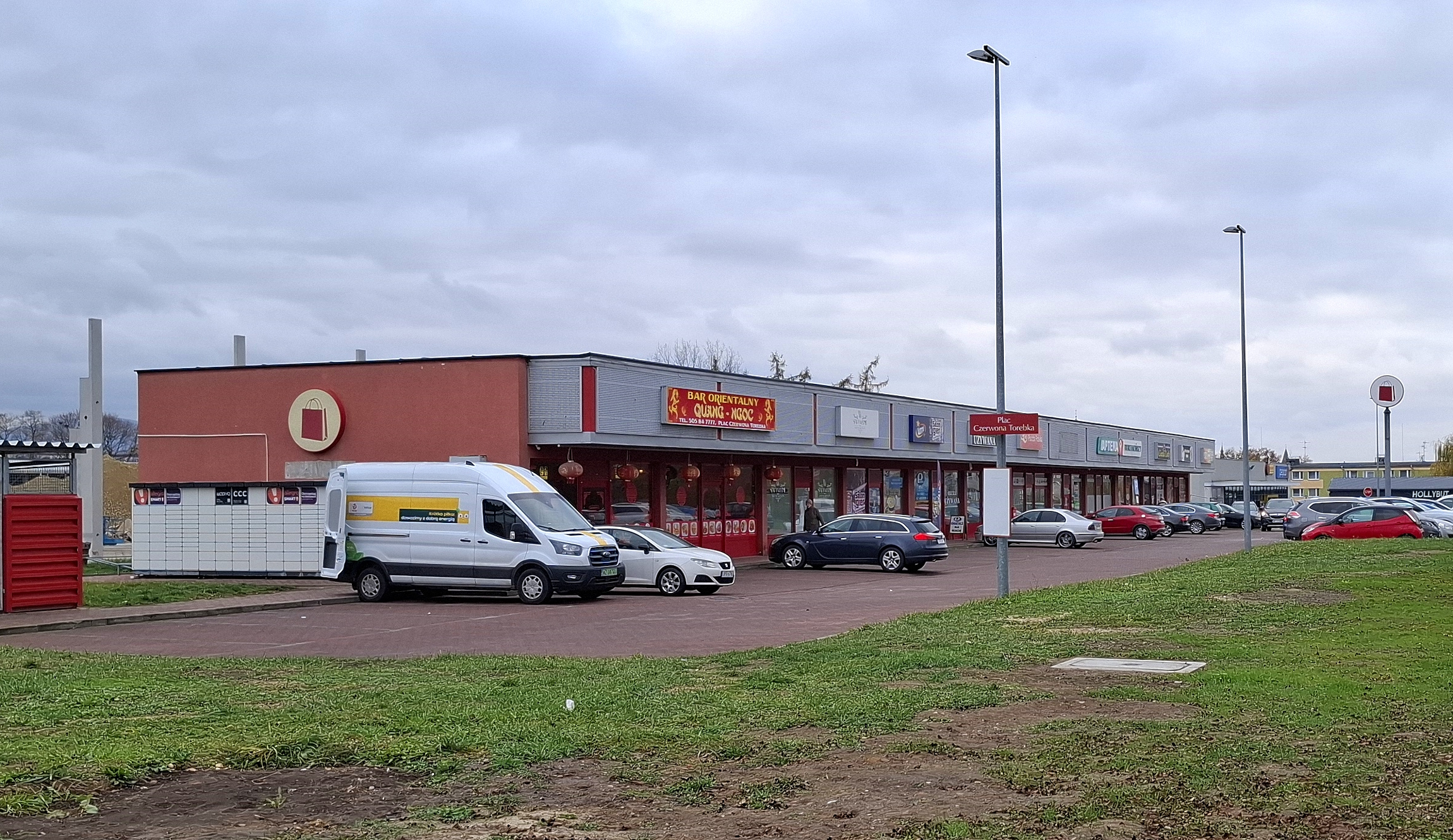
Czerwona Torebka

Na cidade existem, entre outros, pontos de venda das seguintes cadeias de lojas: Action, Aldi, Biedronka, Delikatesy Centrum, Empik, Jysk, Kaufland, Lidl, Media Expert, Mrówka, Pepco, Rossmann, RTV Euro AGD, Żabka.
O mercado municipal em Prudnik estava localizado na área da rua Sobieskiego, seguido pela rua Jagiellońska. Em 2013, um pavilhão de mercado na rua Stara foi colocado em uso.
Em 2013, uma galeria comercial "Czerwona Torebka" com uma área de aproximadamente 700 m² foi construída na rua Skowrońskiego na colina Jasion. Em 2021, o centro comercial Premium Park, com uma área de varejo de 8 743 m², foi construído na área na comuna de Lubrza, nas imediações do empreendimento Prudnik. Após ser comprado por uma empresa britânica, seu nome foi alterado para M Park Prudnik. É uma das maiores instalações desse tipo no sul da voivodia de Opole e abriga marcas como: 4F, KiK, TEDi, Martes Sport, Monnari Trade, Neonet, Pepco, Smyk, Biedronka, CCC, Deichmann, Sinsay, McDonald's, Shell, Rossmann, Bricomarché. Nos anos de 2024–2025, um centro comercial foi construído no cruzamento das ruas Podgórna e Sybiraków em Prudnik, adjacente ao centro comercial "Czerwona Torebka".

### Serviços

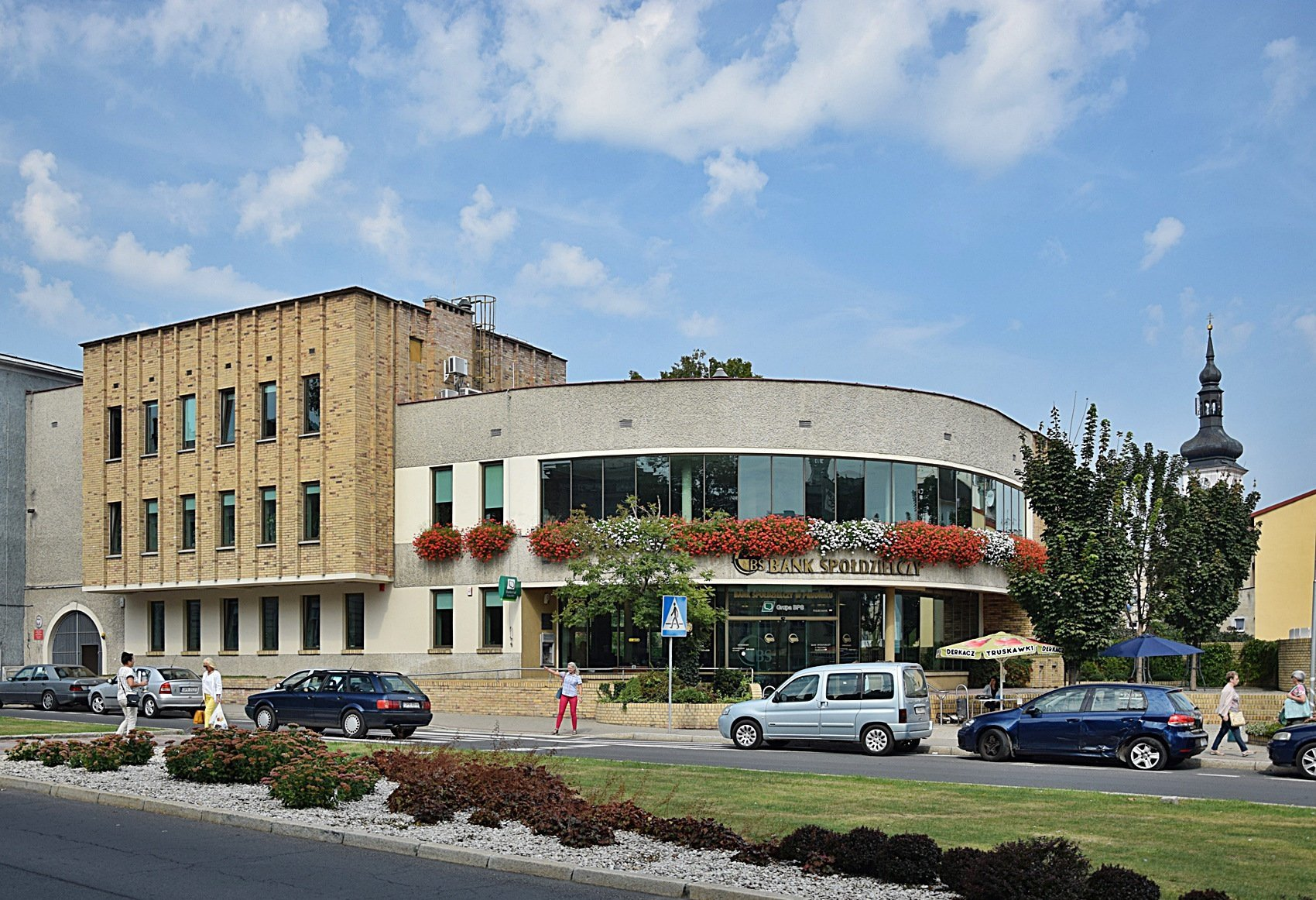
Banco Cooperativo

Prudnik é a sede da inspetoria da Instituição de Seguro Social (ZUS), que abrange as comunas de: Biała, Głogówek, Lubrza, Prudnik, Strzeleczki, Walce, bem como o escritório de impostos para as comunas de Biała, Głogówek, Lubrza, Prudnik, uma filial da Companhia de Seguros Gerais (PZU), e do Banco Cooperativo.

## Transportes

### Transporte rodoviário

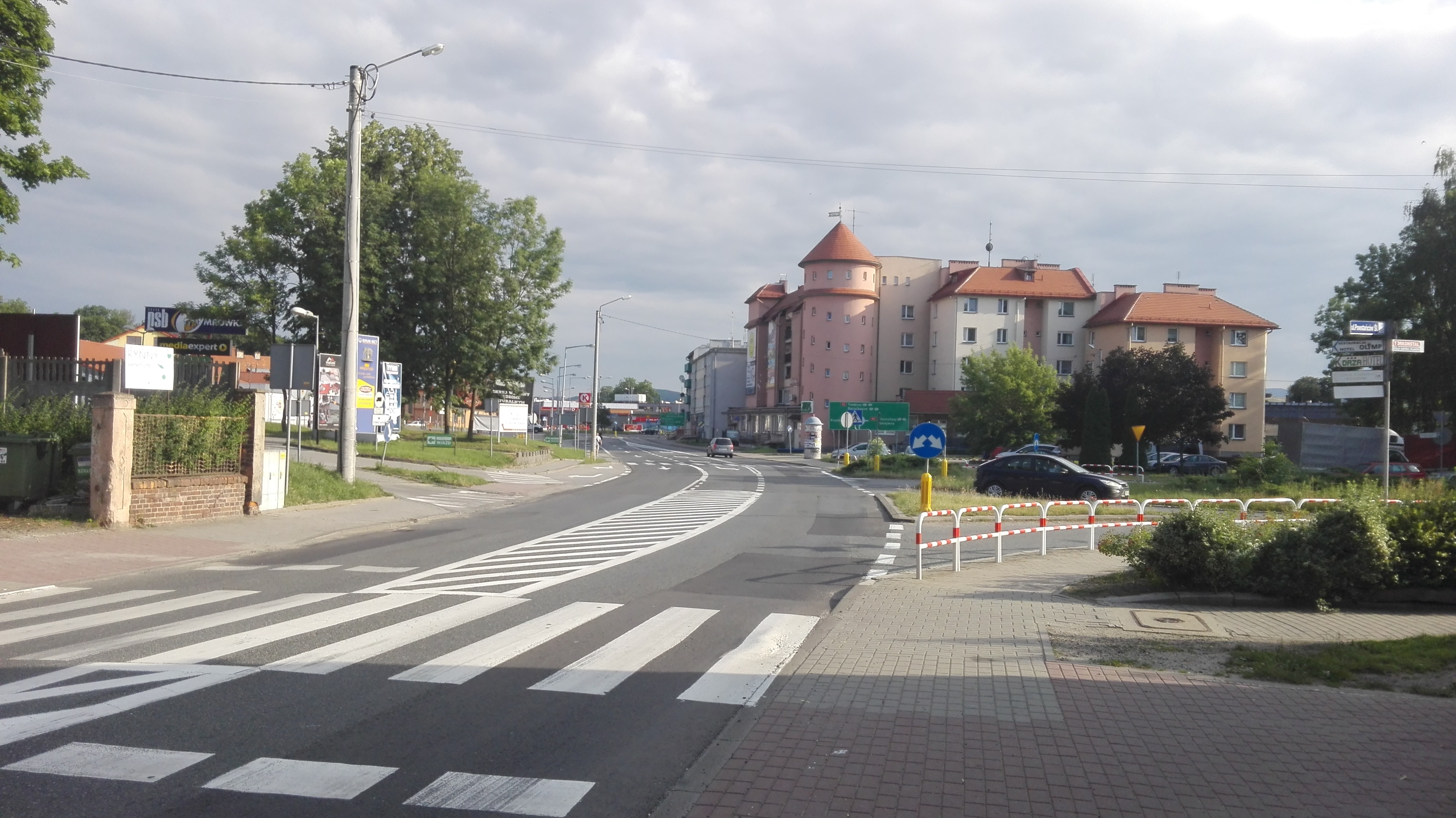
DK40 e DK41 em Prudnik

Em Prudnik, na rua Przemysłowa, existe uma subzona da Zona Econômica Especial de Wałbrzych com uma área de 12,5 hectares.
As seguintes estradas nacionais passam por Prudnik:
- Głuchołazy — Prudnik — Kędzierzyn-Koźle — Pyskowice
- Nysa — Prudnik — fronteira com a  República Tcheca em Trzebina

A rede é complementada pela estrada da voivodia:
- Prudnik — Opole

Embora um desvio tenha sido construído em 2003, ele não inclui o tráfego para a República Tcheca que passa pela cidade.

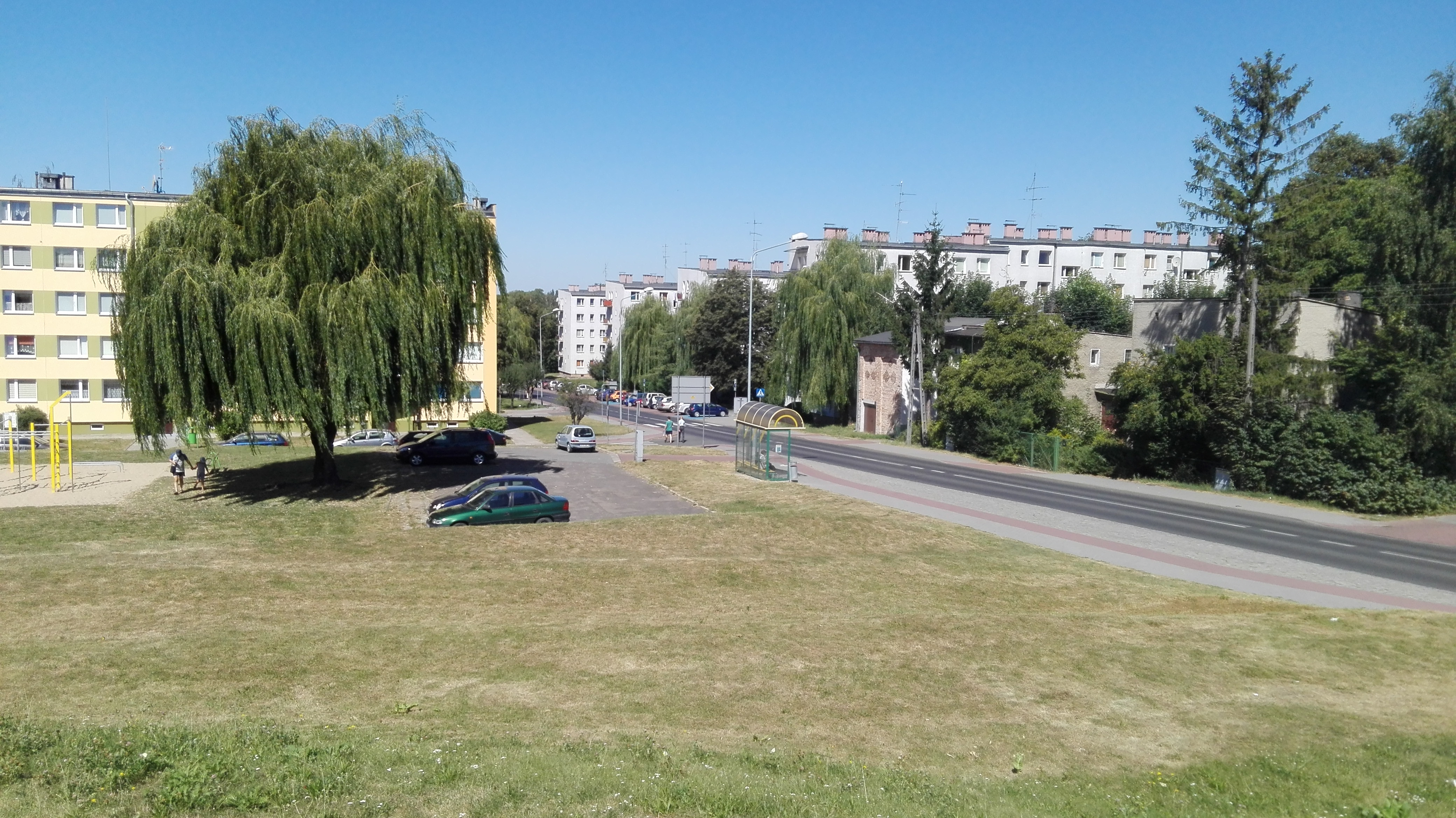
Estrada distrital n.º 1250O, rua Skowrońskiego

Na área da cidade, há estradas distritais sob a administração do Departamento de Estradas do Escritório do condado em Prudnik:
| Número da estrada | Localidades                                                               | Extensão (km) |
| ----------------- | ------------------------------------------------------------------------- | ------------- |
| 1250O             | Prudnik, rua Skowrońskiego – Jasiona                                      | 5,371         |
| 1257O             | Trzebina – Prudnik, Las Prudnicki – Dębowiec                              | 5,024         |
| 1613O             | Prudnik, rua Nyska – Czyżowice – Laskowiec – Kolnowice – Miłowice – Śmicz | 12,777        |
| 1614O             | Prudnik, rua Prężyńska – Prężyna – Biała, rua Koraszewskiego              | 9,009         |
| 1616O             | Prudnik, rua Dąbrowskiego – Chocim – Dębowiec – Wieszczyna – Pokrzywna    | 8,318         |
| 2270O             | Prudnik, rua Kolejowa                                                     | 1,265         |
|                   |                                                                           | 41,763        |

### Transporte ferroviário

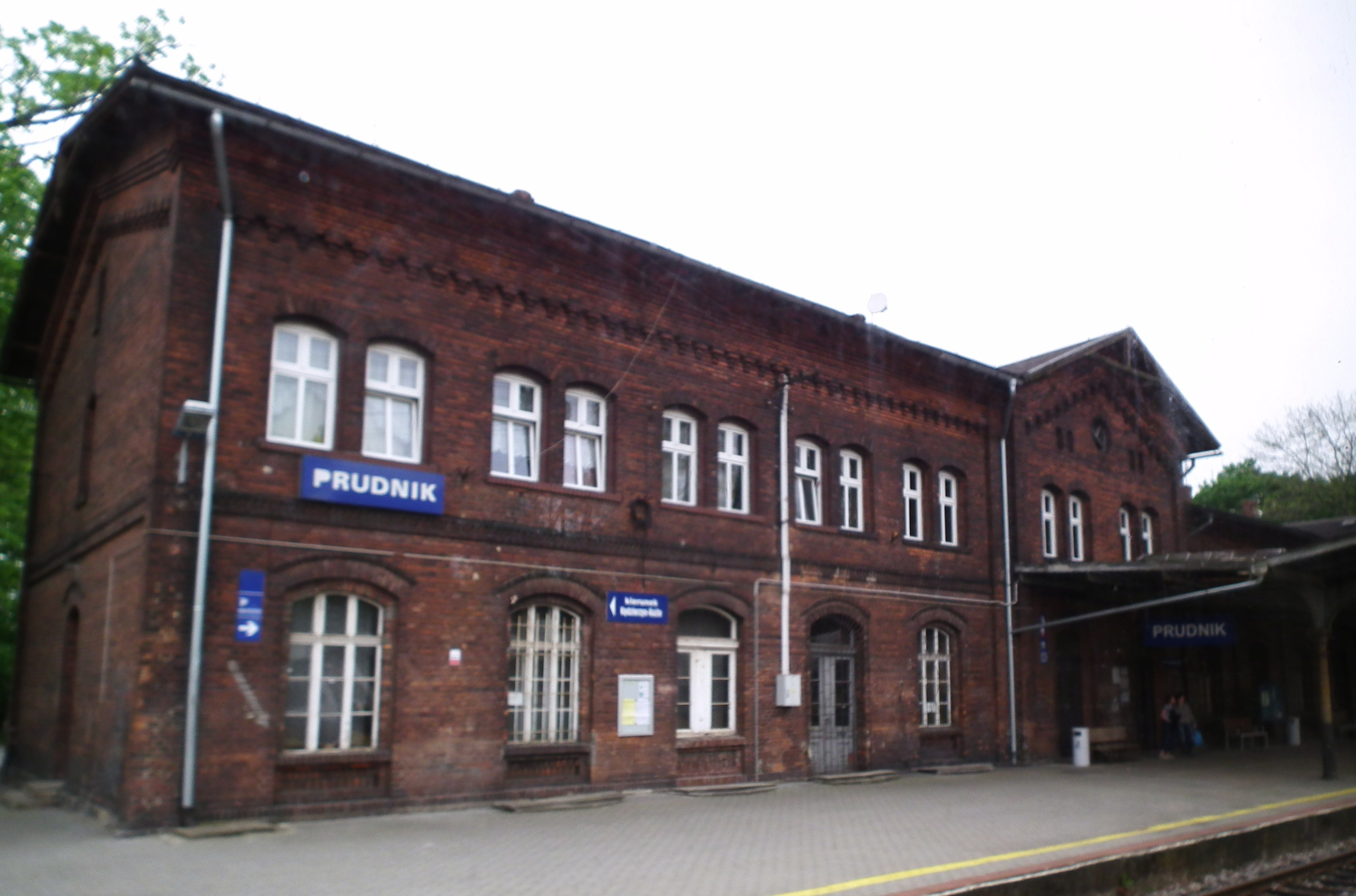
Estação ferroviária em Prudnik

A estação ferroviária em Prudnik está localizada na rua Dworcowa. A cidade é um entroncamento ferroviário. Há trens Polregio e PKP Intercity que partem de Prudnik, com destino a Brzeg, Gliwice, Jelenia Góra, Katowice, Kędzierzyn-Koźle, Kłodzko, Kraków, Nysa, Wałbrzych e Zabrze.

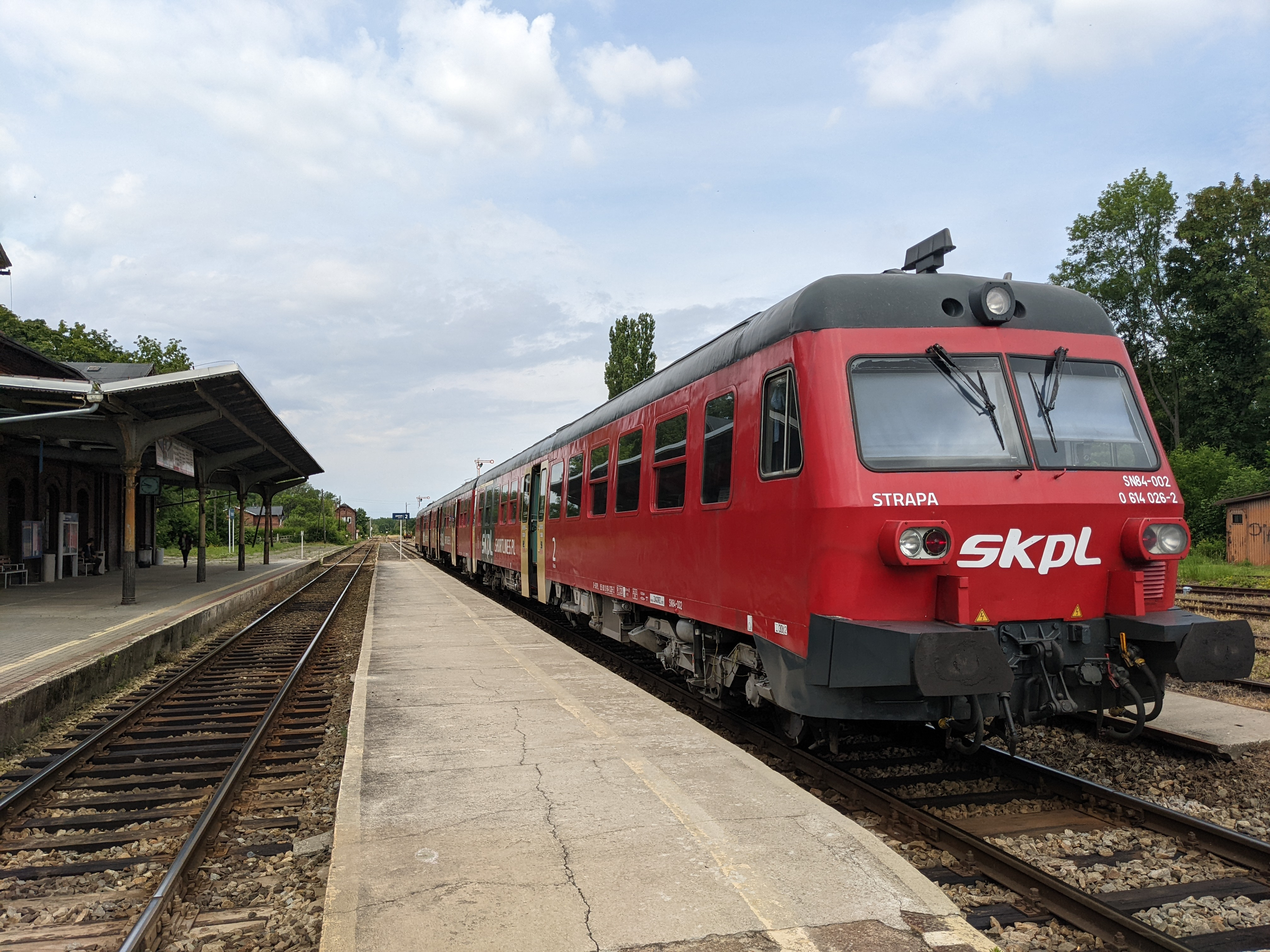
Trem PKP Intercity na estação Prudnik

A linha ferroviária n.° 137 entre Katowice e Legnica, conhecida como Podsudecka magistral, foi trazida para Prudnik em 1876. Ela conectava as cidades industrializadas do sopé dos Sudetos com as minas da Alta Silésia. Foi classificada como uma linha de primeira classe da maior importância nacional.
Empresários e proprietários de terras locais fundaram a Companhia Ferroviária Prudnik-Gogolin em 1895, com sede em Prudnik, visando construir uma linha local de Prudnik a Gogolin. A linha ferroviária Prudnik — Gogolin n.º 306 foi colocada em operação em 1896. Uma enchente em 1997 destruiu a ponte sobre o rio Óder em Krapkowice, impossibilitando o acesso a Gogolin. Em 2005, o tráfego na linha 306 foi suspenso. Modernizada para transporte de carga, a linha Prudnik — Krapkowice foi inaugurada em 2016. O tráfego de transporte militar ocorre no desvio entre o depósito militar na floresta perto de Strzeleczek e Prudnik.

### Transporte por ônibus

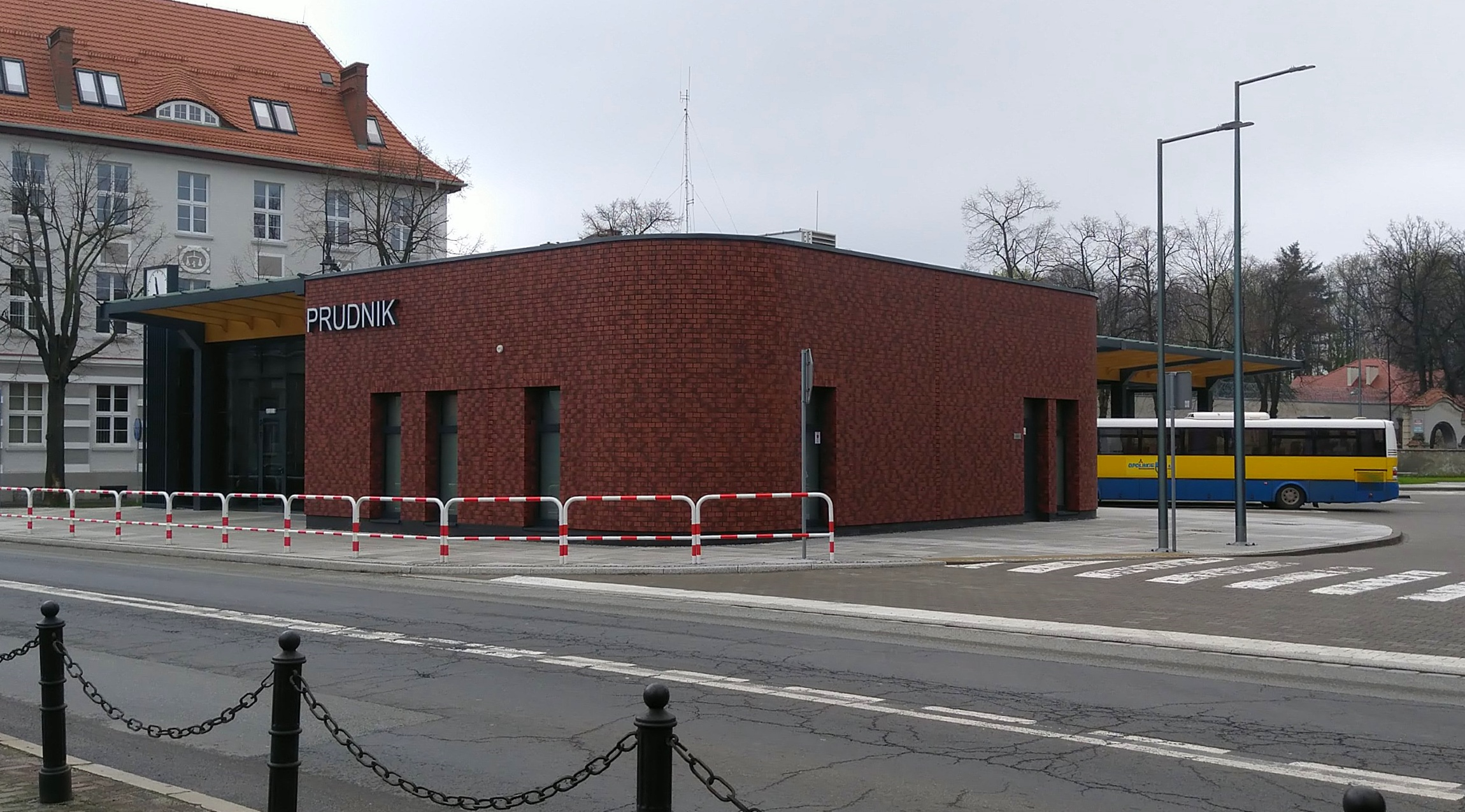
Centro de transferência

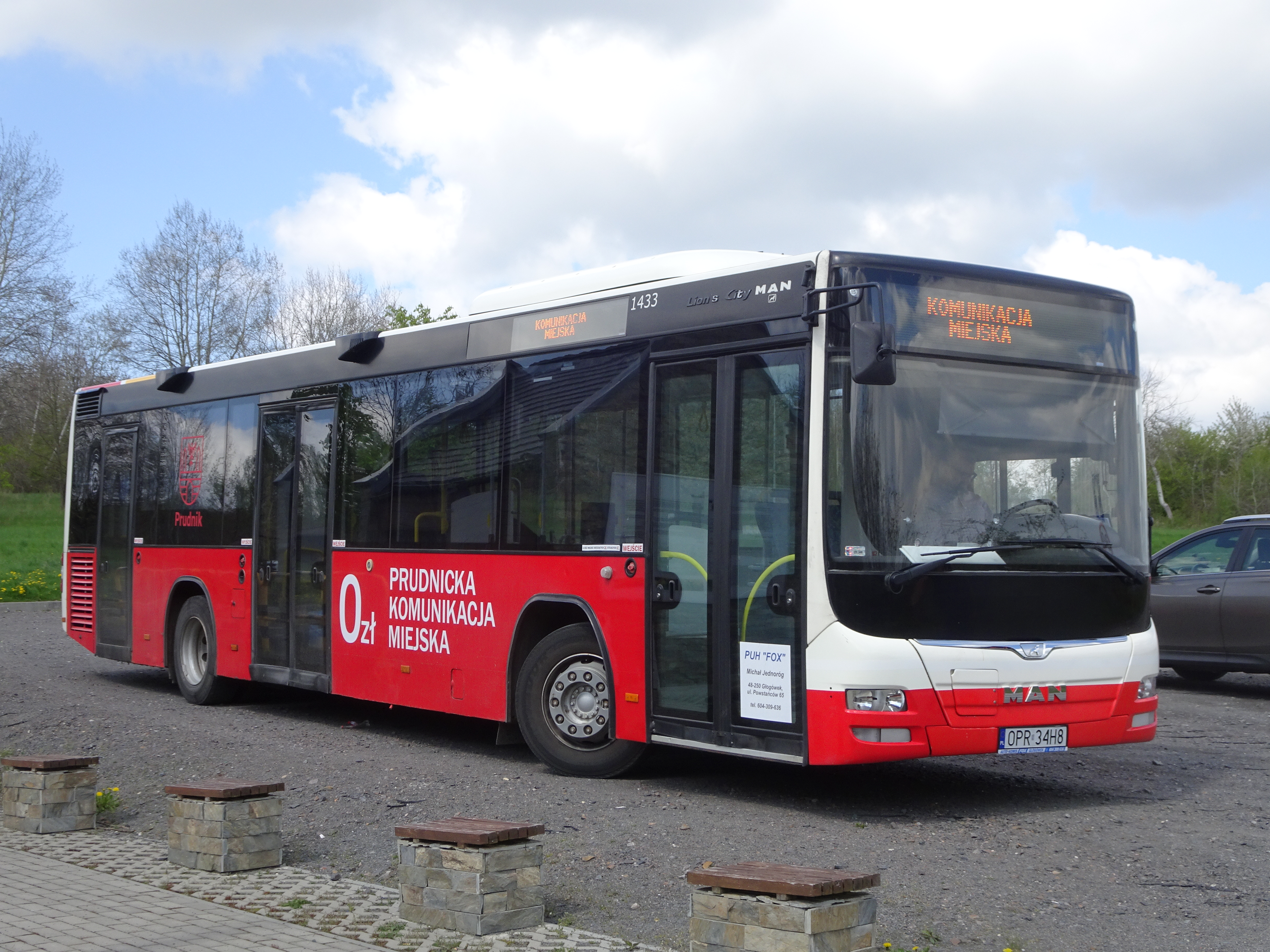
Ônibus de transporte público no estacionamento da rua Poniatowskiego

A rodoviária de Prudnik está localizada perto do centro da cidade, na rua Kościuszki, 9. Ela foi fechada para reforma em outubro de 2021. Um novo prédio da rodoviária foi concluído em janeiro de 2023. O centro de intercâmbio foi inaugurado em 1 de março de 2023. O depósito de ônibus desativado estava localizado na rua Kościuszki, 74, no cruzamento com a rua Grunwaldzka.
Entre 1953 e 1960, uma estação de campo do distrito de Katowice da PKS funcionou em Prudnik. Em 1960, foi inaugurada uma estação de campo da PKS Nysa. Posteriormente, de 1980 a 1990, uma filial da PKS funcionou na Diretoria de Opole. Em 1990, a diretoria distrital foi liquidada e a PPKS Prudnik foi instalada. Em 2004, a Prudnik PKS foi privatizada com a participação da Connex Polska. Em 2008, como resultado da fusão da PKS Connex Prudnik e da PKS Connex Kędzierzyn-Koźle, foi criada a empresa Veolia Transport Opolszczyzna, em 2013 adquirida pela Arriva Bus Transport Polska. Em 2019, a Arriva se retirou de Prudnik. A organização do transporte de passageiros em Prudnik e arredores foi então assumida pela vizinha PKS. Em dezembro de 2021, a Associação de Transporte Distrital-Municipal “Pogranicze” foi inaugurada para melhorar a qualidade do transporte.
Desde 1984, há um transporte público na cidade, a prestação de serviços é contratada pela Prefeitura. O transporte é operado por empresas externas selecionadas por meio de uma licitação anual. Segundo uma resolução adotada em 2021, o transporte público em Prudnik foi instituído gratuitamente para os passageiros. Em 2022, a licitação para o fornecimento de transporte de ônibus municipal foi vencida pela Serviço e Empresa Comercial “Fox”. Em janeiro de 2025, com a aquisição da prestação de serviços pela PGZT “Pogranicze”, foram introduzidos ônibus de transporte público para o Centro comercial em Lubrza, bem como para os vilarejos de Trzebina e Czyżowice.

### Transporte por bicicletas
Prudnik tem uma infraestrutura bem desenvolvida com uma rede de ciclovias, conectando-se às rotas turísticas da República Tcheca.
Ciclovias e vias para pedestres foram construídas ao longo das seguintes ruas: Dąbrowskiego, Nyska, Skowrońskiego, Powstańców Śląskich, Kolejowa, Asnyka, Staszica, Szkolna, Gimnazjalna, Legionów, Fränkla, Poniatowskiego, Sądowa. Há também uma ciclovia ao redor da lagoa na rua Poniatowskiego e um caminho iluminado na encosta da Koziej Góry.
Uma ciclovia de Prudnik a Moszna, estendida até Zielina em 2021, foi concluída em 2020. O caminho, com mais de 20 km de extensão, começa em Prudnik, na rotatória Stanisław Szozda, e percorre as estradas provinciais n.º 414 e n.º 409 via Lubrza, Dobroszewice, Biała, Krobusz, Dębina e Moszna, terminando em Zielina.
Uma instalação de aluguel de bicicletas turísticas foi implantada no escritório distrital em Prudnik em 2017. Uma área de estacionamento de bicicletas com uma estação de serviço de bicicletas foi criada na rodoviária.

## Educação
Em Prudnik existem: 7 jardins de infância, 4 escolas primárias, 4 escolas secundárias gerais (das quais 2 são para adultos), 3 escolas técnicas, 4 escolas industriais de primeiro grau, uma escola de música, 4 escolas pós-secundárias e universidade da terceira idade.
Sob a administração da comuna de Prudnik estão: Complexo Escolar, Complexo Escolar e Jardim de Infância n.º 1 e Complexo Escolar e Jardim de Infância n.º 2, e sob a administração do condado de Prudnik estão: Escola Especial e Centro Educacional Cavaleiros da Ordem do Sorriso, Complexo Escolar de Educação Geral n.º 1, Centro de Educação Profissional e Continuada, Centro de Educação Prática do Condado e Complexo Escolar Agrícola. O Complexo da Escola de Medicina Janusz Korczak é uma unidade do governo local da voivodia de Opole.
O Conselho Comunal de Educação em Prudnik, criado em 1995, tem sua sede na prefeitura, em Rynek 1. O Departamento de Educação e Saúde do Escritório Distrital em Prudnik está localizado no edifício da rua Kościuszki, 76.
| Creches - Creche n.º 1, rua Ogrodowa 1 (CE) - Creche n.º 2, rua Podgórna 9a (CEJ n.º 1) - Creche particular „Bajka”, praça Zamkowy 2 - Creche particular „Skrzacik”, rua Damrota 4a Jardins de infância - Jardim de infância público n.º 1 Jana Brzechwy, rua Mickiewicza 5 (CEJ n.º 2) - Jardim de infância público n.º 3, rua Piastowska 69 (CE) - Jardim de infância público n.º 4, rua Mickiewicza 9 (CEJ n.º 2) - Jardim de infância público n.º 5 especial, rua Młyńska 1 (EECE) - Jardim de infância público n.º 6, rua Podgórna 9a (CEJ n.º 1) - Jardim de infância público n.º 7, rua Ogrodowa 1 (CE) - Jardim de infância particular "Skrzat", rua Grunwaldzka 66 Escolas primárias - Escola primária pública n.º 1 Bohaterów Westerplatte, rua Podgórna 9 (CEJ n.º 1) - Prédio subsidiário, rua Armii Krajowej 1 - Escola primária pública n.º 3 Powstania śląskie, rua Szkolna 12 (CEJ n.º 2) - Escola primária pública n.º 4 Maria Konopnicka, rua Dąbrowskiego 2 (CE) - Escola primária pública n.º 5, rua Młyńska 1 (EECE) Outras - Escola Estatal de Música de 1.º grau Karol Szymanowski, rua Traugutta 36 - Universidade Prudnik da Terceira Idade, rua Prężyńska 3-5-7 |  | Escolas de ensino médio - I Escola secundária Adama Mickiewicza, rua Gimnazjalna 2 (CEJ n.º 1) - II Escola secundária Stefania Sempołowska, rua Kościuszki 55 (ZSR) - Escola Secundária para Adultos, rua Gimnazjalna 2 (CEJ n.º 1) - II Escola Secundária para Adultos, rua Kościuszki 55 (CKZiU) - Escola Técnica Pública, rua Piastowska 26 (ZSM) - Escola Técnica n.º 1, rua Kościuszki 55 (CKZiU) - Escola Técnica n.º 2, rua Kościuszki 76 (ZSR) - Centro de Educação Continuada, rua Gimnazjalna 2 (ZSO n.º 1) - 1º ciclo Escola Profissional n.º 1, rua Prężyńska 3-5-7 (CKZiU) - 1º ciclo Escola Profissional n.º 2, rua Kościuszki 76 (ZSR) - 1º ciclo Escola Profissional n.º 3 Especial, rua Prężyńska 3-5-7 (CKZiU) - 1º ciclo Escola Profissional n.º 4 Especial, rua Młyńska 1 (SOSW) - Escola Especial Preparando-se para o Trabalho, rua Młyńska 1 (SOSW) Escolas pós-secundárias - Escola Superior Provincial, rua Piastowska 26 (ZSM) - Escola pós-secundária n.º 1, rua Prężyńska 3-5-7 (CKZiU) - Escola pós-secundária n.º 2, rua Kościuszki 76 (ZSR) - Escola pós-secundária para adultos, rua Kościuszki 76 (ZSR) |

## Cultura

### Organizações culturais

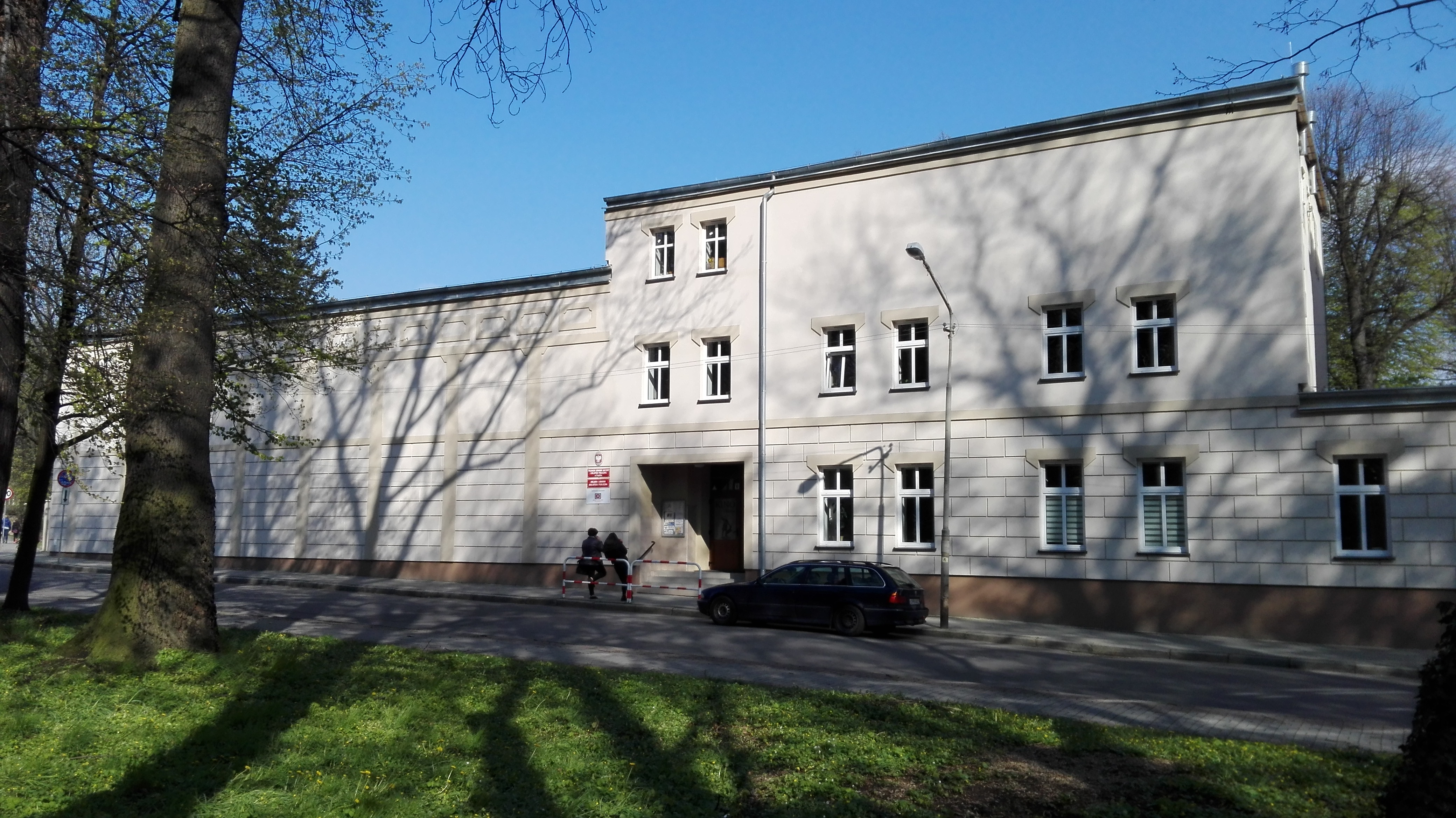
Cine “Diana” e Biblioteca Pública

O Centro Cultural de Prudnik, criado em 1992 como resultado da fusão do Centro Cultural Municipal de Prudnik com outras instituições culturais locais, é responsável pela organização da vida cultural na cidade. Sua sede fica na vila histórica da família Fränkel, na rua Kościuszki 1a. As ramificações do Centro Cultural de Prudnik são as Casas Culturais de Vilas em vilarejos próximos, bem como o Centro Comunitário em Jasionowe Wzgórze. No âmbito do Centro Cultural de Prudnik estão a Biblioteca Pública Municipal e Comunal de Prudnik, em funcionamento desde 1947, bem como o Cinema “Diana” na rua Mickiewicza, 1, inaugurado em 2016.

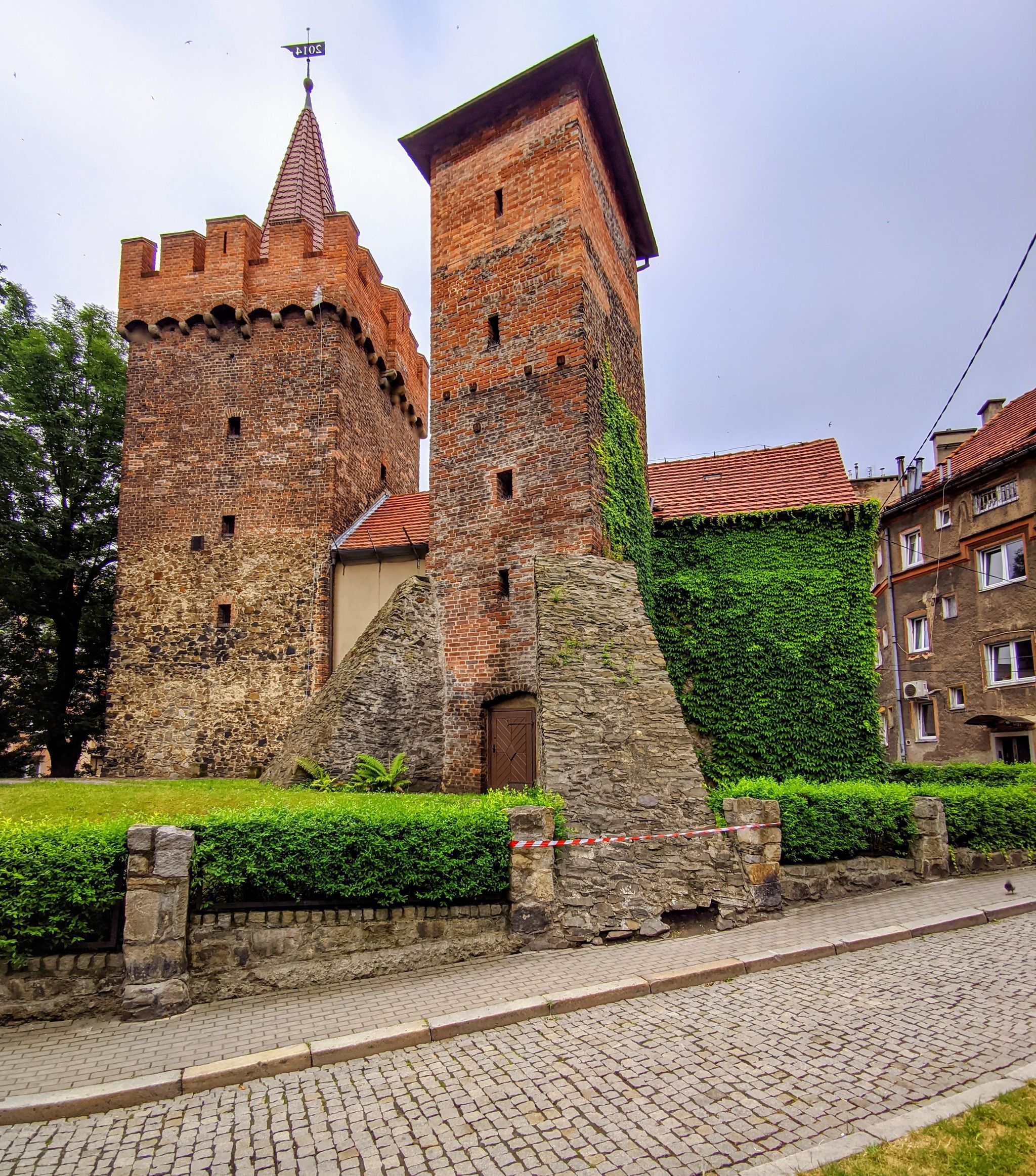
Museu da Terra de Prudnick

Em 1959, o Museu da Terra de Prudnik foi fundado em Prudnik. Em 2010, foi fundada sua filial dedicada a comemorar as tradições têxteis de Prudnik e arredores — o Centro de Tradições de Tecelagem. Há três galerias de arte na cidade: a Galeria “Wykrzyknik” e a Galeria “Na Poddaszu” no Centro Cultural de Prudnick, bem como a Galeria de Arte Hanna Bakuła “No Ba!” na praça principal, 2.
Ao longo dos anos, também houve associações culturais na cidade, como o Clube do Escritor de Prudnik, o grupo fotográfico otoFoto, o Teatro Bez Garderoby, [279], o Grupo de Artes Visuais “Bo Po Co”, o Círculo de Amizade Alemão/Deutsche Freundschaftskreis (um ramo de campo da Sociedade Sociocultural dos Alemães em Opole Silésia), Associação de Cultura e Educação Cigana, Sociedade Histórica da Região de Prudnik, Associação Universitária da Era de Ouro, “Gerações”, Comitê Social de Apoio aos Membros da Família, Associação de Pesca “Karp” e Clube de Fantasia Prudnik.

### Eventos culturais periódicos

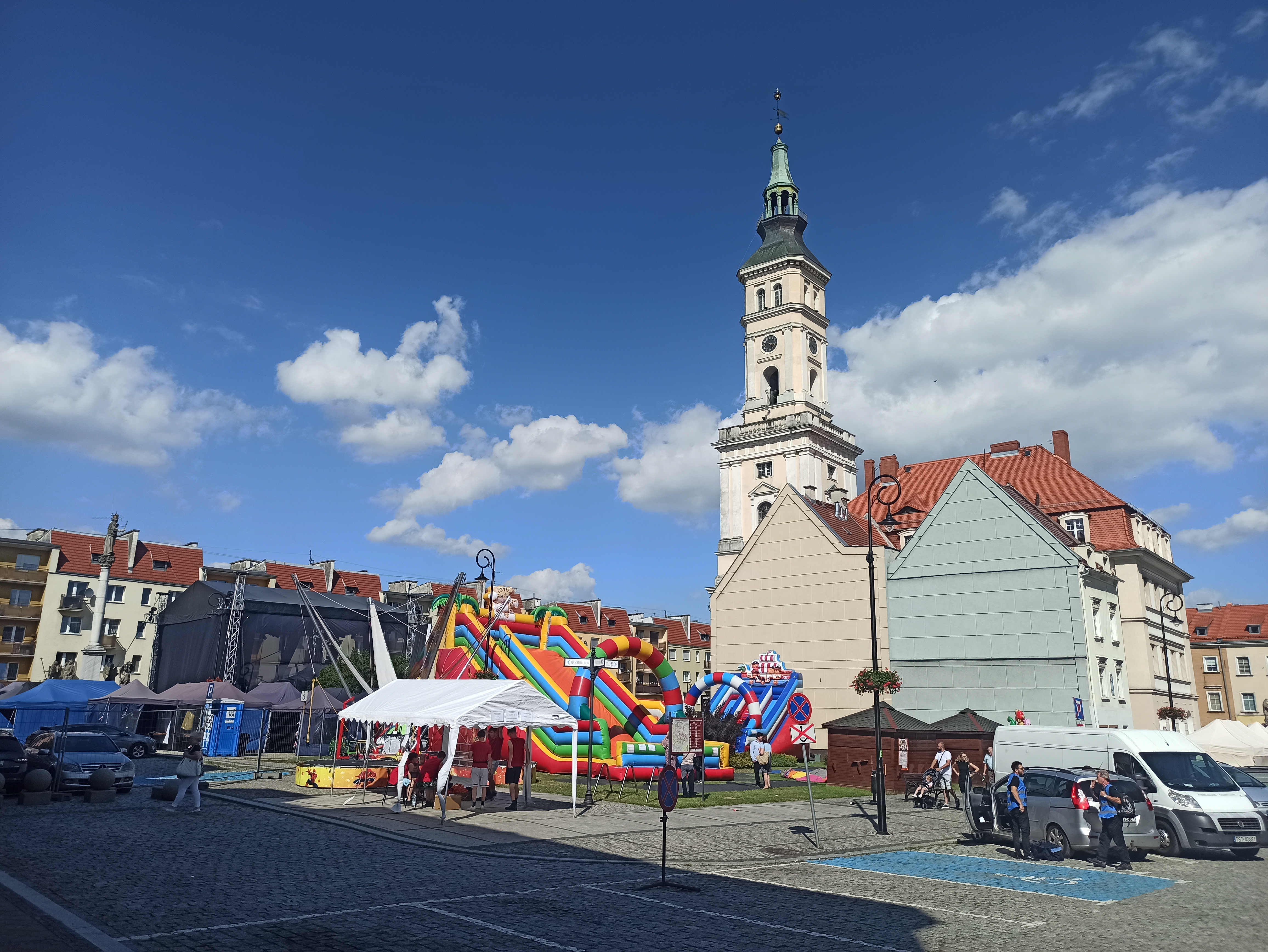
Praça principal durante os Dias de Prudnik (2024)

O evento ao ar livre Dias de Prudnik, organizado pelo Centro Cultural de Prudnik, ocorre todos os anos em junho ou julho na praça principal de Prudnik. Durante o Encerramento musical dos Dias de Prudnik, são realizados concertos de artistas de música popular que representam gêneros como rock, pop, hip-hop, poesia cantada e música de dança. Além disso, artistas associados a Prudnik e à área circundante são convidados a se apresentar.

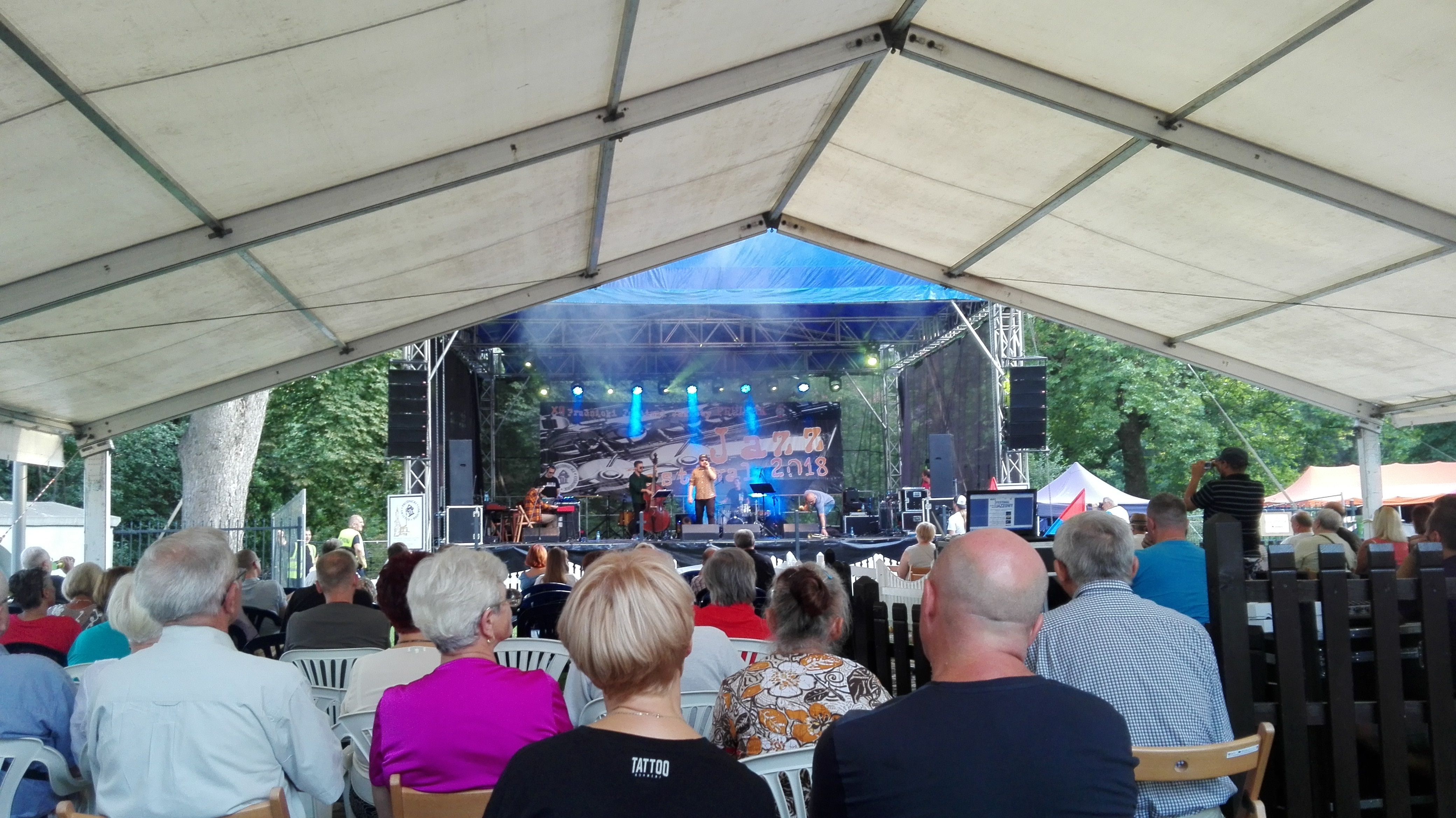
Eskaubei & Tomek Nowak Quartet, Festival de Jazz Prudnik (2018)

Eskaubei & Tomek Nowak Quartet, Festival de Jazz de Prudnik (2018) é organizado anualmente no primeiro fim de semana de agosto no jardim do Centro Cultural de Prudnik. A primeira edição do festival ocorreu em 2007, na praça principal, por iniciativa do músico Ryszard Czeczel, que se tornou o diretor artístico do evento. É o maior evento de jazz ao ar livre da voivodia de Opole. Já contou com a participação de artistas da Polônia, República Tcheca, Alemanha, Áustria, França, Reino Unido e Estados Unidos. O festival também inclui encontros de autores, exibições de filmes ao ar livre e exposições fotográficas.

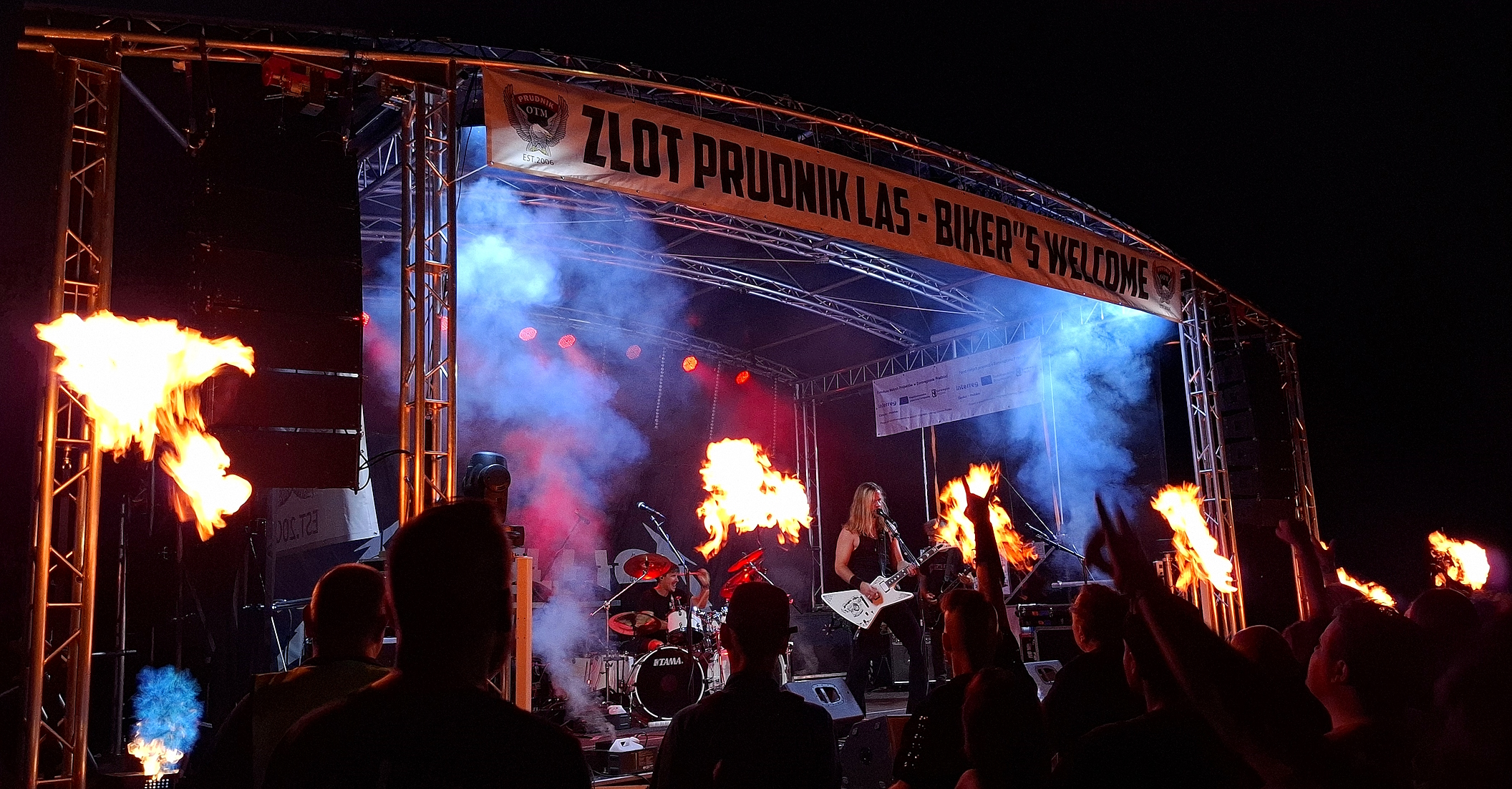
Metallica Revival (banda tributo ao Metallica), Rally de motocicletas (2024)

Nas encostas da Montanha das Cabras, na parte sul da cidade, nos prados próximos ao mosteiro franciscano, na borda da Floresta de Prudnik, ocorre anualmente um Rally de Motociclistas em julho, acompanhado por um festival ao ar livre de rock e heavy metal, em 2021 chamado Festival de Rock da Fronteira. O Rally de Motociclistas em Prudnik é organizado desde 2006 pela Opolskie Towarzystwo Motocyklowe OTM Prudnik em cooperação com a prefeitura de Prudnik. A iniciativa foi do empresário local Artur Żurakowski. O rali também inclui demonstrações de motocicletas e apresentações de acrobacias de motocicletas. A OTM Prudnik também é a organizadora de um evento de música no mosteiro franciscano e no MotoMikołaj.
O Festival Silesiano Ludwig van Beethoven da Área de Prudnik — um festival de música clássica que comemora a estadia de Ludwig van Beethoven em Głogówek — é realizado anualmente em outubro em Prudnik e Głogówek. Durante o “Festival Beethoven”, artistas musicais da Polônia e do exterior (incluindo o Japão) apresentam obras de compositores clássicos famosos.
Todo mês de junho, a Exposição de Artistas Folclóricos e Artes e Ofícios da Fronteira Polaco-Tcheca é realizada no Pavilhão de Esportes e Entretenimento “Obuwnik”, na rua Łucznicza. É uma apresentação de três dias de artesanato e trabalhos artísticos (pintura, escultura, cerâmica, metalurgia, rendas, bordados, joias), bem como uma apresentação da culinária regional e dos países europeus, representados pelas cidades parceiras de Prudnik. Os patrocinadores do evento são o governo local e os consulados polonês e tcheco. A Feira de Empreendedorismo e Artesanato Inter-Regional “Casa e Jardim” é realizada no mesmo local em setembro, apresentando indústrias relacionadas à construção e mobília de uma casa, bem como ao projeto de jardins.

### Referências na cultura de massa

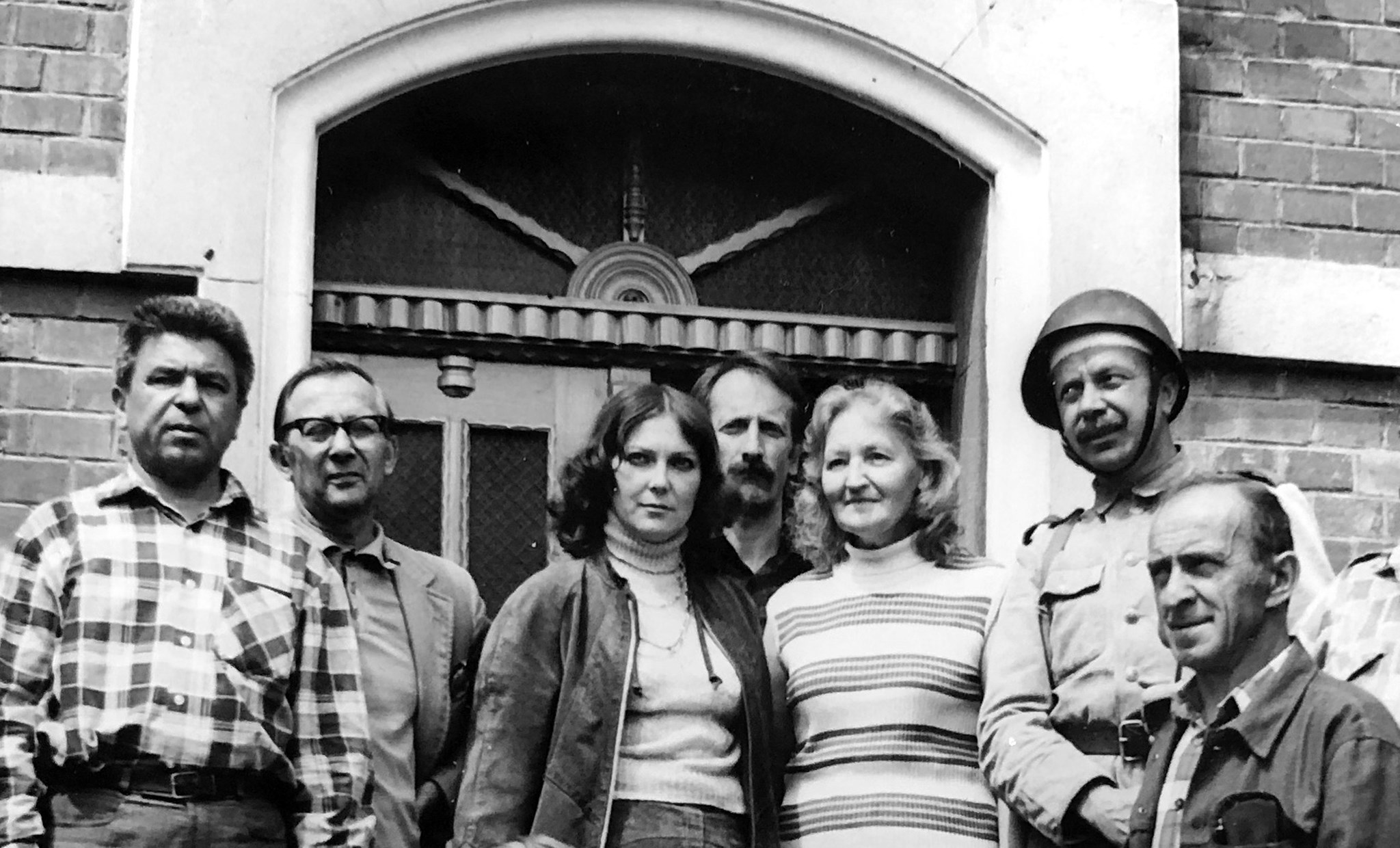
Foto do set de filmagem do longa-metragem “Kilka dni na ziemi niczyjej” em Prudnik (1982)